# شاه عباس بزرگ
شاه عباس یکم (۲۷ ژانویهٔ ۱۵۷۱ – ۱۹ ژانویهٔ ۱۶۲۹)، مشهور به شاه عباس بزرگ، پنجمین شاه ایران صفوی بود که از سال ۱۵۸۷ تا ۱۶۲۹ میلادی حکومت کرد. او با کمک قبایل قزلباش، شاملو و استاجلو و طی جنگ‌های داخلی شهرهای خراسان که از سال ۱۵۸۰ میلادی آغاز گشت، قدرت را از پدرش، شاه محمد خدابنده ستاند و در سال ۱۵۸۷ میلادی، در ۱۷ سالگی پادشاه ایران شد. در دوران حکومت شاه عباس، او با پیروزی‌های نظامی چشمگیر، ایران را به یکی از قدرت‌های بزرگ منطقه تبدیل کرد. جنگ‌های مهمی چون شکست عثمانی‌ها در نبرد صوفیان و پیروزی بر پرتغالی‌ها در جنگ‌های ساحلی خلیج فارس از جمله دستاوردهای بزرگ نظامی او بود. او همچنین با احیای ارتش و تقویت سازمان‌های نظامی، ایران را از نظر دفاعی و قدرت نظامی تقویت کرد. در زمینه آبادانی، شاه عباس نقش بسزایی داشت. او پایتخت ایران را از قزوین به اصفهان منتقل کرد . احداث بناهایی چون مسجد شیخ لطف الله، میدان نقش جهان و توسعه زیرساخت‌های شهری از دستاوردهای مهم دوره سلطنت او بود. شاه عباس همچنین به تقویت تجارت و ارتباطات تجاری پرداخت، که باعث رونق اقتصادی و فرهنگی ایران شد.
شاه عباس هنگامی به سلطنت رسید که مناطق غرب و شمال غربی ایران در تصرف امپراتوری عثمانی بود؛ خراسان و شمال شرق ایران نیز تحت اشغال ازبک‌ها بود و طی ۱۲ سال پس از مرگ شاه تهماسب یکم و دوران پادشاهی شاه اسماعیل دوم و شاه محمد خدابنده، قدرت شاه کاهش پیدا کرده بود و دسته‌بندی‌های قبیله‌ای قزلباش‌ها مجدداً به شکل فزاینده‌ای بروز کرده و دوگانگی میان قزلباشان ترکمان و تاجیک در دربار شدت پیدا کرده بود. در نتیجهٔ این چند دستگی، کشور دچار هرج و مرج گردیده بود. شاه عباس با اولویت‌بندی مشکلات متعدد توانست در طول سلطنتش دودمان صفویان را به اوج قدرت برساند. عباس میرزا به همراه علی‌قلی‌بیگ گورکان شاملو در جنگ‌های خراسان، محاصره قلعه نیشابور، محاصره قلعه تربت و نبرد تیرپل علیه پدرش شاه محمد خدابنده (شاه وقت) جنگید. وی در هجده‌سالگی قزوین را متصرف شد و در نهایت خود را شاه ایران خواند.
شاه عباس در ابتدای پادشاهی، برای پیش‌دستی نکردن امپراتوری عثمانی به قلمروهای ایران که موجب می‌شد همزمان مشغول نبرد در چندین جبهه شود، پیمان صلح با آن کشور بست و مناطقی کردنشین در عراق و سوریه کنونی را به آنان واگذار کرد. سپس به رسیدگی امور درون کشوری و فرونشاندن شورش در ولایات پرداخت. او نخست ازبکان را شکست داد و از خاک ایران عقب راند و سپس به جنگ با دولت عثمانی پرداخت. او در چندین نوبت با عثمانی‌ها جنگید و مناطقی که در گذشته اشغال شده بودند را آزاد کرد. او همچنین چندبار به گرجستان و بغداد حمله کرد. از واپسین لشکرکشی‌های او نبرد با گورکانیان هند در ۱۶۲۲ میلادی را می‌توان نام برد که به فتح قندهار منجر شد. در زمان شاه عباس، درآمد دولت ایران بالا رفت که موجب شد بازرگانی و مراوده‌های اقتصادی با کشورهای اروپایی و چین افزایش بیابد. او همچنین بناهای بسیاری ساخت که هنوز برخی از آن‌ها پابرجاست از جمله آنها می‌توان به کاخ صفی‌آباد در جنوب غرب شهرستان بهشهر اشاره کرد که این کاخ به دستور شاه عباس بزرگ ساخته شد و در زمان شاه صفی، نوه اش، توسعه پیدا کرده است.
تجربیات سال‌های کودکی و نوجوانی وی باعث سوءظن بیمارگونه‌ای در وی گردید؛ که تأثیر آن تا پایان عمر بر روابطش با دیگران و حتی پسرانش سایه افکند. شاه عباس در گذار زندگی یکی از فرزندانش را کشت و دو تن دیگر را کور کرد و دو پسر دیگرش نیز در کودکی مردند؛ حتی گفته شده که یکی از پسران شاه عباس از دربار گریخت و در تاریخ محو شد. به این دلایل، او در هنگام مرگ، جانشین شایسته‌ای از خود بازنگذاشت و به ناچار نوه او، شاه صفی، به پادشاهی رسید.
نام اصفهان پیوسته با اسم شاه عباس همراه بوده و اغلب آثار تاریخی و عمرانی شهر اعم از آب انبارها، مادی‌ها، پل‌ها، خیابان‌ها، تفرجگاه‌ها، کاخ‌ها، مساجد، مدارس، معابد، بازارها و باغ‌ها و میدان‌ها به نام شاه عباس ثبت شده است. شاه عباس به معماری، موسیقی، نقاشی و شعر علاقه داشت و میدان نقش جهان، عالی‌قاپو، باغ عباس‌آباد، چشمه عمارت، چهل‌ستون بهشهر، بخش‌هایی از کاخ صفی‌آباد، چهل‌ستون اصفهان، چهارباغ و سی‌وسه‌پل از آثار به‌جای مانده از دوران سلطنت وی هستند.
در دوره حکمرانی شاه عباس و به پیرو آن، روابط خارجی با دولت‌های اروپایی و رشد اقتصادی، بر درآمد ایران به اندازه قابل توجهی افزوده شد. اوج بازرگانی و تولید ابریشم ایران را بایستی در زمان شاه عباس بزرگ دانست. در این زمان بر اثر پیدا شدن دولت‌های قدرتمندی مانند امپراتوری روسیه، فرانسه، اتریش، هلند، پرتغال و بریتانیا و نیازهای تجاری که کشورهای اروپایی به کشورهای آسیایی داشتند، از طرفی و جنگ‌هایی که بین آنها و امپراتوری عثمانی درگرفت، ایجاد روابط نزدیک را میان ایران و اروپا لازم ساخت. آزادی دینی در دوره این شاه یکی دیگر از عوامل رشد روابط خارجی ایران با کشورهای غربی بود.

## اوایل زندگی
بر اساس کتاب عالم‌آرای عباسی، عباس در ۱ رمضان ۹۷۸ ه‍. ق (۲۷ ژانویهٔ ۱۵۷۱) در هرات به دنیا آمد. او سومین فرزند محمد میرزا (شاه محمد خدابندهٔ آینده) بود. پدر عباس در آن زمان والی هرات (مرکز استان خراسان) بود. محمد خدابنده به دلیل بیماری که او را تقریباً نابینا کرده بود، از جانشینی پدرش محروم شده بود. تبار مادر عباس، خیرالنساء بیگم، به سادات مرعشی می‌رسید که از نسل میربزرگ، بنیان‌گذار دودمان مرعشیان بودند. خیرالنساء و محمد میرزا پیش از عباس دو فرزند به نام‌های حسن و حمزه داشتند و بعدها دو پسر دیگر به نام‌های ابوطالب و تهماسب به دنیا آوردند. شاه قلی سلطان یکان استاجلو(امیر یکی از ایلات قزلباش به نام استاجلو) در نامه‌ای از جانب محمد میرزا به شاه تهماسب یکم، تولد عباس را خبر داد و از تهماسب خواست که برای نوه‌اش نامی انتخاب کند. تهماسب با الهام از بیتی که مکرراً بر زبانش جاری شده بود، نام نوزاد را عباس نهاد:
| عباس علی است شیر غازی |  | سر دفتر لشکر حجازی |

والدین عباس در ۱۸ ماهگیش به‌علت الزامات سیاسی برای حکمرانی، به‌دستور شاه تهماسب از هرات به شیراز آمدند. بدین ترتیب والی اسمی هرات به عباس سپرده شد. شاه تهماسب ابتدا قصد داشت برادرش حمزه را والی هرات کند، اما خیرالنساء تمایلی به جدایی از حمزه که پسر محبوبش بود، نداشت. خیرالنساء شاه تهماسب را متقاعد کرد که عباس را به جای او منصوب کند. اینکه عباس کودک بود، مانعی برای حکمرانی هرات محسوب نمی‌شد، زیرا خود تهماسب نیز در دو سالگی حکمران خراسان شده بود.
شاه قلی سلطان یکان استاجلو  والی حقیقی هرات شد و للگی (سرپرستی) عباس را به عهده داشت. نگهبانان قزلباشِ عباس و همسرانشان والدین موقت او شدند. عباس دیگر مادرش را ندید و فقط پانزده سال بعد با پدرش دیدار کرد. عباس مهارت‌های نظامی لازم را از اولیای قزلباش خود آموخت. او چوگان بازی می‌کرد و بارها به شکار می‌رفت. مانند اکثر شاهان ایرانی، او نیز به شکار علاقه داشت که به‌نوعی یک آموزش نظامی به‌شمار می‌رفت. عباس در کنار غلامان اهل خانه تحصیل کرد. برخی یا شاید اکثر این غلامان احتمالاً گرجی، ارمنی یا چرکس بوده‌اند.
در سال ۱۵۷۶، شاه تهماسب بدون وارث درگذشت و درگیری‌های جانشینی آغاز شد. در ابتدا حیدر میرزا، پسر محبوب تهماسب، با کمک ایل استاجلو و گرجیان قدرتمند دربار، خود را شاه اعلام کرد اما خیلی زود به‌دست قورچی‌ها کشته شد. سپس با حمایت اکثریت طوایف قزلباش و تأیید دختر بانفوذ تهماسب، پریخان خانم، اسماعیل میرزا که بیست سال در زندان پدرش بود، به‌عنوان شاه اسماعیل دوم تاجگذاری کرد. سلطنت شاه جدید، کوتاه‌مدت و مرگ‌بار بود. سال‌های طولانی حبس در زندان او را دچار بدگُمانی کرده بود و بسیاری از اعضای خاندان سلطنتی به‌دستور او کشته شدند. او پیش از هرچیز شروع به کشتار دسته‌جمعی اعضای ایل استاجلو کرد، بدون توجه به اینکه از حیدر میرزا پشتیبانی کرده‌اند یا نه. او همچنین افرادی که تنها جرمشان داشتن منصب در زمان تهماسب بود را اعدام کرد. عباسِ جوان شاهد این کشتارها بود و مستقیماً تحت تأثیر آن قرار گرفت.
شاه اسماعیل دستور اعدام بسیاری از برادران ناتنی، پسرعموها و برادرزاده‌هایش را صادر کرد. او از کشتن محمد خدابنده چشم‌پوشی کرد. دلیل نکشتن محمد احتمالاً نابینایی او بود که صلاحیت لازم برای سلطنت را نداشت یا شاید به‌دلیل اینکه محمد برادر تنی اسماعیل بود. با این حال، اسماعیل در نوامبر ۱۵۷۷ علی‌قلی‌خان از ایل شاملو را به هرات فرستاد تا عباسِ جوان را بکشد. علی‌قلی اعدام عباس را به تأخیر انداخت. دلیل عقب انداختن اعدام او، «ناپسند» بودن اعدام اولاد «بی‌گناهِ» سید در روزهای مبارک (شب قدر و عید فطر) بود. این معطلی جان عباس را نجات داد، زیرا در ۲۴ نوامبر، اسماعیل به دلایل نامعلومی درگذشت و علیقلی‌خان حکمرانی هرات و سرپرستی جدید عباس را بر عهده گرفت.
در ۱۱ یا ۱۳ فوریهٔ ۱۵۷۷، محمد خدابندهٔ از سوی قزلباش‌ها به عنوان شاه جدید انتخاب شد. شاه جدید ناتوان، بی‌تفاوت و فاقد صلاحیت بود. در این موقعیت، خیلی زود قدرت به دست افراد دیگر رسید. مادر عباس، خیرالنساء بیگم، زنی با اراده بود. او ادارهٔ کامل امور و همهٔ تصمیمات را حتی در مسائل نظامی به عهده گرفت. قزلباش‌ها از به قدرت رسیدن او ناراضی بودند. تفرقه‌افکنی در دربار صفوی شورش‌ها را در نقاط مختلف کشور برانگیخت و کشمکش‌ها میان قبایل قزلباش دوباره بالا گرفت، به‌طوری که طوایف استاجلو و شاملو بلافاصله رو در روی یکدیگر قرار گرفتند. شاه و ملکه نگران بودند علیقلی‌خان برای به تخت نشاندن عباس توطئه کند؛ به همین دلیل از علی‌قلی‌خان خواستند تا عباس را به قزوین بیاورد. امرای قزلباش خراسان عقیده داشتند که با تهدید ازبک‌های بخارا که به هرات یورش می‌برند، حضور یک شاهزاده در شهر ضروری بود.
دولت ناتوان صفوی منجر به این شد تا امپراتوری عثمانی در سال ۱۵۷۸ علیه ایران اعلان جنگ کند. پیش از اینکه خیرالنساء بیگم به دنبال حمله متقابل برود، ارتش صفوی متحمل چندین شکست شد. ملکه به اتفاق پسرش حمزه میرزا و وزیر اعظم میرزا سلمان جابری، ارتشی را برای مقابله با نیروهای عثمانی و تاتارها در شروان رهبری کرد. اما تلاش خیرالنساء برای تعیین استراتژی حملات باعث خشم امرای قزلباش شد. سرانجام در ۲۶ ژوئیهٔ ۱۵۷۹ قزلباش‌ها به حرم‌سرای محل اقامت ملکه یورش بردند و خیرالنساء بیگم را خفه کردند. به رغم اینکه عباس هنوز پسر بچه بود و مادرش را به سختی می‌شناخت، قتل مادرش به‌دست قزلباش‌ها تأثیر عمیقی بر او گذاشت. او احتمالاً از همان زمان بر این باور بود که باید قدرت را از قزلباش‌ها گرفت.

## در مسیر سلطنت

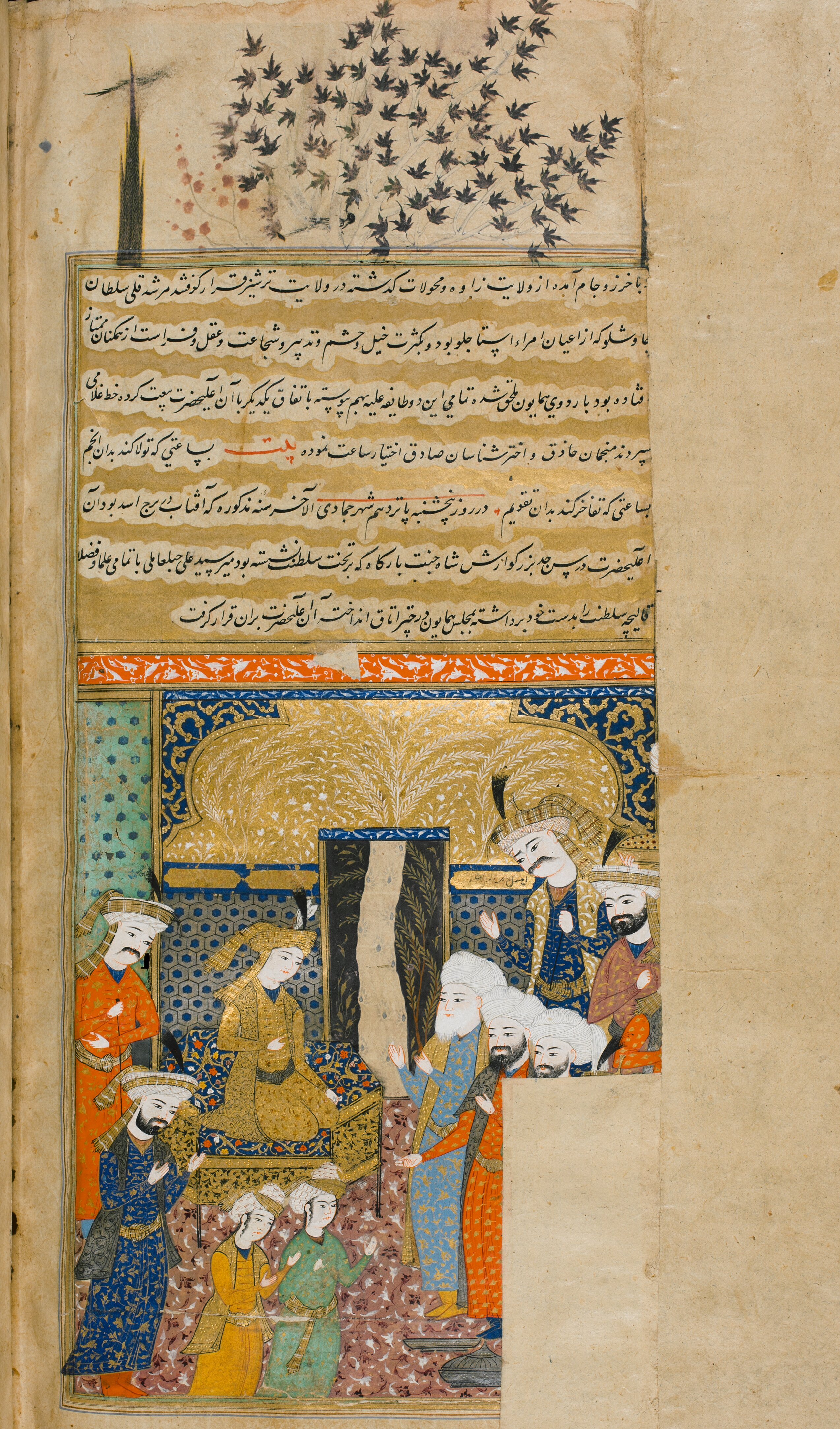
برتخت نشستن عباس میرزا توسط قزلباش‌ها در خراسان، ۹۸۸ ه‍.ق از کتاب خلاصة التواریخ احمد منشی قمی

پس از مرگ ملکه، حمزه میرزای یازده ساله به‌عنوان نایب‌السلطنه تعیین شد. قزلباش‌ها دلیلی برای ترس از سلطنت کودک نداشتند و از این رو، قدرت نهایی دولت آشفتهٔ صفوی را به دست گرفتند و برای کسب بیشتر آن با یکدیگر جنگیدند. درگیری‌ها در دربار قزوین و خراسان شدیدتر بود. در خراسان، علی‌قلی بیگ گورکان شاملو و متحد اصلی او مرشدقلی خان استاجلو، مدتی با مرتضی‌قلی خان پرناک ترکمان (والی مشهد) درگیر جنگ بودند. در نهایت ایل تکلو قدرت را در قزوین به دست گرفتند و شماری از اعضای برجستهٔ ایل شاملو از جمله مادر و پدر علی‌قلی را کشتند. این امر خشم علی‌قلی را برانگیخت. همان‌طور که ملکه پیش‌بینی کرده بود، علی‌قلی در سال ۱۵۸۱ دست‌نشانده‌اش یعنی عباس ده ساله را به‌عنوان شاه ایران تعیین کرد و جنگی را در خراسان به راه انداخت. علیقلی و مرشدقلی‌خان کنترل نیشابور را به دست گرفتند. در آن‌جا سکه زدند و به نام عباس خطبه خواندند.
سال بعد لشکری از غرب ایران برای برطرف کردن این وضعیت به سمت خراسان پیشروی کرد. این ارتش تربت حیدریه (تحت مرشدقلی‌خان) و هرات که علی‌قلی و عباس در آن ساکن بودند را محاصره کرد. هر دو تلاش بی فایده بود. با شنیدن خبر حملهٔ دیگر عثمانی‌ها به شمال غرب ایران، وزرای ارشد این لشکرکشی عجولانه با علی‌قلی به توافق رسیدند. شورش مذکور پیامدی نداشت و فقط باید به حمزه میرزا به‌عنوان وارث بلافصل وفادار می‌ماندند. علی‌قلی به‌عنوان والی و نیز سرپرست عباس باقی ماند و حتی از شاه پاداش گرفت. شاه محمد خدابنده، مرتضی‌قلی خان پرناک (دشمن دیرینهٔ علی‌قلی) را از حکمرانی مشهد برکنار و یک امیر استاجلو را جایگزین او کرد. به گفتهٔ اسکندر بیگ ترکمان، بسیاری به این نتیجه رسیده بودند که در نهایت دعوی عباس میرزا بر حمزه میرزا چیره خواهد شد.
در این میان، حمزه میرزا مشغول بیرون راندن عثمانیان از تبریز بود. با این حال، او ناخواسته گرفتارِ چشم و هم چشمیِ میانِ طوایف قزلباش شد و با اعدام والی قزلباشِ آذربایجان، خشم افسران خود را برانگیخت. در نتیجه، حمزه میرزا در دسامبر ۱۵۸۶ به‌دست سلمانی شخصی خود ترور شد. این سرتراش ممکن است از سوی گروهی از توطئه‌گران قزلباش رشوه گرفته باشد. ترور حمزه میرزا راه را برای صعود عباس هموارتر ساخت.

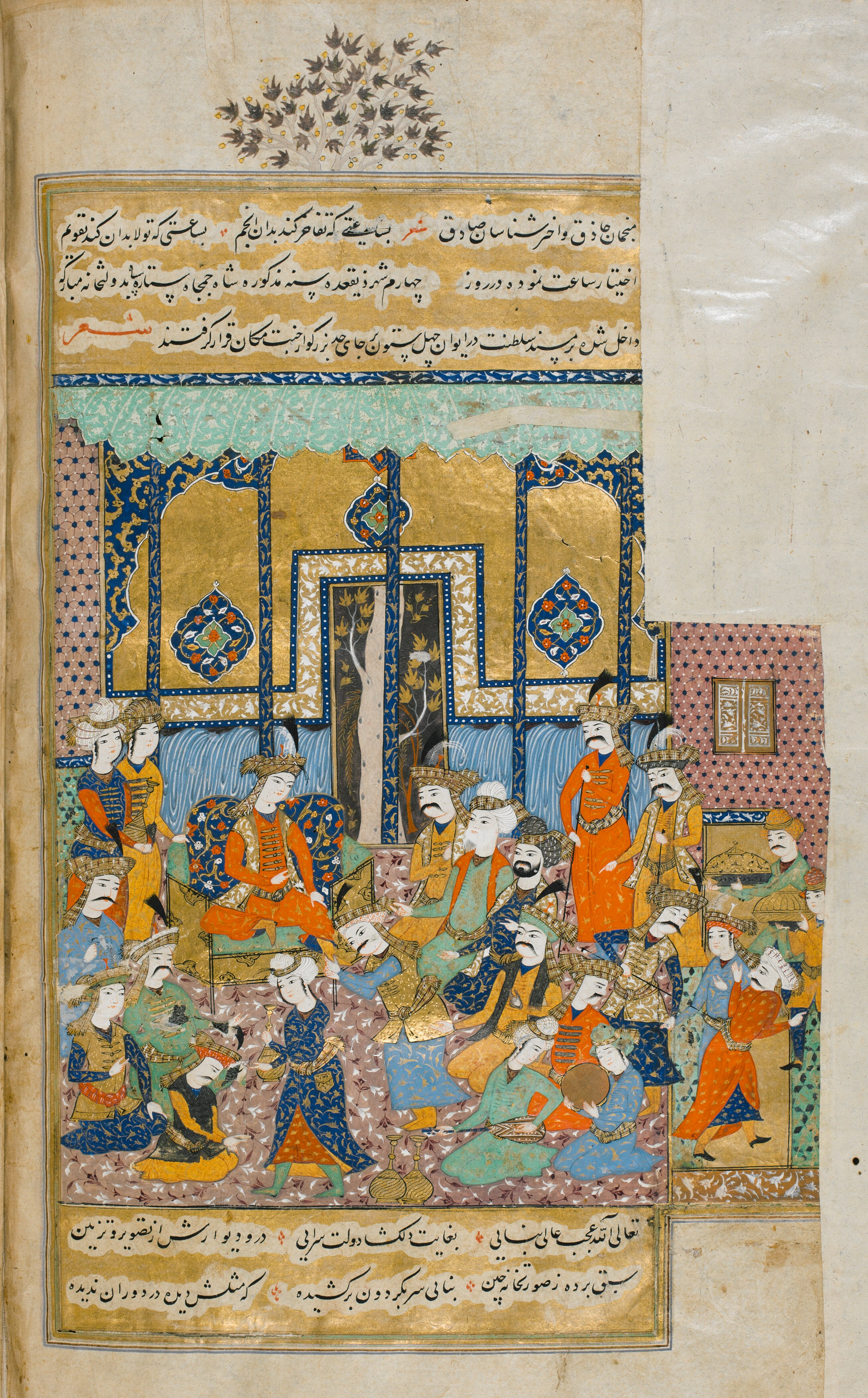
به سلطنت رسیدن شاه عباس در کاخ چهل‌ستون قزوین، ۹۹۵ ه‍.ق از کتاب خلاصة التواریخ احمد منشی قمی

در خراسان، مرشدقلی‌خان و علی‌قلی به رقابت پرداختند (جنگ سوسفید). مرشدقلی‌خان مشهد را تصرف کرد و عباس را تحت مالکیت علی‌قلی ربود. در این زمان، مرشدقلی‌خان نظرات امرای قزلباش در قزوین را در خصوص میزان حمایت احتمالیشان از عباس به عنوان نامزدی برای تصدی تاج و تخت جویا شد. امرا نسبت به این ایده مشتاق بودند ولی شک داشتند خودشان اجرایش کنند. مرشدقلی‌خان در حال بحث بر سر قبول کردن ریسک لشکرکشی به قزوین برای انتصاب عباس میرزا بر تخت بود؛ اشغال بیشتر خراسان توسط ازبکان در محرم ۹۹۵ / دسامبر ۱۵۸۶ موضوع را فیصله داد. پیشروی هجوم ازبک‌ها از طریق خراسان باعث تصرف هرات شد. این رخداد موقعیت مرشدقلی را در خطر نابودی قرار داده بود و با هجوم بیشتر ازبک‌ها ممکن بود عباس را از دست بدهد. او می‌دانست این آخرین فرصتش برای بر تخت نشاندن عباس است.
بسیاری از امرای قزلباش از حمایت عباس برای تاج و تخت مطمئن بودند. مرشدقلی‌خان از محمد خدابنده از قزوین برای مقابله با شورشیان در جنوب مطلع شد و تصمیم به حمله گرفت. به این ترتیب، در ده روز نخست ماه رمضان ۱۵۸۶، عباس و سرپرستش در کنار همراهان کم تعدادش که بیش از چند صد سواره نظام نمی‌شد، تصمیم گرفتند به سمت قزوین حرکت کنند. هنگامی که از جاده ابریشم عبور می‌کردند، امرای قزلباشِ ایلات قدرتمند تکلو، افشار و ذوالقدر که بسیاری از شهرهای مهم بین راه را تحت کنترل داشتند، آمدند تا از عباس بیعت کنند. زمانی که به قزوین نزدیک شدند، نیروی اندک آن‌ها به ۲٫۰۰۰ سوار مسلح افزایش یافت. شهردار قزوین و امرای قزلباش در داخل شهر ابتدا مقاومت نشان دادند اما انبوه شهروندان و سربازانِ خواهان جلوگیری از جنگ، به خیابان‌ها آمدند و حمایتشان را از عباس اعلام کردند. شهردار و امرای قزلباش از مقاومت منصرف شدند و عباس در اواخر سپتامبر ۱۵۸۷ در کنار مرشدقلی‌خان به پایتخت رفت.  محمد خدابنده، وارثش ابوطالب میرزا و اطرافیانش، یعنی ایلات استاجلو و شاملو در ۲۰۰ مایلی قم اردو زده بودند. هنگامی که خبر به آن‌ها رسید، امرا تصمیم گرفتند از حمایت شاه و وارثش، به‌نفعِ عباس میرزا دست بکشند.
عباس میرزا در روز یکشنبه ۱۴ ذی القعده ۹۹۵ / ۱۶ اکتبر ۱۵۸۷ وارد قزوین شد و در کاخ چهل‌ستون قزوین با نام شاه عباس به سلطنت رسید. محمد خدابنده سلطنت را به پسر هفده ساله‌اش، شاه عباس یکم، واگذار کرد. مرشدقلی‌خان که عباس سلطنتش را مدیون او بود، لقب وکیل (نایب دربار) را دریافت کرد.

## آغاز سلطنت

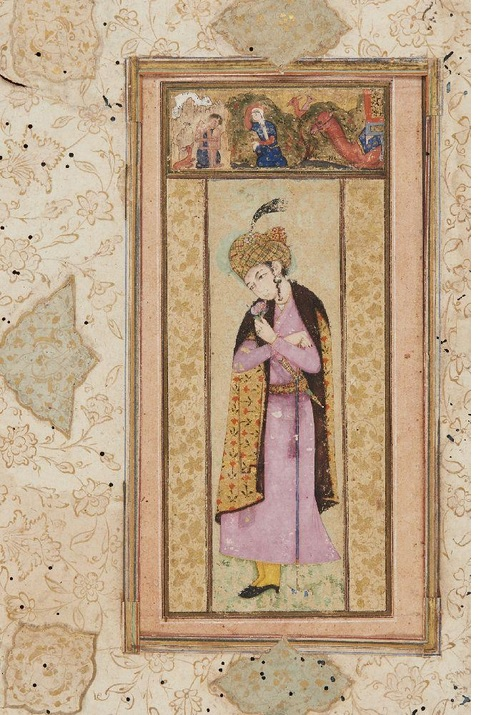
شاه عباس در جوانی، حوالی ۱۵۹۰ م.

سلطنتی که عباس به ارث برد، در وضعیتی به تنگ آمده بود. عثمانی‌ها سرزمین‌های وسیعی در غرب و شمال غرب (از جمله شهر بزرگ تبریز) را تصرف کرده بودند و نیمی از خراسان در شمال شرقی در تسخیر ازبک‌ها بود. خود ایران از نبرد میان جناح‌های مختلف قزلباش فروپاشیده بود. قزلباش‌ها با کشتن ملکه در سال ۱۵۷۹ و وزیرِ اعظم میرزا سلمان جابری در سال ۱۵۸۳، اقتدار سلطنت را گرفته بودند. عباس نخست به حساب قاتلان مادرش رسید و سه تن از سرکردگان توطئه را اعدام و چهار نفر دیگر را تبعید کرد. محمد خدابنده و خانواده‌اش نیز قلعه الموت فرستاده شدند.
کاری بعدی عباس، رهایی خودش از سلطهٔ مرشدقلی‌خان بود زیرا عملاً اختیار شاه در دست او بود. مرشد، عباس را وادار به ازدواج با بیوهٔ حمزه میرزا و یکی از هم‌نیاکان صفوی کرد. همچنین مرشد پست‌های مهم دولتی را بین دوستان خود تقسیم کرد و به‌تدریج عباس را در کاخ محدود کرد. در این میان ازبک‌ها به فتح خراسان ادامه دادند. زمانی که عباس شنید یار دیرینه‌اش علی‌قلی را در هرات محاصره کرده‌اند، از مرشد خواست تا اقدامی انجام دهد. مرشد از ترسِ رقیب، کاری را پیش نبرد تا اینکه خبر سقوط هرات و قتل‌عام تمام مردم آن شهر آمد. فقط در آن شرایط به سوی خراسان لشکرکشی شد. اما عباس قصد داشت انتقام مرگ علی‌قلی را بگیرد و پس از گفتگو با چهار تن از امرای قزلباش، دستور داد او را در یک مهمانی بکشند. اکنون با مرگ مرشد، عباس می‌توانست فی‌نفسه بر ایران حکومت کند و حکومت استبدادی‌اش آغاز شد.
عباس پیش از رویارویی با مهاجمان خارجی، تصمیم گرفت نظم را در سرتاسر ایران دوباره برقرار کند. در همین راستا، او عهدنامهٔ صلح خفت‌باری را با عثمانی‌ها در سال ۱۵۹۰ پذیرفت. طبق این عهدنامه— مشهور به عهدنامه فرهاد پاشا، استان‌های آذربایجان، قره‌باغ، گنجه، داغستان و قره‌جاداغ و همچنین بخش‌هایی از گرجستان، لرستان و کردستان در اختیار امپراتوری عثمانی قرار گرفت. این عهدنامه حتی پایتخت قبلی، یعنی تبریز را به عثمانی واگذار کرد.

### کاهش قدرت قزلباش‌ها و تهاجمات قفقاز
قزلباش‌ها از آغاز ایران صفوی، بنیهٔ ارتش صفویه را تشکیل می‌دادند و بسیاری از مناصب مهم دولتی در دست آن‌ها بود که به‌همین دلیل گاهی شاه ناتوان می‌ماند. برای حل این مشکل، عباس به اعضایی از جامعه، یعنی غلام‌ها، روی آورد. از میان این بردگان به‌تازگی معرفی‌شده، شاه نیرویی نظامی به وجود آورد که تعدادشان ۳۷٫۰۰۰ بود و حقوق آن‌ها را خود او می‌داد. این امر قدرت قزلباش‌ها را در برابر شاه تضعیف کرد زیرا دیگر در ایران «انحصارطلبی نظامی» نداشتند. این نیرو که غلامان خاصه شریفه نام داشت، مانند ینی‌چری‌های امپراتوری عثمانی، عمدتاً از گرجی‌ها، چرکس‌ها و ارمنی‌هایی بودند که به‌صورت دسته‌جمعی (از طریق فتوحات و تجارت برده) به ایران آورده شده بودند، مسلمان بودند یا شده بودند، برای خدمت در ارتش، خاندان سلطنتی، یا ادارهٔ مدنی انتخاب شدند و فقط به شخص شاه وفادار بودند. تحت رهبری عباس، این دستهٔ جدید در جامعه ایران (که نیروی نیروی سوم نامیده می‌شود) از نظر نفوذ و قدرت پیشرفت کرد، به طوری که هزاران گرجی، چرکس و ارمنی به بخشی جدایی ناپذیر از جامعه ایران تبدیل شدند و دولت، خاندان سلطنتی و ارتش را در دست گرفتند. ایجاد سپاه غلامان، در کوتاه مدت راه حل مؤثری برای مشکل شاه بود. در بلند مدت، منشأ ضعف حکومت از آب درآمد، زیرا غلامان در تحلیل نهایی، از کیفیت‌های جنگی قزلباشان برخوردار نبودند.
پیش از این، شاه تهماسب یکم، با نگاهی به حکومت خود و عثمانیان همسایه متوجه شد که در معرض تهدیدهای مداوم از سوی دسته‌های رقیبِ خطرناک و کشمکش‌های خانوادگی قرار دارد. این رقابت‌ها اگر به درستی مهار نمی‌شد، تهدیدی جدی برای شاه بود یا می‌توانست به دسیسه‌های درباری نابه‌جا منجر شود. از نظر تهماسب، مشکل حول محور سران قبیله‌ای نظامی در حکومت صفویه، یعنی قزلباش‌ها می‌چرخید. قزلباش‌ها عقیده داشتند نزدیکی و تسلط بر یکی از اعضای خاندان درجهٔ یک صفوی، محاسن معنوی، اقبال سیاسی و پیشرفت مادی را تضمین می‌کرد. بدین ترتیب، در سال‌های ۱۵۴۰ تا ۱۵۵۵، تهماسب چند بار به منطقهٔ قفقاز هجوم برد که تجربه‌ای جنگی برای سربازانش فراهم کرد و همچنین منجر به دستگیری تعداد زیادی از بردگان مسیحی چرکس و گرجی شد (۳۰٫۰۰۰ تن فقط در چهار حمله). این بردگان اساس سیستم بردگی نظامی صفوی را شکل می‌دادند. ورود آن‌ها به این تعداد منجر به تشکیل گروه جدیدی در جامعه ایران شد که صرفاً از قومیت قفقازی تشکیل شده بود. اگرچه نخستین سربازان برده تا زمان سلطنت عباس سازماندهی نمی‌شدند، اما در زمان تهماسب، قفقازی‌ها به اعضای مهم خاندان سلطنتی، حرمسرا و ادارات مدنی و نظامی تبدیل شدند.
عباس به‌واسطهٔ سلطنت پدربزرگش (که در دوران جوانی مورد استفاده گروه‌های رقیب قزلباش قرار گرفته بود) متوجه شد که باید اقتدار خود را بر قزلباش‌ها تحمیل کند یا ابزار آن‌ها باقی بماند؛ بنابراین تصمیم گرفت گروه جدیدی از قفقازی‌ها را در جامعه ایران تقویت کند. عباس یک‌تنه به رشد نفوذ و قدرت این گروه جدید که نیروی سوم نیز نامیده می‌شوند، پشتیبانی می‌کرد. تخمین زده می‌شود که در دوران حکومت عباس حدود ۱۳۰٫۰۰۰ تا ۲۰۰٫۰۰۰ گرجی وجود داشته است. ده‌ها هزار چرکس و حدود ۳۰۰٫۰۰۰ ارمنی از قفقاز به سرزمین مرکزی ایران آورده شدند و تعداد قابل توجهی از آن‌ها در جامعهٔ ایران مسئولیت‌ها و نقش‌هایی از جمله برخی از بالاترین مناصب دولتی شامل سپاه غلامان را به دست آوردند. بسیاری از تبعیدشدگان از قفقاز در مناطق مختلف ایران سکنی گزیدند و در جامعهٔ ایران صنعت‌گر، کشاورز، دامدار، تاجر، سرباز، ژنرال، فرماندار و دهقان شدند. عباس سپاه غلامان را از چند صد نفر دوران تهماسب به ۱۵٫۰۰۰ سواره نظام بسیار با تجربه افزایش داد که بخشی از یک لشکر کامل، متشکل از ۴۰٫۰۰۰ غلام قفقازی به‌شمار می‌رفت. عباس سپس شمار حکمران‌های محلی قزلباش را کاهش داد و به شکلی نظام‌مند آن‌ها را به نواحی‌های دیگر منتقل کرد؛ بدین ترتیب روابط قزلباشان با جامعه محلی مختل شد و قدرت آنها کاهش یافت. غلام‌ها که وفاداریشان به شاه بود، در نهایت جایگزین اکثر قزلباشان شدند.
تا سال ۱۵۹۵، الله‌وردی خان که گرجی بود، یکی از قدرتمندترین افراد در دولت صفوی به‌شمار می‌رفت زیرا به حاکم کل فارس، یکی از ثروتمندترین استان‌های ایران منصوب شد. قدرت او در سال ۱۵۹۸ که فرمانده کل تمام نیروهای مسلح شد، به اوج خود رسید. نظام غلام نه تنها به شاه اجازه داد تا ترک‌های قزلباش و فارس را کنترل و مدیریت کند، بلکه مشکلات بودجه‌ای را نیز در کوتاه مدت حل کرد. با بازگرداندن کنترل کامل شاه بر استان‌هایی که قبلاً به‌دست سران قزلباش اداره می‌شد، درآمد استان‌ها اکنون تکمیل‌کنندهٔ خزانه سلطنتی است. از این پس مقامات دولتی مالیات‌ها را جمع‌آوری و مستقیماً به خزانه سلطنتی واریز می‌کردند. در حرمسرا، چرکس‌ها و گرجی‌ها به سرعت جای گروه‌های ترکمن را گرفتند و در نتیجه نفوذ مستقیمی در دیوان‌سالاری صفویِ شایسته‌سالار و دربار دولت صفوی به دست آوردند.

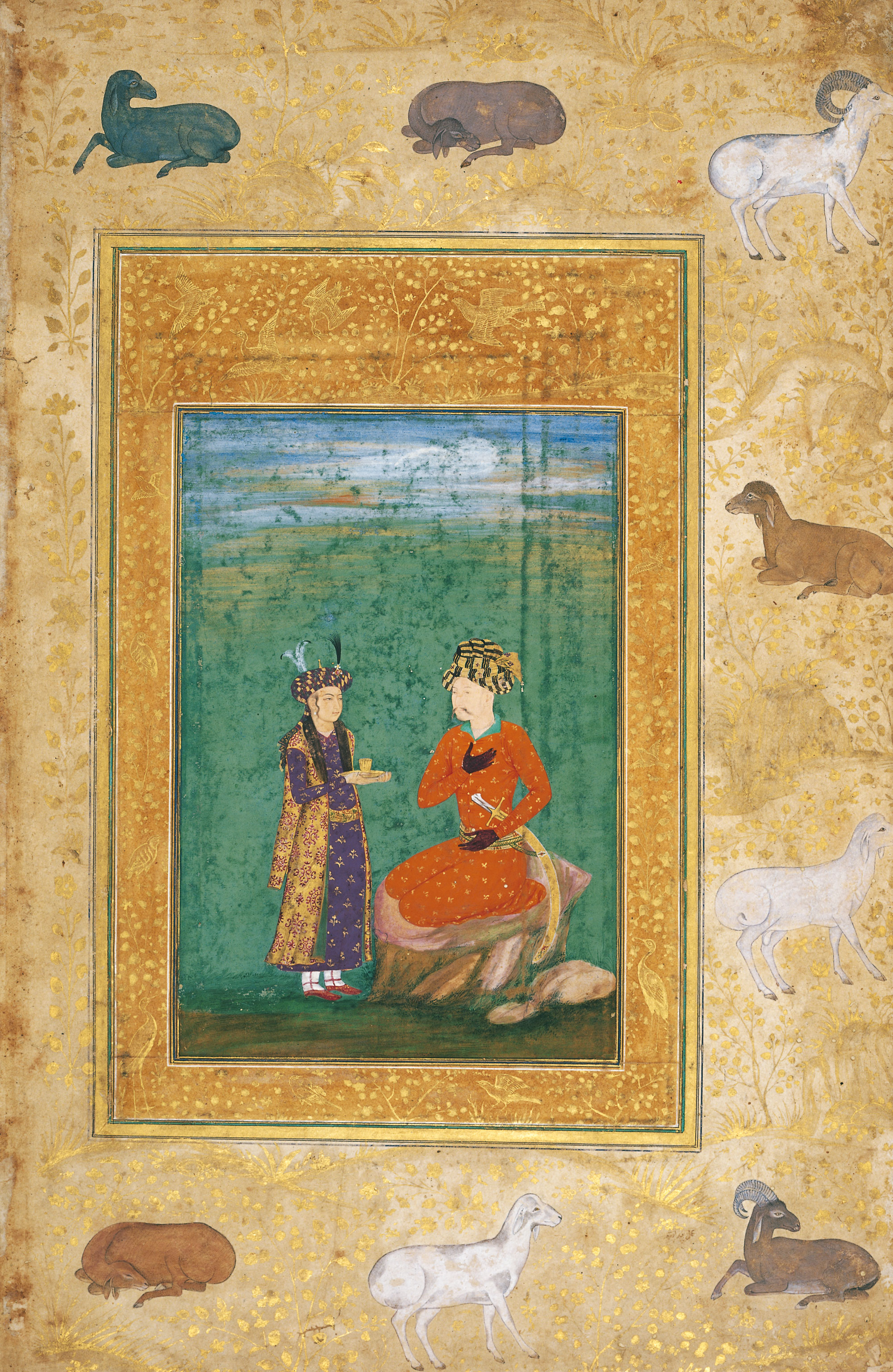
برگ مینیاتوری از شاه عباس صفوی، موزه آقاخان

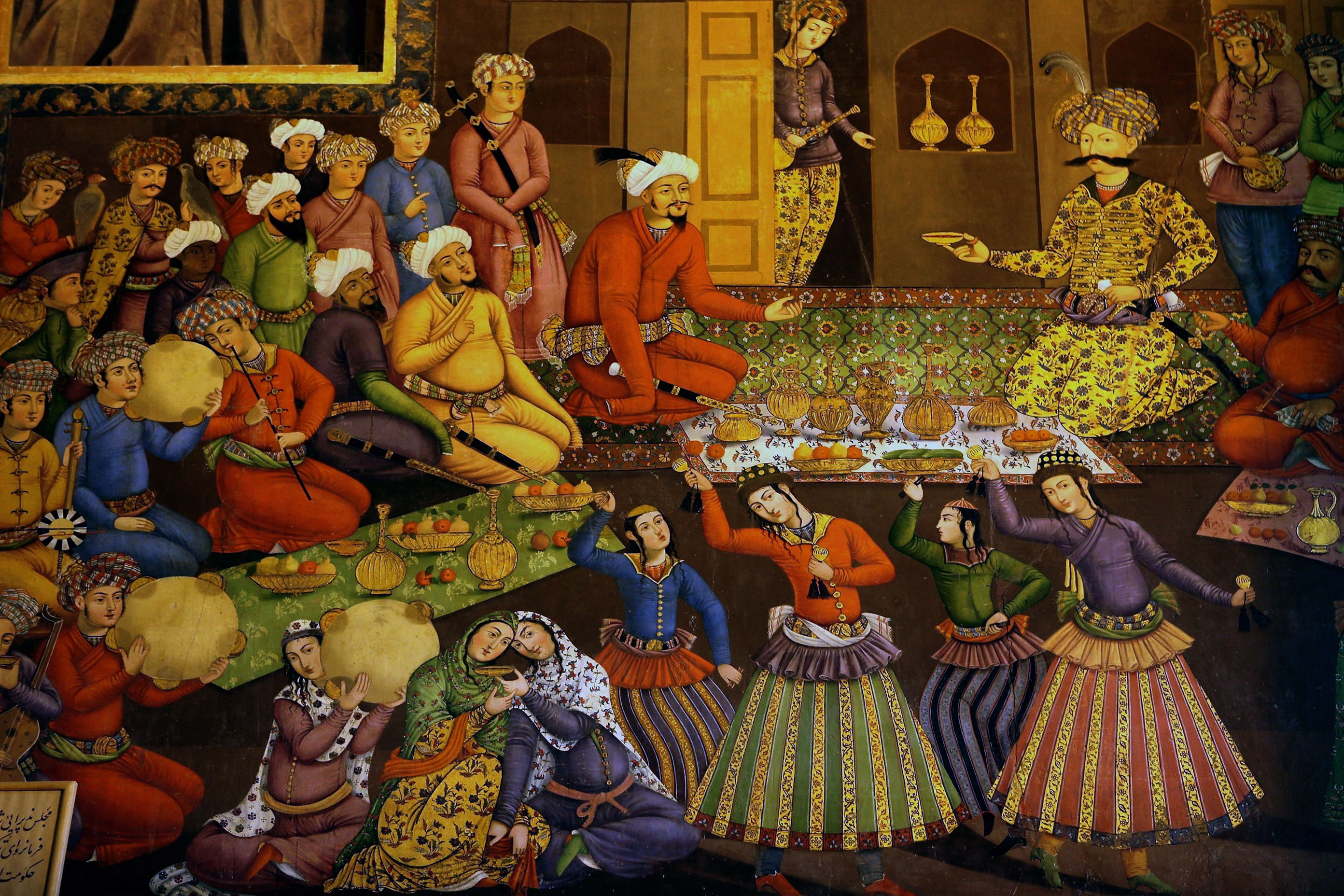
پذیرایی شاه عباس از ولی‌محمدخان (فرمانروای بخارا از سلسله اشترخانیان)، دیوارنگاره‌ای در چهل‌ستون اصفهان.

در سال ۱۰۰۷ هجری قمری (۱۵۹۸) دو نفر از نجیب‌زادگان انگلیسی به نام آنتونی شرلی و رابرت شرلی به همراه بیست و پنج نفر انگلیسی دیگر از راه ونیز و حلب و بغداد به قزوین وارد شدند. هیئت نامبرده از سوی دولت ایران به گرمی پذیرفته شد و شاه عباس از وجود آنان برای تجهیز و ایجاد نظم قشون ایران استفاده کرد. همچنین توسط آن‌ها روابط ایران و ممالک اروپایی را با داشتن یک وجه مشترک، یعنی دشمنی با عثمانی گسترش داد.
شاه عباس اندک زمانی پس از رسیدن به پادشاهی، عزمش را برای حکومت‌گری بالفعل علاوه بر اسمی نشان داده بود، ولی زمان نیاز بود تا ارتش را به حد کافی بسازد تا بتواند علیه دشمنان اصلی دولت صفوی، ازبکان در شرق و عثمانی در غرب، حمله کند. در شرق، صفویان دچار شکست از پی شکست بودند؛ مشهد سقوط کرده بود، سیستان دچار تاخت و تاز بود، قندهار که از ۹۴۳ / ۱۵۳۷ در دست صفویه بود در ۹۹۹ / ۱۵۹۰–۹۱ به دست مغولان افتاد. در ۱۰۰۶/۱۵۹۸ پس از مرگ عبدالله خان رهبر برجسته ازبک، و درگیری درونی این سلسله را تضعیف کرد. شاه عباس حمله کرد ازبکان را در محرم ۱۰۰۷/ اوت ۱۵۹۸ تار و مار کرد و هرات را که ده سال در دست دشمن بود باز به چنگ آورد. تازه در ۱۰۱۴/ ۱۶۰۵–۰۶ بود که به حد کافی احساس قدرت کرد که با عثمانی ستیز کند و آنگاه سریع و موفق این کار را انجام داد. در پی حصول یک پیروزی بزرگ در صوفیان در نزدیکی تبریز، او کارزارهای پیاپی را ادامه داد تا آخرین سرباز عثمانی را از خاک ایران طبق پیمان آماسیه (۹۶۲/۱۵۵۵) بیرون کند و در سراب با عثمانی‌ها در ۱۰۲۷/۱۶۱۸ قرارداد صلح را امضاء کند. شاه عباس در نبرد صوفیان خود را به عنوان فرماندهی با قابلیت کامل نشان داد، به خوبی از نیروهایش که در شمار و تسلیحات از عثمانی‌ها پایین‌تر بودند استفاده کرد و در لحظه‌های بحرانی نیروهای ذخیره اش را به میدان فرستاد.

### اصلاح سازمان‌های لشکری و دیوانی

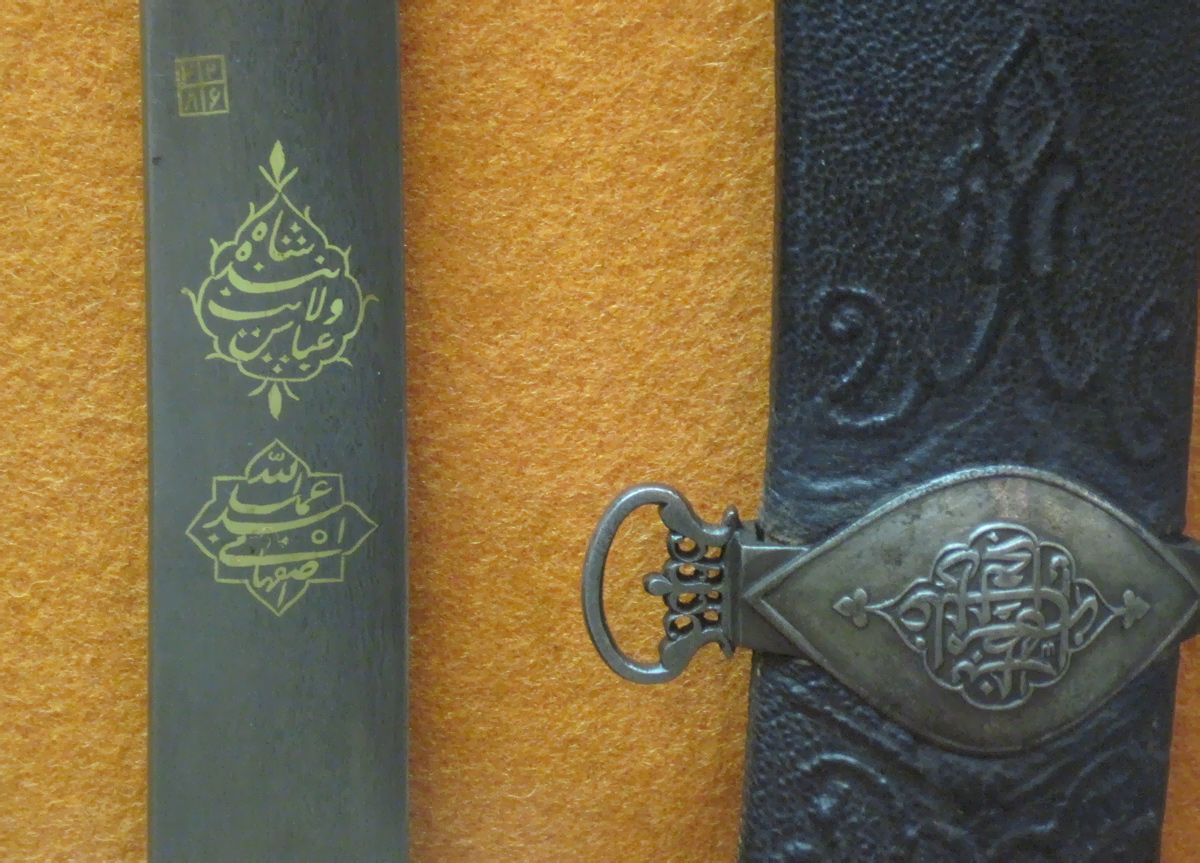
شمشیری متعلق به شاه عباس صفوی

ایجاد یک ارتش دائمی باعث بروز مشکلات مالی شد. نیروهای قدیمی قبیله‌ای به هنگام نیاز توسط سران قبایلشان که هم‌زمان والی ولایات نیز بودند و مجاز بودند از درآمد ولایات برای پرداخت هزینهٔ تجهیز جنگجویان مورد نیاز استفاده کنند فراخوانده می‌شدند. تنها بخش اندکی از مالیات‌های پرداخت شده در ولایات به خزانه شاهی می‌رسید. شاه عباس این بار نیز راه حلی کوتاه مدت یافت، ولی در بلند مدت این کار بدل به یکی از عوامل اصلی افول صفویه شد. شاه شمار تعداد بیشتری از ولایات ممالک را بدل به اراضی خاصه (تاج) کرد تا بودجهٔ کافی برای سپاهیان جدید فراهم آید؛ در اراضی خاصه او مباشرین مالی برگمارد که مالیات جمع‌آوری کرده مستقیماً به خزانهٔ شاهی واگذار می‌کردند. این سیاست، که توسط جانشینانش ادامه یافت، توازن بین قزلباشان و غلامان را برهم زد و بدین ترتیب استحکام نظامی پادشاهی را به‌طور جدی تضعیف کرد.
ایجاد نیروی غلامان به عنوان نیروی سوم امکان شاه برای مدیریت بین عناصر رقیب قزلباش و تاجیک (فارس) در حکومت را افزایش و منجر به بازسازماندهی قابل توجه نظام دیوانی صفوی شد. تا پایان حکومت شاه عباس، غلامان حدود یک پنجم مناصب عالی اداری را اشغال کرده بودند و این نسبت در دورهٔ جانشینان او افزایش پیدا کرد. مناصب جدید بازتاب‌دهندهٔ اهمیت فزایندهٔ غلامان بود. دارندگان دو تا از این مناصب قوللر آقاسی (فرمانده هنگ غلامان) و تفنگچی آقاسی (فرمانده هنگ تفنگداران) در بین شش مقام بالای حکومتی بودند. شاه عباس به جای منصب امیرالامرا منصب سردار لشکر را ایجاد کرد؛ نامی که مؤید غلبهٔ عناصر فارسی در حکومت صفوی است، ولی این منصب در آغاز به‌طور طعنه آمیزی به غلام گرجی الله وردی خان واگذار شد. بعدتر، شاه عباس عنوان باستانی ایرانی سپهسالار را احیا کرد تا نشانگر فرمانده کل نیروهای مسلح باشد، این بار نیز یک غلام – قارچاقای خان ارمنی-بدین سمت منصوب شد. شاه عباس با این سیاست توانست نیروهای مسلح را بار دیگر به صورت یک بدنه پیوسته متحد کند و از اختلافاتی که ممکن بود در نتیجه انتصاب یک ترک یا فارس به منصب فرمانده کل به‌طور اجتناب ناپذیری رخ دهد جلوگیری کند.
دیگر تغییرات دارای اهمیت نسبی در دوره حکومت شاه عباس عبارت بودند از افزایش تمرکز امور دیوانی یا جدایی بیشتر نهادهای سیاسی و دینی؛ مثلاً جایگاه وزیر، رئیس دیوان سالاری و نمایندهٔ اصلی عناصر فارسی در دولت مرکزی ارتقاء پیدا کرد؛ مشخصهٔ این تغییر گرایش به اطلاق عنوان‌های تشریفاتی چون اعتمادالدوله یا صدر اعظم به وزیر بود. در مقابل، عنوان وکیل (در اصل وکیل نفس نفیس همایون) که منشأش به ریشه‌های تئوکراتیک اوایل حکومت صفوی برمی‌گشت و به صاحب آن یک جایگاه ویژهٔ خاص به عنوان یار غار شاه می‌داد پس از ترور مرشد قلی خان استاجلو به مرور از رده خارج شد. از اهمیت منصب صدر، که در اصل توسط شاه اسماعیل برای تابعِ اقتدار سیاسی نگاه داشتن طبقات مذهبی طراحی شده بود، کاسته شد؛ در نتیجه، به قدرت مجتهدان افزوده شد. دیوان بیگی وظیفهٔ وزیر دادگستری را به عهده داشت. واقعه‌نویس مأمور تحریر فرمان‌های سلطنتی و نگهداری سوابق مکاتبات با سلاطین خارجی بود، ایشیک آقاسی باشی ریاست تشریفات سلطنتی دربار را به عهده داشت. قورچی‌باشی، قوللر آقاسی‌باشی و تفنگچی‌باشی امرای ارشد ارتش بودند.
اصلاحات دیوانی شاه عباس به دولت صفوی استحکام و نیرو بخشید. توازن ظریفی که او بین افراد یا عناصر گوناگون در نظام- ترکها، فارسها، و قفقازی ها-ایجاد کرد رمز موفقیت او بود. گرچه پیشینیانش نتوانسته بودند این توازن را برقرار کنند، شاه عباس با نتایجی نهایتاً فاجعه بار، حکومت را در چنان جایگاه استواری قرار داد که تشکیلاتش، به مدت حدوداً یک سده پس از مرگش، بیشتر به دلیل جنبشی که او پدیدآورده بود به کار کردن ادامه دادند.
ارتش صفوی در دوره شاه عباس به اوج قدرت خود رسید. شاه عباس نخستین کسی بود که به تشکیل رستهٔ «منظمی» از تفنگچیان پرداخت که بخشی از ارتش دائمی محسوب می‌شدند. رسته تفنگچیان از ۱۲ هزار نفر تشکیل می‌شد که هم از پیاده‌نظام و هم سواره نظام بودند. شاه عباس دو رسته جدید را هم وارد سپاه دائمی ایران می‌کرد که شامل رسته «توپچیان» متشکل از ۱۲ هزار نفر و رسته «غلامان خاصه شریفه» متشکلی از ۱۰ تا ۱۵ هزار نفر سواره نظام گرجی و چرکسی مسلح به تفنگ می‌شد. برخی نویسندگان گفته‌اند برادران شرلی دو نظامی مزدور انگلیسی در دوره شاه عباس صفوی برای نخستین بار توپخانه را به ایرانیان شناساندند، در حالی که شواهد متعدد تاریخی از کاربرد توپ و تفنگ در سپاه ایران در دوره شاه اسماعیل و شاه طهماسب و حتی پیش از آن وجود دارد. سلاح‌های آتشین مرسوم در دوره صفوی شامل توپ و تفنگ‌های فتیله‌ای، شمخال و قرابینه‌ای می‌شد که همه را تفنگ می‌نامیدند.

### کاستن از اهمیت صوفیه
مشکل چگونگی داخل کردن سازمان صوفی طریقت صفویه؛ که شاه مرشد کامل (هدایت‌کنندهٔ عالی معنوی) اش بود، در حکومت از آغاز حکومت صفوی در ۹۰۷/۱۵۰۱ حاد باقی‌مانده بود. از آنجا که پیشینیان شاه عباس نتوانسته بودند این نظام مذهبی را در دیوان سالاری دولتی ادغام کنند، سازمان صوفی بدل به چیزی مربوط به گذشته شده بود که به طرزی فزاینده معنای خود را از دست می‌داد. اعتبار خلیفه الخلفا، رئیس این سازمان پس از شاه که گاه‌وبیگاه اقتدار شاه را به چالش می‌گرفت نیز چنین بود. چنین چالش‌هایی معمولاً با توسل شاه به اصول صوفیگری حل می‌شد و آزمونی از وفاداری به خود او بود؛ بنابراین شاهان صفوی تبعیت تلویحی مرید از پیر را از صحنهٔ مذهبی به سطحی سیاسی، به صورتی از رأی اعتماد به خودشان به عنوان پادشاه، منتقل کرده بودند. در اوایل حکمرانی شاه عباس اول (۹۹۸/۱۵۹۸–۹۹) صوفیان آخرین چالش جدی خود را نسبت به اقتدار شاه وارد کردند و سرکوب شدند. شاه زان پس تلاش کرد اهمیت شان را با نادیده گرفتنشان و تحقیر آنان کم کند.

## نبردهای شاه عباس

### حملات به گرجستان و کشتار و تبعید گرجی‌ها
از سال ۱۰۱۳ تا ۱۰۳۴ هجری قمری، شاه عباس و سردارانش ۱۰ مرتبه به گرجستان حمله کرده و (طبق منابع فارسی) طی این حملات ۹۰٬۰۵۰ یا ۱۰۰٬۰۵۰ گرجی را قتل‌عام کرده و ۱۸۱٬۵۰۰ گرجی را به اسارت گرفته و به ایران تبعید کردند؛ که ۷۰٬۰۰۰ یا ۸۰٬۰۰۰ تَن از کشته‌ها و ۱۳۰٬۰۰۰ تَن از اسرای تبعید شده به ایران مربوط به حملهٔ شاه عباس به گرجستان در سال ۱۰۲۵ هجری/۱۶۱۶ میلادی است. (در منابع گرجی، تعداد کشته‌ها ۱۰۰٬۰۰۰ و تعداد اسرا ۱۵۰٬۰۰۰ ذکر شده است)
اسکندر بیک ترکمان دربارهٔ حملهٔ سال ۱۶۱۶ میلادی این‌گونه نوشته است: «آنچه از قتل و غارت و نهب اسرا و خرابی الکائ و ویرانی بیوت و مساکن بر سر نصاری کاخت آمد معلوم نیست که از ظهور اسلام الی الان در زمان هیچ‌یک از پادشاهان ذی‌شوکت دیار اسلام ایشان را چنین حادثه پیش آمده باشد و آن ملک بدینسان ویران شده باشد.»
گارسیا د سیلوا در سفرنامهٔ خود این‌گونه نوشته است: «این پادشاه به هیچ دینی پایبند نیست زیرا اوست که پس از ویران کردن گرجستان ساکنان بینوای آن را به بردگی اینچنین رسوا کشانیده است.»
پیترو دلاواله نیز در سفرنامهٔ خود نوشته است: «حقیقتاً مشاهدهٔ سرنوشت مردمان بیچاره‌ای که از هر دو طرف (ایران و عثمانی) دائماً کشته می‌شوند یا به اسارت می‌روند و وجود این همه بدبختی و بیچارگی موجبات کمال تأثر انسان را فراهم می‌کند.»

### جنگ با ازبکان
در زمان صفویه ازبکان پیوسته به خراسان می‌تاختند و آنجا را غارت می‌کردند. وقتی شاه عباس به سلطنت رسید ازبکان مشهد را تصرف کرده و دوباره به درون خاک ایران می‌تاختند و تا اسفراین پیشروی کردند.
در این گیر و دار ناگهان عبدالله خان ازبک درگذشت و پسرش عبدالمومن خان نیز به قتل رسید. بدین ترتیب شاه عباس در ۲۵ ذی‌الحجه سال ۱۰۰۶، «برهنه پای و گشاده پیشانی به همراه سپاهیان وارد مشهد شد». با این وجود هنوز ازبکان به قصد غارت به سر حدات شمال شرقی ایران می‌تاختند تا این که ارتش ایران در نواحی هرات آنان را در هم بکوبند. همچنین سر مقتولان را به قزوین فرستادند که تعداد آن‌ها را از ۱۷۰۰ سرباز تا ۲۰۰۰۰ سرباز نوشته‌اند.
شاه عباس برای ایجاد مانع بر سر راه ازبکان چندین هزار خانوار کرد را از آذربایجان غربی و کردستان به خراسان کوچاند. پس از چندی باز ازبکان به جانب خراسان هجوم آوردند و این بار شاه عباس با هفتاد هزار نفر به خراسان لشکرکشید.
پس از چندی تألم خان برادرزاده عبدالله خان به سرکردگی ازبکان رسید و با سیصد هزار نفر به خراسان حمله کرد و در هرات مقر ساخت؛ بنابراین سپاه ایران با یکصد هزار نفر سپاهی به هرات حمله کرد و در این نبرد ازبکان شکست خوردند و تألم خان کشته شد. همچنین دوازده هزار نفر از مردان و زنان ازبک به دست ایرانیان اسیر شدند.
شاه عباس در سال ۱۰۳۰ به منظور تصرف قندهار به خراسان آمده و همین که شاه به خراسان نزدیک شد ازبکان طلب عفو کردند و شاه با این شرط که آنان تا ابد از در دوستی با ایران وارد شوند آنان را بخشود.

### انتقال پایتخت به اصفهان
شاه عباس پس از پیروزی بر ازبکان در ۱۰۱۷/ ۱۵۹۸ پایتختش را از قزوین به اصفهان که آن را به شکل یکی از زیباترین شهرهای جهان دگرگون کرده بود، منتقل کرد. از جنوب شهر شاهراهی بدان وارد می‌شد که از میان باغ‌ها و عمارت‌های مشهور به هزارجریب می‌گذشت، که بسیاری از اشراف در آن سکونت داشتند. پس از گذر از زاینده رود و پل الله وردی خان از خیابان عظیم پردرخت چهارباغ می‌گذشت، به میدان عظیم مستطیلی شاه می‌رسید که کاخ عالی قاپو و دو تا از بزرگ‌ترین شاهکارهای معماری ایرانی، مسجد شیخ لطف‌الله و مسجد شاه بدان مشرف بود. این شهر زیبا غالباً مورد بازدید سفرای اروپایی، تجار خواهان امتیازات تجاری، مبلغین کاتولیک خواهان مجوز افتتاح صومعه و فعالیت تبلیغی، سیاحانی چون برادران شرلی (آنتونی شرلی و رابرت شرلی) و مسافرینی چون پیترو دلاواله که شرح‌های ارزشمندی از ایران صفوی برجای نهاده، قرار می‌گرفت.

### معاهده صلح استانبول

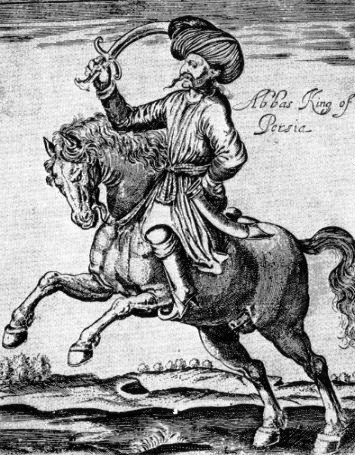
نگاره شاه عباس بزرگ توسط هربرت

ترکان عثمانی که با بهره جویی از آشفتگی پس از قتل حمزه میرزا به خاک ایران دست اندازی نمودند و نواحی ارزروم؛ عراق عرب؛ کردستان؛ ارمنستان؛ گرجستان؛ بخش‌هایی از آذربایجان و حتی لرستان و خوزستان را زیر پنجهٔ خویش درآوردند و تا کرانهٔ نهاوند و همدان پیشروی کردند. شاه عباس که از همکاری سرداران قزلباش و پشتیبانی دولتهای هند و روسیه دلسرد شده بود، ناچار تن به پذیرش شرایط سنگین عثمانی‌ها داد و حاضر به برنهادن پیمان‌نامهٔ صلح شد. شاه عباس با این تاکتیک چند سالی برای نوین‌سازی نیروهای ایران و بازپس‌گیری سرزمین‌های از دست رفته زمان خرید. مذاکرات دربارهٔ برنهش پیمان صلح سه ماه به درازا انجامید و سرانجام به امضای پیمان‌نامهٔ صلح استانبول در ۲۱ مارس ۱۵۹۰ (۹۹۹ هجری قمری) فرجامید. به موجب این قرارداد شهر تبریز با بخش باختری آذربایجان و استان‌های ارمنستان و شکی و شیروان و گرجستان و قراباغ و قسمتی از لرستان با قلعه نهاوند در دست عثمانی‌ها به جا ماند و چنین برنهاده شد که از آن پس ایرانیان از لعن خلفای سه‌گانه خودداری کنند و شاهزاده حیدر میرزا فرزند حمزه میرزا را به عنوان گروگان در دربار عثمانی باقی بماند. سپس شاه عباس با بهره‌جویی از فرصت پیش آمده اوضاع آشفته ایران را سر و سامان داد.

### کشتار نقطویان
نقطویان، پیروان محمود پسیخانی گیلانی بودند و او خود ابتدا از مریدان سید فضل‌الله استرآبادی مؤسس فرقه معروف حروفیه بود و پس از این که از سوی فضل به دلیل خودپسندی و نافرمانی طرد شد، به «محمود مطرود و مردود» نیز شهرت یافت. اگر چه از او و پیروانش در کتب تاریخی عصر او یادی نشده ولی تحقیقات بعدی، او را مردی پرهیزگار، دانشمند و زیرک معرفی کرده‌اند. او با تیمور لنگ معاصر بوده است. محمود شانزده کتاب و هزار و یک رساله نوشته و هر یک را نامی مخصوص داده است. تعقیب و کشتار آنان از زمان سلطنت شاه تهماسب یکم آغاز شده و در زمان شاه عباس به اوج خود رسید. شاه عباس آنقدر در کشتار آنان افراط کرد که اکبر کبیر، پادشاه هندوستان، برای آنان میانجی شده ولی سودی نداد.

### شورش خان احمد گیلانی
خان احمد گیلانی که در لاهیجان خراجگزار شاه بود علم طغیان برافراشت. بدین ترتیب شاه با سی هزار نفر به گیلان لشکر کشیده و آن‌جا را گرفت. خان احمد نیز به عثمانی پناهنده شد و در سال ۱۰۰۵ هجری در بغداد درگذشت.

### شورش میرشاهوردی‌خان لر
میر شاهوردی‌خان خورشیدی واپسین حاکم اتابکان لر کوچک نسبت به شاه عباس طغیان کرد و خراج نپرداخت. شاه عباس در رأس سی هزار سوار به منطقه تاخت و آن‌جا را تصرف کرد. سپس دوازده هزار گرجی تازه مسلمان را مأمور یافتن شاه‌وردی‌خان کرد. آنان والی لرستان را یافته نزد شاه آورده و او به دستور شاه اعدام شد.

### لشکرکشی شاه عباس به طبرستان
در سال ۱۰۰۵ قمری که سال دهم پادشاهی شاه‌عباس بود، شاه عباس که از طرف مادری شجره‌نامه‌اش به میر قوام‌الدین مرعشی آملی می‌رسید، طبرستان را ملک موروثی خود می‌دانست. بر همین اساس، وی تصمیم گرفت که سراسر آن سرزمین را به اختیار خود درآورد. به نقل از کتاب عالم‌آرای عباسی او فقط غارت طبرستان را در سر داشته و نسبتش از سمت مادر به مرعشیان تنها بهانه‌ای برای این عمل بوده.

#### ملک بهمن دوم
در عالم آرای عباسی آمده است: وقتی فرهادخان که بزرگ لشکر شاه‌عباس بود به آمل رسید، مردم عوام آن شهر جهت استحکام قلعه آماده شدند و از قلعه شهر محافظت نمودند. این زمان ملک بهمن پادشاه آن روزگار سلسله پادوسبانیان که در لارجان بود، اعلام کرد که نمی‌خواهد قلعه را نگه‌دارد چون آمل از ممالک موروثی وی نبوده و نیاکانش آمل را در اختیار نداشتند؛ ولی در حقیقت به ملازمانش که در قلعه بودند پیغام می‌داد که دربرابر قزلباشان مردانه دفاع کنند تا پای آن‌ها به لاریجان نرسد.
با این‌حال مردم طایفهٔ تکلو در نگهداشتن قلعه اصرار می‌کردند. سید مظفر که یکی از بزرگان شهر ساری بود و گویند به افیون معتاد بود به همراه فرهادخان به محاصره آمل رفته بود در این‌حال که قلعه فتح نمی‌شد وی اردوگاه را ترک کرد و به قلعه شخصی‌اش (ازداره‌کله) رفت ولی چون به افیون معتاد بود، به اجبار به جنگل رفت و درآنجا بر اثر مریضی و اسهال مُرد.
الونددیو نیز که می‌دید قزلباش‌ها می‌خواهند سراسر طبرستان را فتح کنند بر سر دوراهی ماند که به لشکر ملک بهمن اضافه شود یا با شاه‌عباس متحد گردد. بر همین اساس شاه‌عباس به این نتیجه رسید که تا وقتی شاهان پادوسبانی در مازندران و حتی در شهری حکومت کنند نمی‌تواند اتحاد مردم را از بین ببرد و طبرستان را فتح کند.
پس از مدتی با تلاش‌های فراوان فرهادخان قلعه فتح شد و به دستور شاه‌عباس قزلباش‌ها به همراه فرهادخان به سمت لاریجان یورش بردند. بعضی از بزرگان شهر لاریجان از ترس جانشان به فرهادخان تسلیم شدند و ملک بهمن که آن‌ها را در حال خیانت دید همه ریش‌سفیدان را به سیاه‌چال انداخت. مردم لاریجان که از طرفداران این امراء بودند و اصلاً به خاطر ایشان از ملک بهمن پیروی می‌کردند، حال با او از در دشمنی برآمدند و راه‌های مخفی قلعه را به قزلباش‌ها نشان دادند. ملک بهمن که فردی چرب‌زبان و حیله‌گر بود به اجبار تسلیم شد و فرهادخان و قزلباش‌ها را به مهمانی دعوت نمود ولی فرهادخان قبول نکرد و او را در تاریخ بیست و سوم مرداد ماه سنه ۱۰۰۶هجری نزد شاه‌عباس در اصفهان برد و سرانجام ملک سلطان حسین لواسانی (که خود از فامیلان بسیار نزدیک بهمن بود) به انتقام برادرش (ملک سلطان حسن) ملک بهمن را در نقش جهان اصفهان سربرید. طایفهٔ تکلو که از دوستداران پادوسبانیان بودند پیش از به راه انداختن قیام توسط قزلباش‌ها کشته شدند.

#### ملک جهانگیر چهارم
دیگر شاخه سلسله پادوسبانیان ملکان کجور نام داشت. در زمان حکومت شاه‌عباس شاه این شاخه ملک جهانگیر لقب داشت. شاه‌عباس پس از رسیدن به لاریجان و آمل به فکر برانداختن کامل سلسله پادوسبانیان و نابودی آخرین شاه این سلسله افتاد بنابرین لشکری به سرکردگی الله‌قلی‌بیک قورچی‌باشی را از قزوین به سمت رستمدار روانه ساخت. پس از مدتی محاصره بودن رستمدار عده‌ای از مردمان شهر نزد قورچی‌باشی رفته و تسلیم شدند و هر روز برای سپاهیان ایران غذای فراوان آماده می‌کردند و به آن‌ها خدمات بسیار ارائه می‌داشتند. قورچی‌باشی همان ابتدا نامه‌ای به شاه نوشت و او را از شرح ماجرا اطلاع داد. شاه نیز در جواب نوشت که باید بسیار مراقب باشید چون رستمداری‌ها هیچ‌گاه تا به حال از شاهان خود دست نکشیده‌اند و شاید حیله‌ای در کار باشد ولی قورچی‌باشی پس از مشاهدهٔ خدمات ایشان به آن‌ها معتمد شد. روزی که قورچی‌باشی به حمام رفته بود، رستمداری‌ها اسلحه تهیه کردند و در نزدیکی حمام، آماده می‌شدند. در این وقت سربازان از این اعمال اطلاع یافتند و همه‌کس را دستگیر نمودند. سپس فرمان مرگ همهٔ آن‌ها صادر شد و همهٔ آن‌ها به‌قتل رسیدند. پس از این، ملک جهانگیر مخفیانه قلعه را ترک کرد و به قلعهٔ دیگری شتافت و از آن‌جا نیز به بیشه گریخت. روزی که او و چندی از معتمدانش در بیشه می‌گشتند، عده‌ای صوفی آن‌ها را دیده و شناختند. همراهان ملک همگی کشته‌شدند و ملک گریخت و سرانجام پس از تعقیب او یکی از صوفیان او را به بند کشید و به نزد قورچی‌باشی بُرد و وی نیز ملک را در قزوین به نزد شاه‌عباس برد و در تاریخ یکشنبه ۲۲ جمادی‌الثانی سال ۱۰۰۶قمری، سلسلهٔ ۹۸۴سالهٔ پادوسبانیان منقرض گشت.

### ایجاد نظام چریکی در بین کردها و افغان‌ها
شاه عباس به خوبی می‌دانست گام نخست جنگ با عثمانی و ازبکان ایجاد یک سپاه سازماندهی شده و منظم است ولی شاه به این بسنده نکرد و می‌دانست یکی از معمول‌ترین روش‌های حملهٔ عثمانیان و ازبکان، یورش غافلگیر کنندهٔ آن‌هاست. شاه عباس تنها راه‌حلی را که بتوان از این رویداد جلوگیری کرد را در یک چیز دید. تشکیل چند گروه چریکی و سازماندهی‌شده که متشکل از کردها و افغان‌ها بودند. کردها به‌دلیل نزدیک بودن به حکومت عثمانی و آشنا بودن با شرایط کوهستانی و سخت و شرایط اقلیمی و جغرافیایی مرز بین دو امپراتوری، به‌راحتی می‌توانستند به چند گروه تقسیم شده و در جاهای مشخصی که در مسیر حرکت قشون عثمانی بود کمین کرده و به ناگهان به آن‌ها حمله کنند. این حمله‌های غافلگیرکننده و پی در پی گروه‌های چریکی کردها در مرز امپراطوری‌های صفوی و عثمانی، سبب تحلیل رفتن قوا و انرژی قشون و از بین رفتن تعدادی از سربازان عثمانی می‌شد. این نقشه در بین گروه‌های چریکی افغان در مقابل حملات ازبکان نیز استفاده می‌شد. این نقشه‌ها در خیلی از جنگ‌ها مانند جنگ تبریز (۱۶۱۸) برای شاه عباس پرفایده بود.

### کوچاندن کردها به مناطق شمال شرق
مردم کردتبار منطقهٔ خراسان بنا به منابع تاریخی نوادگان کردهایی هستند که در زمان شاه عباس از منطقه شرقی ترکیه به این نواحی برای نگاهداری از مرزهای ایران کوچ داده شدند و بنا به روایتی دیگر، شاه عباس آنان را به‌خاطر تضعیف سرکشی خان‌های کرد و به‌کار بردن آنان در مقابله با حملات بی‌امان ازبکان، مغول‌ها و ترکمن‌ها به خراسان بزرگ کوچاند.

### جنگ اول با عثمانی

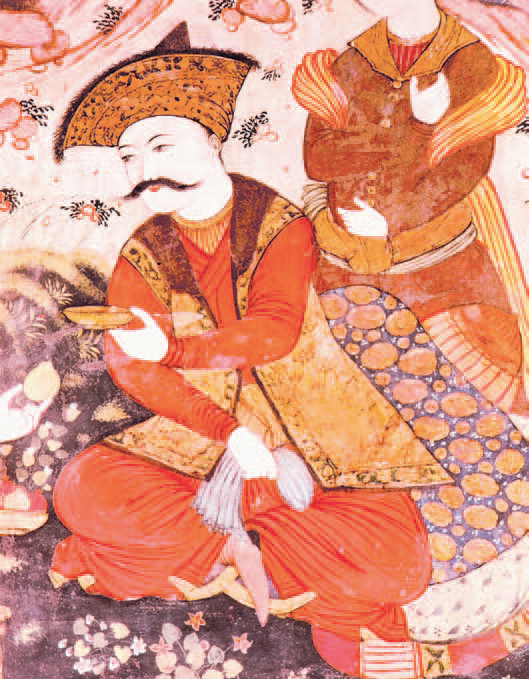
نگاره ای از شاه عباس یکم در چهل ستون

شاه عباس نه تنها دشمنی دیرینه بین حکومت صفویه و عثمانی را ادامه می‌داد بلکه از دولت عثمانی کینهٔ بسیار شدیدی در دل داشت. حکومت عثمانی پس از فتح تبریز، قزلباشان را تحریک کرده و باعث شدند که آن‌ها به قتل (خیرالنساء بیگم) مادر شاه عباس دست بزنند. گرچه شاه عباس در این واقعه، خردسال بوده ولی همواره سعی داشته است که انتقام این واقعه را از عثمانی‌ها بگیرد. واقعه‌ای دیگر که در رفتار عباس با ترکان عثمانی نقش داشت، ارتباط آن‌ها با یورش ازبکان به هرات و قتل خان استاجلوها (پدرخواندهٔ شاه عباس) بود. شاه پس از آرام ساختن مرزهای شمال شرقی و اصلاحات در ارتش، شرایط را برای باز پس‌گیری غرب ایران از عثمانیان مساعد دید. ابتدا با روس‌ها ارتباط برقرار کرد و درخواست عملیات هم‌زمان علیه عثمانی نمود که روس‌ها به‌دلیل جنگ لیون با این خواسته موافقت نکردند و تنها به چند عملیات ایذایی در مرز داغستان دست زدند. در این زمان مردم غرب (نهاوند، تبریز، ماکو و…) نیز شکایت از ستم عثمانیان به دربار ایران روانه ساختند.
جنگ‌های طولانی و طاقت‌فرسای شاه محمد خدابنده و شاه عباس بزرگ با عثمانی (بین سال‌های ۱۵۷۸ تا ۱۵۹۰) در زمان مراد سوم اتفاق افتاد.
بدین ترتیب شاه عباس تصمیم گرفت با عثمانی وارد جنگ گردد. پس از تشخیص ساعت سعد توسط جلال الدین محمد یزدی منجم‌باشی، ارتش ایران در ۷ ربیع‌الثانی سال ۱۰۱۲ از اصفهان حرکت کرد. در راه، سپاه قزوین و اردبیل به شاه پیوست. شاه عباس با یک حرکت غافلگیرانه به تبریز هجوم برد و آن را متصرف شد. سپس از تبریز به ایروان تاخت؛ زیرا عثمانیان در آن‌جا تجمع کرده بودند. وقتی سپاه به حوالی ایروان رسید عثمانیان به‌سوی ایرانیان توپ شلیک کردند و سپاه ایران در جنگل‌های اطراف موضع گرفت. در این مدت قلعهٔ کوزچی فتح شد. همچنین سلطان محمد سوم عثمانی درگذشت و پسر شانزده‌ساله‌اش (سلطان احمد اول) به سلطنت رسید. در همان هنگام، الکساندر امیر گرجستان کاختی و گرگین‌خان امیر گرجستان کارتلی نیز به اردوی شاهی آمدند و اظهار فرمانبرداری کردند. سپاه ایران پس از چندی به قلعهٔ ایروان حمله برد و پس از کشتن دو هزار نفر آن را متصرف شد. قلعهٔ عتیق نیز که مقر اصلی عثمانیان به رهبری شریف پاشا بود تسلیم شد.
شاه عباس یک‌سال بعد (بهار ۱۰۱۵) به گنجه حمله برد و آن را تصرف کرد. سپس با این‌که عثمانیان پل جوادوا بر رود کورا را تخریب کرده بودند، از این رود گذشت و به‌سوی شماخی رفته و آن را به محاصره گرفت. قلعهٔ شماخی دارای برج و باروی بزرگی بود و دور تا دور قلعه را خندق کنده بودند و دروازهٔ قلعه نیز پل متحرکی بود که آن را به هنگام هجوم دشمن می‌بستند. سپاه ایران برج و باروهای قلعه را با توپ و سنگ‌انداز - که سنگ‌های سی منی می‌انداخت - در هم کوفت و پس از آن‌که عثمانیان حدود ۳۰۰۰ نفر تلفات دادند، شهر به‌دست ایرانیان افتاد. همچنین از اهالی شهر شش هزار تومان پول جمع شد و بین نظامیان تقسیم گردید.
هنگامی که شاه عباس تصمیم به بازگشت به اصفهان گرفت، دست به کار دوراندیشانه‌ای زد. به این ترتیب که مناطق ارمنستان و نخجوان را به بیابان بایر و خشک تبدیل کرد و چشمه‌ها را مسموم ساخت. این عمل باعث می‌شد که هرگاه عثمانیان از طریق ارزروم به ایران حمله کنند، دچار کمبود آذوقه گردند.

### جنگ دوم با عثمانی
در زمان پادشاهی احمد یکم پس از شکست سخت او در جنگ عثمانی و صفوی (۱۸۱۸–۱۶۰۳) از شاه عباس بزرگ، مناطقی که به‌طور موقت در جنگ عثمانی-صفویه (۱۵۷۸–۱۵۹۰) ضمیمه خاک عثمانی شده بودند مثل گرجستان، آذربایجان و سایر مناطق وسیع قفقاز، به موجب عهدنامه نصوح پاشا (۱۶۱۲ میلادی) به ایران واگذار شدند. پس از آن مرزهای جدید بر اساس همان خطی که در صلح آماسیه در سال ۱۵۵۵ تأیید شده بود، ترسیم شد.
سلطان احمد اول عثمانی در سال ۱۰۲۶ به خلیل پاشا فرمان داد به دیاربکر رود و به جمع‌آوری سپاه برای حمله به ایران بپردازد. پس از چندی در ۲۲ ماه ذی‌القعدهٔ همان سال، سلطان درگذشت و برادرش سلطان مصطفی به سلطنت انتخاب شد. سلطان جدید در نظر داشت که با ایران صلح کند و بدین منظور، سفیر زندانی‌شدهٔ ایران را آزاد کرد.
هنگامی که خبر جمع‌آوری سپاه در دیاربکر توسط خلیل پاشا به شاه عباس رسید، به قرچغای بیگ، امیر توپخانه و سردار تفنگچیان سپاه، دستور داد ولایات ارزروم و وان را غارت کرده تا سپاه عثمانی با مشکل آذوقه مواجه گردد که این کار به‌خوبی انجام شد.
دیری نگذشت که سران عثمانی سلطان مصطفی را از سلطنت برداشتند و پسر بزرگ سلطان احمد اول (سلطان عثمان) را که دوازده‌ساله بود به سلطنت نشاندند. این سلطان نامه‌ای دوستانه برای شاه عباس فرستاد که شاه آن را نپذیرفت.
در سال ۱۰۲۷ هجری قمری خلیل پاشا در رأس سیصد هزار نفر به آذربایجان هجوم برد. قرچغای خان که توان مقابله با او را نداشت به تبریز عقب نشست و به فرمان شاه، تبریز را ویران کرده و به‌طرف اردبیل عقب‌نشینی کرد. خلیل پاشا تبریز را گرفت و به‌سوی اردبیل پیش راند. قرچخای خان دستور مبارزه با دشمن نداشت و در این زمان خلیل پاشا ۳۵۰۰۰ سپاهی ترک و ۱۵۰۰۰ سپاهی تاتار را مأمور حملهٔ شبانه به اردوی ایران کرد. در این هنگام یکی از سربازان عثمانی به‌نام علی بیگ که اصالتاً ایرانی بود، این خبر را به ایرانیان رساند. قرچغای خان با سی هزار نفر به مقابلهٔ عثمانیان رفت و در یک حملهٔ غافلگیرانه قوای آنان را در هم شکست و حدود هشتاد تن از سرداران ترک و تاتار را به اسارت گرفت.
خلیل پاشا پس از این شکست، تصمیم به صلح گرفت. همچنین دستوری مبنی بر بازگشت به استانبول از جانب سلطان به او رسید. سپاهیان عثمانی درخواست عبور از مراغه و کردستان را برای بازگشت به کشورشان داشتند که با مخالفت شاه عباس مواجه گشت. سرانجام سپاهیان عثمانی از همان راهی که آمده بودند، بازگشتند.

### جنگ با گورکانیان هند و بازپس‌گیری قندهار

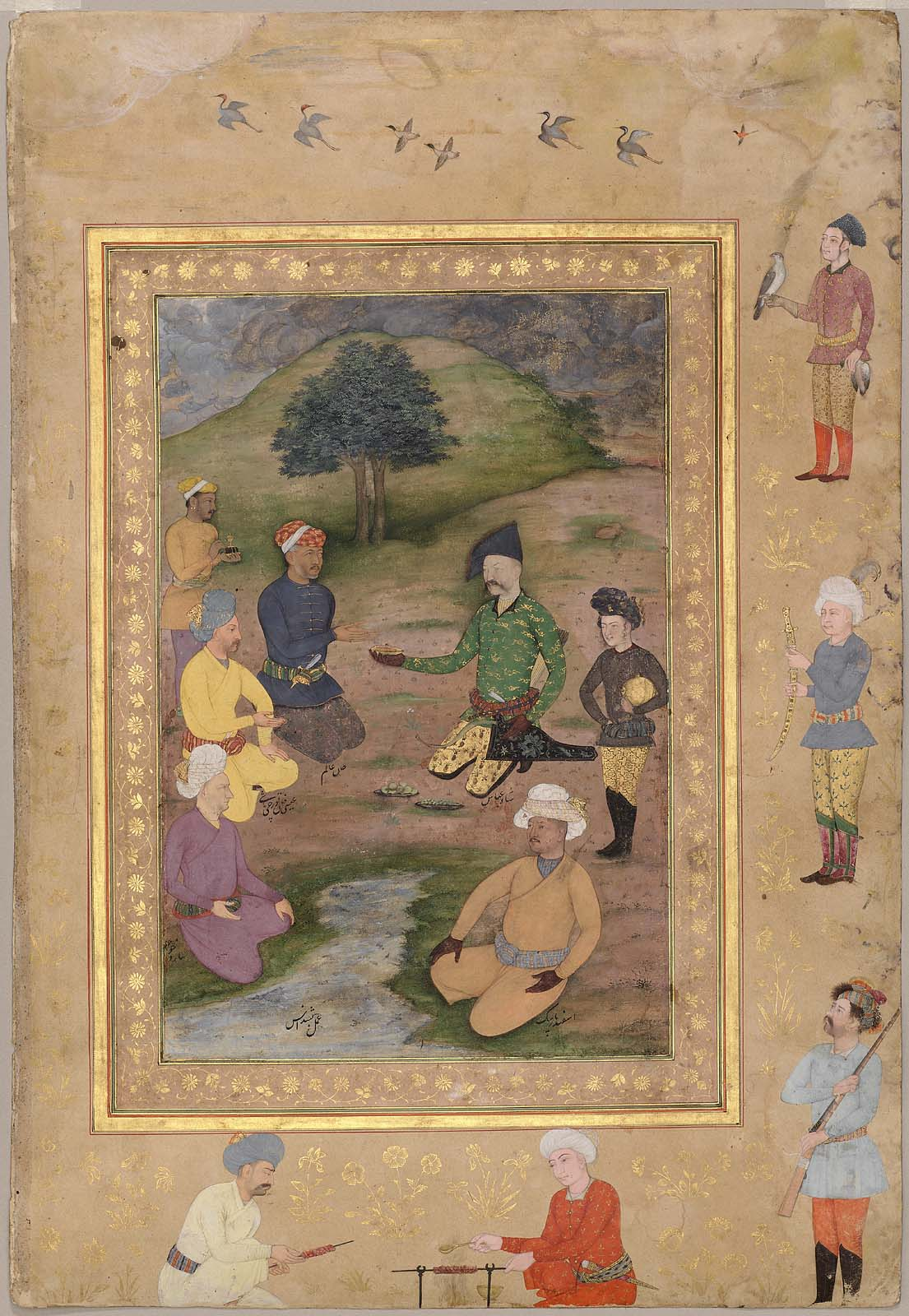
نقاشی به‌حضور پذیرفته‌شدن خان‌عالم، سفیر جهانگیرشاه گورکانی در یک شکارگاه توسط شاه عباس با حضور عیسی خان، ساروتقی و اسفندیار بیگ اثر بشنداس.

شاه عباس پس از سرکوب کردن ازبکان و تصرف خراسان میل داشت قندهار را نیز از اکبر شاه گورکانی، حاکم مغولی هند طلب کند. بدین منظور چندین سفیر با هدایای گران‌بها به دربار هند فرستاد و با اشاره، استرداد قندهار را مطرح کرد، تمامت ملک خراسان که در تصرف مخالفان بود من شیء زاید، به‌دست درآمد سوای قندهار که در تصرف منسوبان آن است، محلی در تصرف دیگری نمانده طلب کرد ولی جواب درستی به سفیران داده نشد.
شاه عباس که دانست با دوستی نمی‌توان قندهار را به‌دست‌آورد، در ربیع‌الثانی سال ۱۰۳۱ به خراسان رفت و از آن‌جا به بهانهٔ گردش و شکار، عازم قندهار شد. دریافت گزارش اوضاع نابسامان گورکانیان و همچنین اهانت برخی از درباریان هند به زینل‌بیگ، شاه‌عباس را برای فتح قندهار مصمم کرد. به دستور شاه، سپاهی شصت هزار نفری از خراسان، عراق و گیلان تدارک و روانه خراسان شدند. آنها مأمور بودند در ولایات خراسان همچون نیشابور، مشهد و ترشیز اردو زده تا به محض رسیدن شاه، به سمت قندهار عازم گردند. شاه نیز در ربیع‌الاول ۱۰۳۱ق. / فوریه ۱۶۲۲م. از اصفهان به سمت مرزهای شرقی حرکت کرد. نوروز آن سال را در طبس گیلکی گذرانید و حرمسرای خود را در همان‌جا نگه داشت. او مدتی در فراه اقامت کرده و پس از ملحق شدن سران سپاه از سمت قهستان روانه قندهار شد.
شاه‌عباس در زمان اقامتش در فراه، وصال‌بیگ ایواغلی را همراه نامه‌ای به نزد عبدالعزیزخان حاکم گورکانی قندهار فرستاد. در آن مکتوب هدف از سفرش را آن‌گونه که پیشتر نیز به خان عالم، ایلچی هند گفته بود، سیر و شکار بیان کرد و از حاکم خواست که لوازم میزبانی مناسب را مهیا کند «که غرض اصلی از این نهضت به نوعی که به خان عالم گفته بودیم، آنست که بر عالمیان به تخصیص معاندان اوزبکی، قرب جوار طرفین ظاهر گردد که مملکت ما و شما یکی است» اما عبدالعزیزخان با حضور شاه‌عباس در قندهار مخالفت کرد و طی نامه‌ای او را به بازگشت به خراسان فراخواند. این پاسخ خشم شاه صفوی را برانگیخت. قطعاً هدف اصلی شاه‌عباس از لشکرکشی، فتح قندهار به صلح یا به جنگ بود. اما با وجود روابط حسنه با گورکانیان، او نمی‌خواست آغازگر نبرد باشد؛ لذا وقتی میرزاقلی‌سلطان حاکم کرشک چند نفر از جغتاییان را که از سوی حاکم قندهار برای حفاظت از قلعه بندتیمور فرستاده شده بودند دستگیر کرد، شاه او را عتاب و با اعطای خلعت به اسیران، آنها را آزاد کرد.
شلیک توپ از سوی نگهبانان قلعه به اردوی شاه‌عباس در هشتم رجب ۱۳۰۱ ق. بهانه‌ای برای آغاز نبرد بود. شاه صفوی، خسروسلطان پازوکی را با جمعی به قلعه زمین داور فرستاد و خود به محاصره و فتح قلعه پرداخت. ابتدا توپچیان با شلیک توپ، مدافعان قلعه را که در منابع ایرانی پنج هزار نفر و در منابع هندی سیصد تا چهارصد نفر ذکر شده را به خود مشغول و سپس عده‌ای به حفر کانالهایی در زیر برج‌ها و دیوار قلعه اقدام کردند. تا اینکه «بنیان حصار را چون خانه زنبور و مانند بیت‌العنکبوت سست بنیان گردانیدند». در یازدهم شعبان، عبدالعزیزخان با سایر امرای گورکانی از قلعه بیرون آمده و تسلیم شدند. شاه‌عباس تلاش چند روزه مدافعان را حمل بر آداب خدمت و چاکری قلمداد کرد و ضمن بخشش جریمه‌ای که تعهد کرده بودند، آنها را مورد مرحمت خود قرار داد. سرانجام در چهاردهم شعبان ۱۰۳۱ق. / ۲۴ ژوئن ۱۶۲۲م. و پس از بیست و پنج سال، مجدداً خطبه به نام امام شیعی و شاه صفوی در قندهار خوانده شد. در زمین داور نیز مدافعان گورکانی قلعه پس از مقاومت، نهایتاً تسلیم و سپس توسط قزلباشان قتل‌عام شدند.
شاه عباس پس از محاصرهٔ قندهار در مدت کوتاهی برج‌های آن را با توپ در هم کوبید. و شهر را در سه‌شنبه ۱۳ شعبان سال ۱۰۳۱ مصادف با ۲۰ ژوئن ۱۶۲۲ تصرف کرد.

### بازپس‌گیری مناطق اشغال شده در خلیج فارس

#### تاریخچه از دست دادن جزایر و بندرعباس
در اکتبر ۱۵۰۷ میلادی (مهرماه ۸۸۶ شمسی)، بلافاصله آفونسو دو آلبوکرک پرتغالی پس از فتح جزیره هرمز با فرستادگان شاه اسماعیل در جزیره هرمز ملاقات کرد. شاه از اینکه پرتغالیها جزیره او را اشغال کرده‌اند ناراحت نبود! بلکه بیشتر نگران از دست دادن خراج هرمز بود. او، پرتغالی‌ها را متحد اروپایی خود در نبرد با عثمانی‌ها و مملوکها می‌دانست.در طول قرن شانزدهم، پرتغالی‌ها پایگاه‌هایی در خلیج فارس ایجاد کرده بودند.

#### بازپس‌گیری

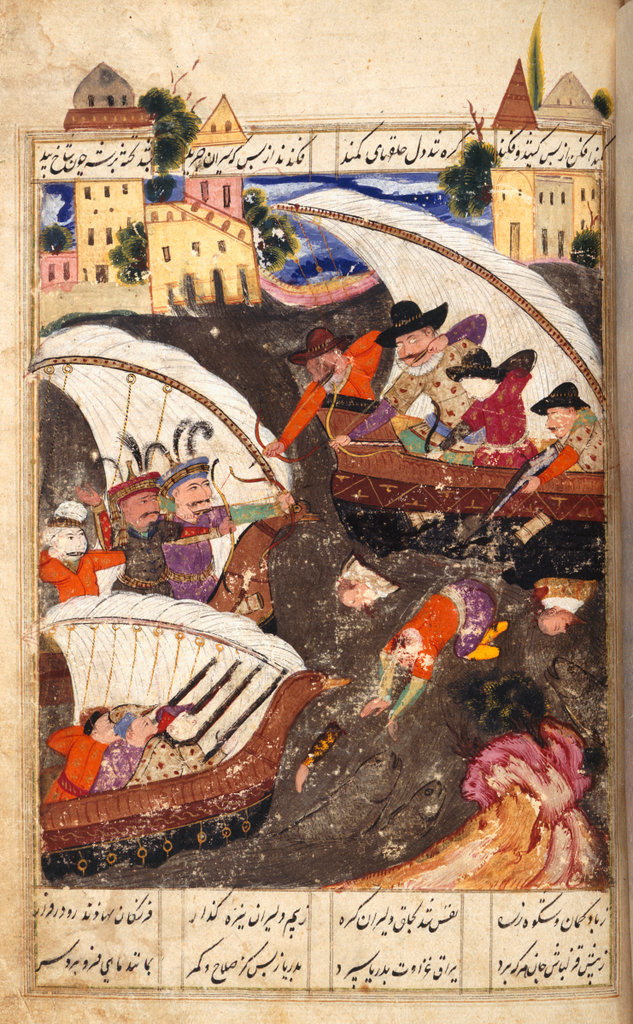
صحنه نبرد نیروهای ایرانی و پرتغالی در خلیج فارس

در سال ۱۶۰۲ میلادی رکن الدین مسعود حاکم بحرین که در قلمرو حکومت پرتغالی هرمز بود علم استقلال برافراشت و از امامقلی خان پسر الله وردیخان حاکم فارس کمک طلبید امامقلی خان هم از موقعیت استفاده کرد و نیرویی به یاری او فرستاد و مجمع الجزایر بحرین را متصرف گردید. حاکم پرتغالی جزیره هرمز چند فروند کشتی به بحرین فرستاد و مدتی آتش جنگ در دریا و خشکی بین سربازان ایرانی و پرتغالی روشن بود ولی پرتغالی‌ها نتوانستند کاری از پیش ببرند و به هرمز مراجعت کردند. بازگشت بحرین به دامان کشور مقدمه‌ای شد تا دربار شاه عباس به فکر تصرف دیگر نواحی اشغالی بیفتد. شاه عباس به الله وردی خان حاکم فارس دستور داد گمبرون را از تصرف پرتغالی‌ها خارج سازد و الله وردی خان نیز فرزندش امامقلی خان را در رأس سپاهی مأمور این کار کرد. در سال۱۶۱۳ شهر و قلعه گمبرون به دست ایرانیان افتاد و قلعه پرتغالی ویران گردید. این بندر کوچک بعدها ترقی بسیار کرد و به بندر عباس موسوم شد و مرکز تجارتخانه‌های انگلیسی و هلندی گردید. در تاریخ ۶ مه ۱۶۱۷ شاه عباس اجازه داد که دولت انگلستان نماینده سیاسی به دربار ایران بفرستد و مأموران شرکت هند شرقی در سراسر ایران به آزادی مشغول تجارت و معامله شوند و شرکت مزبور در اصفهان و شیراز تجارتخانه دایر کند و بندر جاسک یا هر بندر دیگری را که مناسب بدانند برای تجارت در اختیار داشته باشند. فرمان مزبور که به فرمان ابریشم مشهور است و مبنای اتحاد بعدی میان دو کشور گردید. منظور شاه عباس از صدور فرمان ابریشم این بود که پای انگلیسی‌ها را به خلیج فارس باز کند و به کمک آنان پرتغالی‌های مزاحم و زورگو را از متصرفات ایران اخراج نماید. شاه عباس نیروی دریایی نداشت و لذا دوستی ملل دریانورد مانند انگلستان و هلند را که در آن زمان با نیروی دریایی اسپانیا رقابت می‌کردند لازم می‌شمرد. در هشتم ژانویه ۱۶۲۲ برای درهم شکستن قوای پرتغال و اسپانیا در خلیج فارس بین ایران و کمپانی هند شرقی در میناب قرارداد اتحادی امضا شد. پس از امضای این قرار داد کشتی‌های انگلیسی در ۱۹ ژانویه ۱۶۲۲ در بندر گمبرون امامقلی خان و سه هزار سرباز را سوار کرده به سوی جزیره هرمز روانه شدند و جزیره قشم را متصرف شدند و در ۲۳ آوریل ۱۶۲۲ قلعه هرمز را فتح کردند. از این تاریخ به بعد پرتقالی‌ها مسقط را مرکز تجارت خود قرار داده و در آن شهر قلعه‌های متعدد بنا کردند ولی همیشه در صدد حمله به هرمز و پس گرفتن متصرفات خود در خلیج فارس بودند چنان‌که یکبار در ۱۶۲۴ و بار دیگر در ۱۶۳۰ به سواحل ایران مخصوصاً به جاسک و هرمز نیرو فرستادند و حتی مدتی هم جزیره هرمز را در محاصره گرفتند ولی سعی آنان باطل بود و هر بار مقاومت ایرانیان و دخالت نیروی دریایی انگلیس موجب عقب‌نشینی و فرارشان گردید. در سال ۱۶۵۰ با تصرف مسقط به دست اعراب محلی پرتغالی‌ها برای همیشه از خلیج فارس رانده شدند.

### جنگ سوم با عثمانی

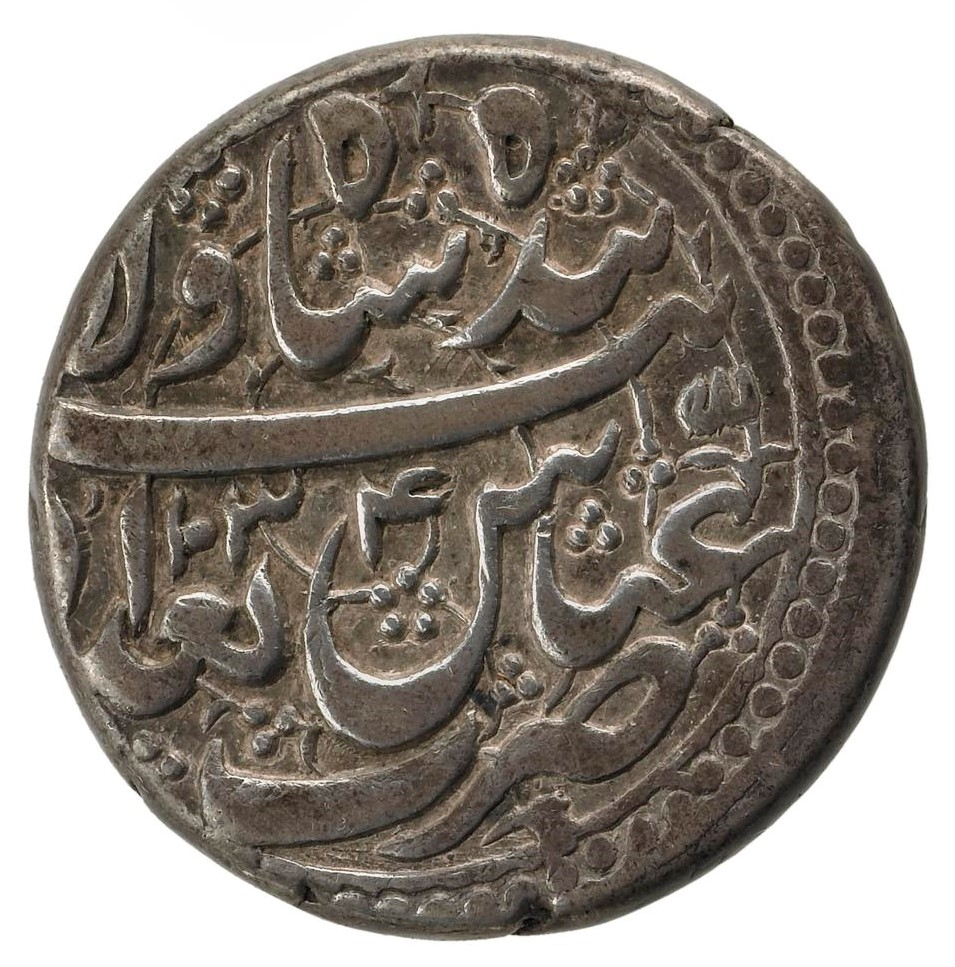
سکه شاه عباس ضرب بغداد ۱۰۳۴ قمری.

در سال ۱۰۳۱ هجری میان ینی‌چری‌ها اختلاف افتاد؛ در نتیجهٔ آن، سلطان مصطفی یکم بار دیگر به سلطنت رسید و سلطان عثمان دوم پس از چهار سال سلطنت توسط ینی‌چری‌ها به قتل رسید. سلطان در دور دوم سلطنت خود خواهان صلح با ایران شد.
در میان این شورش‌ها و ضعف دربار عثمانی، شخصی به‌نام بکرسوباشی بر بغداد حاکم شد و از اطاعت عثمانیان بیرون آمد و خواهان پیوستن به ایران شد. سلطان، حافظ احمد پاشا را برای سرکوبی شورش بغداد اعزام کرد. در این هنگام صفی‌قلی‌خان حاکم همدان آغاز به پیشروی در بین‌النهرین کرد و بدین ترتیب حافظ احمد پاشا ناچار به بازگشت شد ولی در حین رفتن، به بکرسوباشی اطلاع داد که حکومت بغداد را به او واگذاشته و درخواست کرد مانع ورود قزلباشان به شهر گردد.
در این هنگام، ینی‌چری‌ها سلطان مصطفی را از سلطنت برداشتند و سلطان مراد چهارم را به سلطنت نشاندند. سلطان جدید، حکومت بکرسوباشی در بغداد را به رسمیت شناخت؛ بنابراین جنگی بین سپاه ایران و بکرسوباشی درگرفت و بغداد به تصرف ایران درآمد (یکشنبه ۲۳ ربیع‌الاول سال ۱۰۳۲ قمری).
شاه عباس از ضعف قوای عثمانی استفاده کرده و به موصل لشکر کشید. پس از آن دیاربکر را متصرف شد و تا قلعه آخسقه در گرجستان پیش رفت. این فتوحات باعث شد سلطان، حافظ احمد پاشا را به جنگ با صفویان بفرستد. سردار عثمانی در قلعهٔ بغداد از سپاهیان صفوی شکست خورد.
در سال ۱۰۳۷ قمری، شاه عباس، امام‌قلی خان (بیگلربیگی فارس) را مأمور تصرف بصره کرد. امام‌قلی خان با سپاه بزرگی به‌سوی بصره شتافت. اهالی بصره سر به اطاعت گذاشتند و عثمانیان از ترس به قلعهٔ شهر پناه بردند. در این زمان خبر فوت شاه عباس و انتشار آن میان قزلباشان باعث شد سپاه صفوی از بصره عقب‌نشینی کند.
شاه عباس یکم همیشه در لشگرکشی‌های خویش گروهی از روسپیان را همراه اردو می‌برد.

## درگذشت

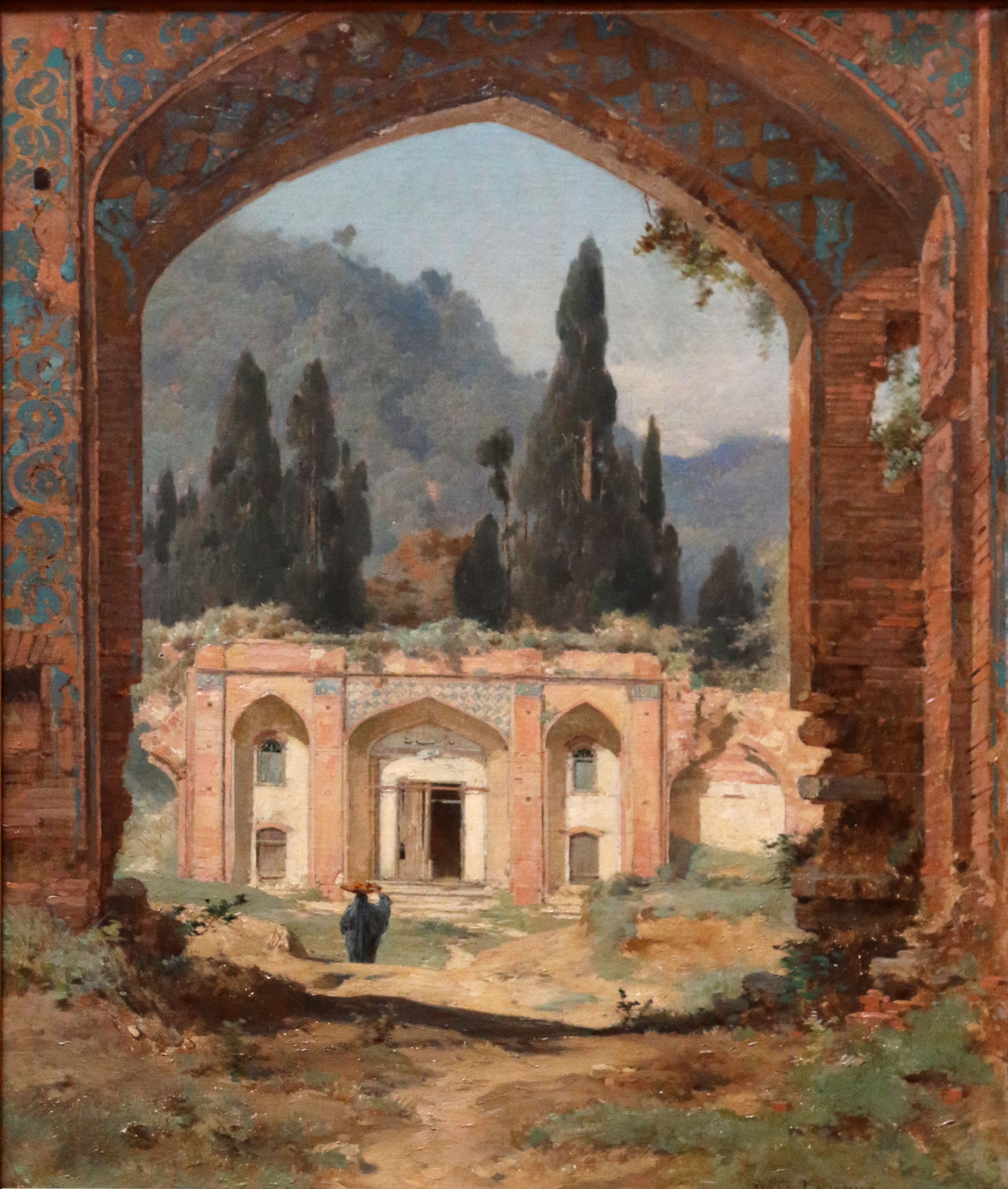
کاخ چهل‌ستون بهشهر اثر ژول لورانس (پیش از ۱۸۹۴م)، کاخی که شاه عباس بزرگ در آن درگذشت.

شاه عباس پیش از برآمدن آفتاب روز جمعه ۲۴ جمادی‌الاول سال ۱۰۳۸ هجری قمری در کاخ چهل‌ستون بهشهر درگذشت. عالم‌آرای عباسی دربارهٔ علت مرگ او می‌نویسد:
«چند روز قبل از آن در شکارگاه، پادشاه در خوردن و آشامیدن طعام افراط کرد و در بازگشت، به سبب سنگینی بار معده دچار تب شد و در اندک مدتی از اوج کمال به حضیض وبال رسید.»

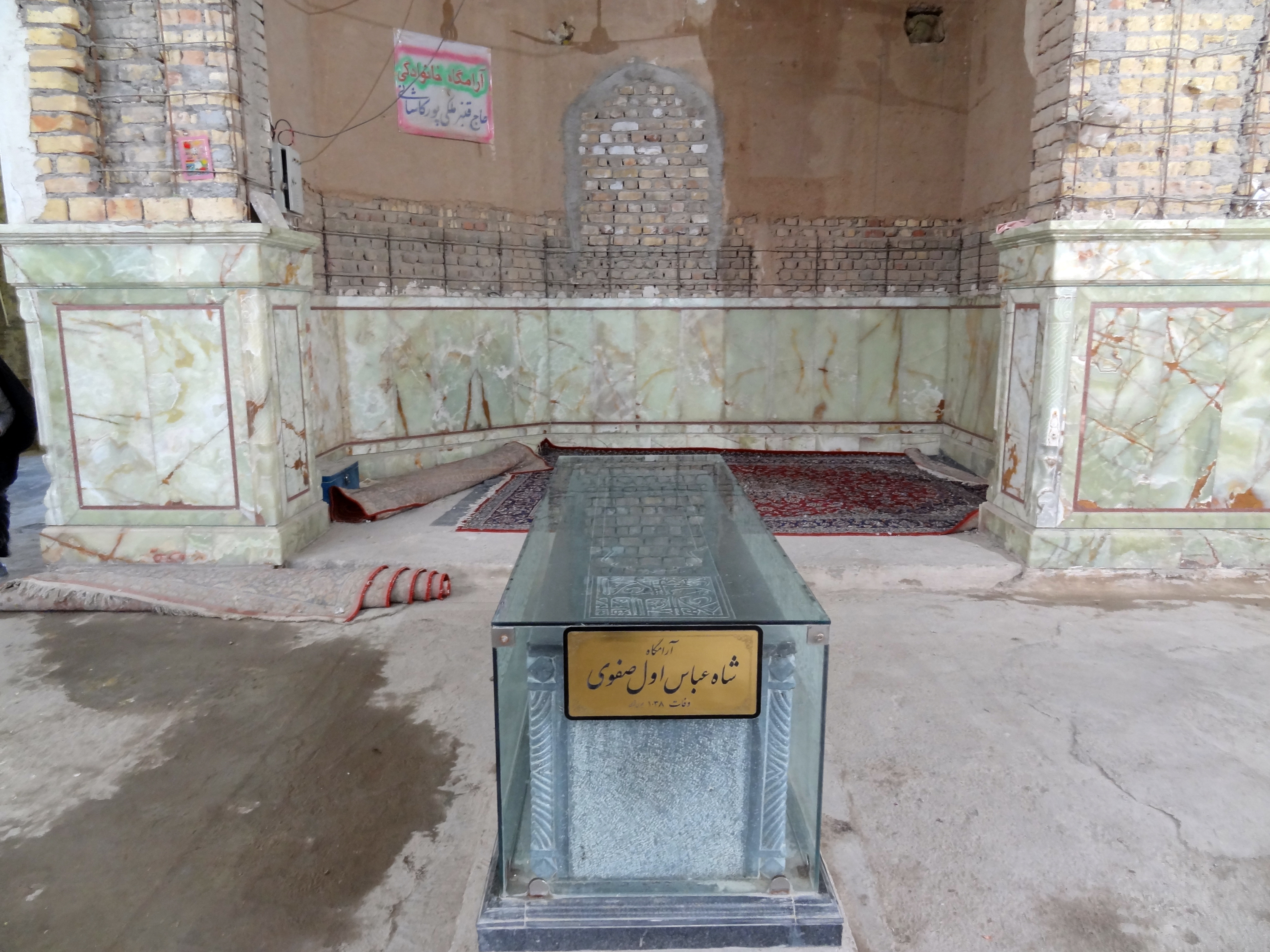
آرامگاه شاه عباس یکم در امامزاده حبیب بن موسی، کاشان

به گفتهٔ برخی منابع، شاه عباس پیش از مردن وصیت کرد که بدنش را جایی دفن کنند که بر همه‌کس ناپیدا باشد. برخی منابع نیز مدعی‌اند جسد او به نجف برده و در آن‌جا به خاک سپرده شد. اما بسیاری منابع می‌گویند شاه عباس در مازندران درگذشت و تصمیم بر آن بود که پیکرش به اصفهان آورده شود اما به‌دلایلی در میانهٔ راه جسدش در کاشان دفن شد. هم‌اکنون نیز آرامگاه قطعی شاه عباس در کاشان در امام‌زاده حبیب بن موسی برجاست و در آن‌جا به خاک سپرده‌شده است.شاردن، جهانگرد فرانسوی که در زمان شاه‌عباس دوم از ایران بازدید کرد، می‌گوید: «رسم پادشاهان این کشور آن است که مدفن حقیقی خود را مکتوم بدارند به همین جهت هنگام تدفین اجساد سلاطین معمولاً شش تا دوازده دستگاه تابوت به اسم پادشاه معرفی و در جاهای مختلف دفن می‌کنند و جز دو سه نفر از نزدیکان، کسی از محل دفن پادشاه آگاه نیست.»

## جانشینی
شاه عباس در ظاهر به فرزندانش علاقهٔ زیادی داشت تا این‌که قیم پسر دومش، حسن در سال ۹۹۷ ه‍.ق در مشهد شورش کرد. با این‌که این شورش سرکوب شد، ولی خاطرهٔ کودتا علیه پدرش برای شاه عباس تداعی شد. محمد میرزا و اسماعیل میرزا (سومین و چهارمین فرزند) در خردسالی از دنیا رفتند ولی شرایط برای سه پسر دیگر شاه به گونهٔ دیگری رقم خورد، وقتی در سال ۱۰۲۳ ه‍.ق سران چرکس مورد سوءظن، همگی کشته شدند و علاوه بر آن نیز محمدباقر میرزای به ظاهر بی‌گناه که خود جریان شورش امیران را به شاه رسانده بود، در سال ۱۰۲۴ ه‍.ق در رشت به دستور پدرش به قتل رسید. شش سال بعد، چهارمین پسر شاه، محمد خدابنده بود، که او نیز در هنگام بیماری شدید پدرش، زودهنگام از قزلباشان درخواست حمایت کرد که سرنوشت او نیز گرفتن چشمانش بود. در سال ۱۰۳۶ ه‍.ق تنها دو سال مانده به فوت شاه عباس، پنجمین پسرش امامقلی میرزا در حالی‌که بیش از بیست و دو سال از عمرش نمی‌گذشت، سرنوشت مشابهی یافت. سرانجام، شاه پسری که شرایط پادشاهی داشته باشد، نداشت و فرزندان شاهزادگان نیز به‌خاطر عدم شورش احتمالی در حرم‌سرا با ناز و نعمت بزرگ شدند، تا فکر شورش به ذهنشان خطور نکند. بنابراین سام میرزا فرزند صفی میرزا تنها گزینهٔ باقی‌مانده برای احراز مقام پادشاهی و جانشینی پس از مرگ شاه عباس بزرگ به‌حساب می‌آمد. به این ترتیب وی در سال ۱۰۳۸ ه‍.ق هشت روز پس از مرگ شاه عباس، در ۱۸ سالگی، در کاخ عالی‌قاپو بر تخت پادشاهی تکیه زد. از این پس سام میرزا با نام جدید شاه صفی (همانند اسم پدرش) به حکومت پرداخت.

## سیما

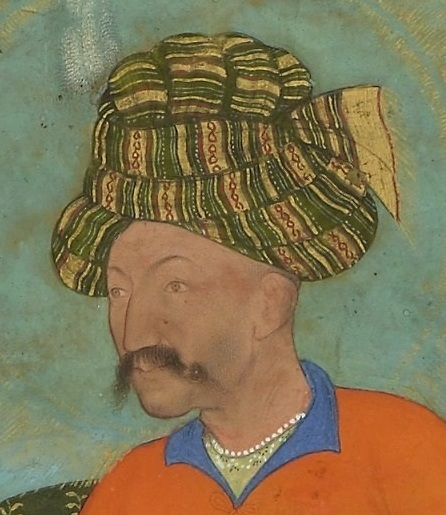
نگاره‌ای از شاه عباس یکم اثر بشنداس

جان کارت رایت یکی از جهانگردان خارجی که در سال ۱۰۱۲ هجری قمری شاه عباس را از نزدیک دیده بود، در سفرنامهٔ خود دربارهٔ ۳۴ سالگی شاه عباس چنین می‌نویسد:
این شهریار جوان از لحاظ جسمانی و عقلانی هر دو نمونه‌ای از کمال مطلق است. آدمی است میانه بالا، سیمایی سخت موقر و چشمانی تیز و نافذ دارد، سیه‌چرده است و صاحب سبیلانی دراز. ریشش را می‌تراشد و ظاهرش حکایت از جنگاوری او دارد. وی طبعی سخت‌گیر دارد. چنان‌که در نخستین برخورد، آدمی چنین می‌پندارد که جز بی‌رحمی و خشونت چیزی در خمیرهٔ وجود او ننهاده‌اند، اما در حقیقت طبعی فروتن و مهربان دارد، چنان‌که به راحتی می‌توان او را دید و با او سخن گفت. روش وی این است که در میان اعاظم امرای درباری آزادانه بر سر طعام می‌نشیند و از شکار و باز پرانی به همراه اعیان درباری و بزرگان و فرستادگان پادشاهان بیگانه حظ فراوان می‌برد.
دلاواله دربارهٔ شاه در میان‌سالی می‌نویسد:
مو و ابرو و سبیلش تا چهل و نه سالگی نیز سیاه بوده است و با آن‌که رنگ رویش از آسیب سفرها و جنگ‌های بی‌شمار به سیاهی گراییده بود، زیبایی‌های صورتش بر زشتی‌های آن می‌چربید و در مجموع، چهره‌ای موقر، جالب و نجیب داشت. دست‌هایش مثل کارگران روستایی کوتاه و ستبر و سیاه بود و آن‌ها را به رسم زمان، حنا می‌بست. بر اثر رنج‌ها و تلاش‌هایش در میدان‌های جنگ، بر اثر افراط در می‌گساری و آمیزش جنسی بسیار با زنان و ابتلای به بیماری‌های گوناگون (مالاریا، آبله و امراض دیگر) موهای سرش در پنجاه و دو سالگی ریخته بود.
شاه عباس یکم در ۱۹ سالگی و در سال دوم سلطنتش برخلاف پدر و اجدادش ریش خود را تراشید. برخی از حکام ولایات برای تقلید از عادت جدید شاه عباس و پسند او؛ روحانیون، مردم و سادات را مجبور به تراشیدن ریش کردند.

## عقاید

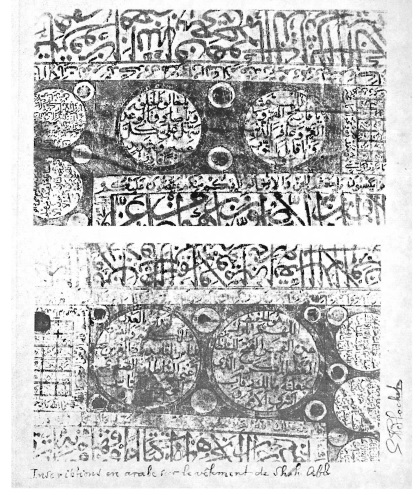
بخشی از پیراهن شاه عباس بزرگ که ادعیه و آیات قرآن بر روی آن نوشته شده است. شاه عباس این رخت را هنگام جنگ می‌پوشید.

شاه عباس بزرگ به خاطر اعتقاد و ارادت زیاد به امام اول شیعیان لقب کلب آستان علی به خود داده بود. وی همچنین توهین کنندگان به علی را به سختی مجازات می‌کرد و نقل است که بر حلق آنان سرب داغ می‌ریخت. شاه عباس یکم در کاخ چهل‌ستون بهشهر در بهشهر در اثر افراط در نوشیدن و خوردن درگذشت. این در حالی است که نیای او شیخ صفی‌الدین اردبیلی بسیار کم‌خوراک بود و بسیار روزه می‌گرفت. در کتاب چالش سیاست دینی و نظم سلطانی نوشته نجف لکزایی، نویسنده از قول جان فوران می‌نگارد: «در زمان شاه عباس حکومت دینی به سمت حکومت مطلقه دنیوی و غیردینی گرایش یافت.»
شاه عباس در دین اسلام و مذهب تشیع دوازده امامی سخت متعصب بود. نمازش ترک نمی‌شد و همیشه استخاره می‌کرد. پیش از جنگ وضو می‌گرفت و از درگاه الهی درخواست پیروزی می‌کرد. شاه عباس در میدان جنگ پیراهن مخصوصی می‌پوشید که بر روی آن دعا و آیات قرآن نوشته بود. شاه عباس یکم به پیامبر اسلام و امامان شیعه و جدش شیخ صفی‌الدین اردبیلی ارادت خاصی داشت و پس از هر نماز نام آنها را به زبان می‌آورد و از ایشان در کار سلطنت و ملکداری یاری می‌جویید.

## درآمد و ثروت

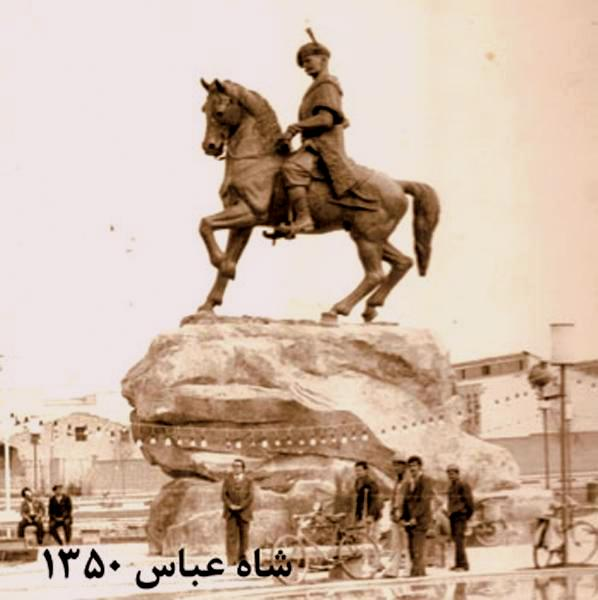
تندیس شاه عباس بزرگ که تا سال ۱۳۵۸ در اصفهان بر پا بود

در دوران سلطنت پادشاهان صفوی تمام درآمد و عواید کشور در اختیار شخص شاه و تمام مخارج نیز به فرمان و تصویب او صورت می‌گرفت. خزانهٔ دولت و آنچه از مالیات‌های گوناگون و عواید مستقیم و غیرمستقیم و درآمدهای رسمی و اتفاقی به خزانه داخل می‌شد، به شخص شاه تعلق داشت و میان عواید دولت و سلطنت امتیاز و تفاوتی نبود.
شاه از راه‌های گوناگونی برای خود و خزانه درآمد کسب می‌کرد که تعدادی از آن‌ها به شرح زیر است:
- شاه از قلمرو استان‌هایی که در آن هیچ گونه علاقه ملکی نداشت، بعضی از عواید به نام «رسوم» می‌گرفت.[۱۴۸]
- گذشته از مالیات ارضی، مقداری از بهترین محصولات هر ولایت نیز همه ساله برای شاه فرستاده می‌شد؛ مثلاً از کردستان، روغن، از گرجستان، شراب‌های گوناگون و غلامان و کنیزان زیبا، از خوزستان، اسب‌های عربی، از گیلان، ابریشم. این‌گونه هدایا به «بارخانهٔ شاه» معروف بود.[۱۴۹]
- حقوق اربابی، مثل عوارض حاصل از گله‌ها و عوارض پنبه و ابریشم که معادل یک سوم محصول بود.[۱۴۹]
- صدور محصول ابریشم ایران و فروش آن در کشورهای اروپا در انحصار شاه قرار داشت.[۱۴۹]
- ثلث عواید معادن و سنگ‌های گران‌بها و صید مروارید و دو درصد عواید مسکوکات و عواید حاصل از عوارض آب، مثلاً از رودخانه‌ها و آب‌های حوالی اصفهان می‌گرفتند و حاصل این عوارض در سال در حدود چهار هزار تومان بوده است.[۱۴۹]
- جزیه که از غیرمسلمانان چه ایرانی چه خارجی گرفته می‌شد. به‌طور مثال هر یک از مردان ارامنه و یهودیان ناگزیر بودند که همه‌ساله مبلغی به‌عنوان جزیه بپردازند. میزان سرانهٔ جزیه معادل یک مثقال طلا بود.[۱۵۰]
- عوارضی که از پیشه‌وران و اصناف گرفته می‌شد و به‌وسیلهٔ کلانتران هر شهر، وصول می‌شد.[۱۵۰]
- حقوق راهداری که نخست برای ساختن و نگاهداری راه‌ها و پل‌ها وضع شد و کم‌کم افزایش پیدا کرده و منبع درآمد سرشاری برای خزانه گردید.[۱۵۰]
- عواید سازمان گمرک که در زمرهٔ درآمدهای خاص خزانهٔ شاهی به‌شمار می‌رفت؛ مثلاً در سواحل خلیج فارس ده درصد از قیمت اجناسی را که به ایران وارد می‌شد به‌عنوان عوارض گمرکی می‌گرفتند.[۱۵۰]
- عوارضی که از فروش تنباکو گرفته می‌شد. کشت تنباکو، ظاهراً در سال اول سده یازدهم هجری در ایران متداول شد و در اوایل سلطنت شاه عباس رواج و رونقی نداشت ولی از اواسط سلطنت او کشیدن چپق و قلیان مرسوم شد. شاه عباس در سال ۱۰۲۷ هجری قمری به موجب فرمانی، کشیدن تنباکو و توتون را ممنوع کرد. اما پس از مرگ او بار دیگر رونق گرفت.[۱۵۰]
- ضبط و مصادره اموال کسانی که مورد قهر و غضب قرار می‌گرفتند.[۱۵۱]
- استفاده از کار افراد به عنوان بیگاری، حال بدون مزد یا با مزد بسیار ناچیز، برای ساختن عمارات، کاخ‌ها، کاروانسراها. این رسم تا پایان حکومت صفویه نیز رواج داشته است.[۱۵۲]
- سهمی که از غنایم جنگی به‌دست می‌آمد.[۱۵۳][۱۵۴]
- درآمدهای اتفاقی دیگر مانند پیشکش‌هایی که از طرف سفیران بیگانه و مخصوصاً حکام و فرمانروایان ولایات ایران برای شاه فرستاده می‌شد، یکی از منابع سرشار خزانهٔ شاهی بود.[۱۵۰]

برای مثال، دلاواله دربارهٔ هدایای گارسیا د سیلوا در سفرنامهٔ خود می‌نویسد:
«هدایای سفیر، نزدیک به صد هزار اکوی اسپانیایی ارزش داشت و از این گذشته، سیصد بار شتر فلفل از هندوستان به رسم پیشکش آورده و در اصفهان به افراد شاه سپرده بود. هدایای او مرکب از مقداری ظرف‌های طلا و نقره و بلور و سنگ‌ها و جواهرات قیمتی بود. از آن جمله در جعبه‌ای شصت زنجیر گوناگون مزین به زمرد و الماس و انواع جواهر که شصت نفر حامل آن بودند و هر زنجیر را جوانی به‌دست گرفته بود. همچنین در میان هدایا، مقداری زین و لگام زردوزی‌شدهٔ گران‌بها و تیر و کمان و تفنگ‌های فتیله‌ای و آلات جنگی مرصع دیگر دیده می‌شد و از آن جمله خنجر و شمشیری تمام مرصع به جواهر گران‌بها بود که پادشاه اسپانی آن را تنها در روز عروسی خویش به کمر بسته بود و نیز از جمله هدایا مقداری ادوات گوناگون که در آهن‌کاری و نجاری به‌کار می‌برند، به‌نظر می‌رسید. سایر هدایا شامل انواع جوشن‌های فرنگی و نیزه‌های هندی و لباس‌های گوناگون و تصاویری چند و از آن میان تصویری از «آن اتریش» ملکهٔ تازهٔ فرانسه و تصویر دیگر از دختر بزرگ پادشاه اسپانی که سفیر از جانب خود تقدیم شاه کرده بود.»

## اقدامات شاه عباس

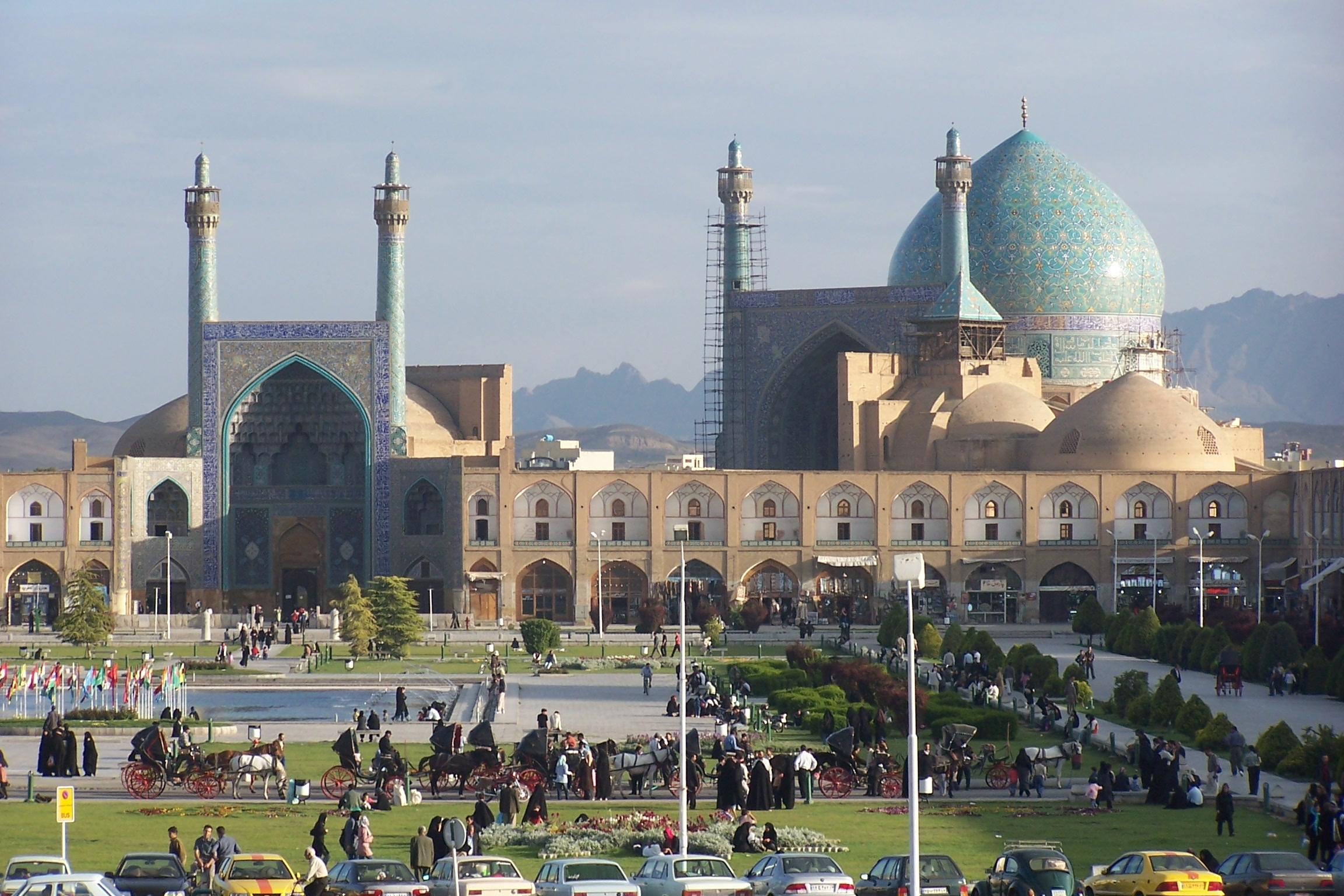
نمای مسجد شاه در اصفهان.

### اقدامات در شهرها
نیشابور
شاه عباس، سه فرمان تاریخی دربارهٔ مردم شهر نیشابور صادر کرد. متن این سه فرمان شامل لغو و تخفیف مالیات و رفع مزاحمت نیروهای دولتی از مردم نیشابور است که بر روی سنگ‌نوشته‌هایی در مسجد جامع نیشابور نصب شده است. تعمیر و بازسازی و بنیان نهادن بناهایی در نیشابور به فرمان عباس اول صفوی بوده است. همچنین بنای حمام نیمری یکی دیگر از بناهای تاریخی این شاه بزرگ می‌باشد.

### اصفهان
میدان نقش جهان، مسجد شاه (پس از انقلاب ۱۳۵۷ نام آن به مسجد امام تغییر یافت)، عالی‌قاپو، بخش‌هایی از چهل‌ستون، چهارباغ خواجو و عباسی، پل‌های رود زاینده‌رود، کانال‌کشی آب‌های تونل کوهرنگ به سمت زاینده‌رود از آثار زمان اوست. اگرچه نزدیک به نیم هزاره از زمان او گذشته است ولی هنوز اصفهان به بناهای فرهنگٍی و هنر عصر صفوی می‌بالد چنانچه که در سال ۱۴۲۸ قمری «پایتخت فرهنگی دنیای اسلام» بود. خیابان چهارباغ که به‌عنوان قدیمی‌ترین خیابان اصفهان شناخته می‌شود در زمان شاه‌عباس و در سال ۱۰۰۶ ه‍.ق ساخته شده است.

### مشهد
شاه عباس همان‌طور که بسیاری از جهانگردان و تاریخ‌نگاران اظهار داشته‌اند فردی وطن‌پرست بود، برای همین و برای آنکه فرهنگ زیارت را در بین مردم قرار دهد، در سال ۱۰۰۹ پیاده عزم مشهد کرد و به دستور وی فقط ۹۹۹ کاروانسرا در آن سال و تعداد بسیار بیشتر در سال‌های پس از آن احداث گردید. شاه مقرر داشت که هر یک از امرا که مایل به همراهی او در زیارت هستند می‌توانند سواره بیایند. وی مشهد را به‌طور رسمی «شهر مقدس ایران» قرار داد تا آن‌که مردم به زیارت حرم امام هشتم شیعیان بروند و از رنج و مشقت‌های سفر حج و سخت‌گیری‌های حکام ولایات عثمانی، دیگر خبری نباشد. او هرگاه در خراسان بود به زیارت امام هشتم می‌رفت. شب‌زنده‌داری می‌کرد و کارهای خدام چون جارو کشیدن فرش‌ها و خاموش کردن شمع‌ها را خود انجام می‌داد تا سرسپردگی خود را نشان دهد.
شاه‌عباس در دوران سلطنت خود (۹۹۵–۱۰۳۸ق) در سال‌های ۱۰۰۶–۱۰۱۰، ۱۰۱۱(دوبار)، ۱۰۱۶، ۱۰۲۱ و ۱۰۳۱ق، ده‌بار به مشهد آمد. در زمان وی تشکیلات آستان قدس انسجام گرفت، ابنیه حرم رضوی تعمیر و توسعه یافت و بر شمار موقوفات افزوده شد.
سفر نخست شاه‌عباس، پس از آزادسازی مشهد از تسلط ده‌سالهٔ ازبکان بر این شهر، در روزهای پایانی سال ۱۰۰۶ق انجام پذیرفت. ازاین‌رو، شاه‌عباس پس از توقفی کوتاه در مشهد و گماشتن قاضی‌سلطان حسینی تربتی به تولیت، به قصد جنگ با ازبکان از شهر خارج شد و پس از شکست دین‌محمدخان ازبک، و فتح هرات در صفر ۱۰۰۷ به مشهد بازگشت و این‌بار یک‌ماه در این شهر ماند. وی کوشید تا به جبران خرابی‌ها و غارت ازبکان در حرم رضوی، مقداری از اشیای نفیس ضروری آن را که پیش‌تر غارت شده بود، جایگزین سازد و تشکیلات آستان قدس را سامان دهد.
سفر سال ۱۰۱۰ق شاه‌عباس که به‌سبب نذر پیشین وی با پای پیاده از اصفهان تا مشهد صورت گرفت، طولانی‌ترین سفر او به‌لحاظ مدت اقامت در مشهد است. به نوشتهٔ اسکندر منشی، شاه پس از نزول اجلال در چهارباغ مشهد، در سه ماههٔ رجب، شعبان و رمضان، را که مصادف با فصل زمستان بود در روضهٔ رضوی به طاعت و عبادت گذرانید.
ازجمله اقدامات عمرانی انجام شده در حرم مطهر در این ایام، دستور وی جهت توسعهٔ صحن عتبق حرم رضوی به‌صورت چهار ایوانی و ساخت حوضی در میانهٔ آن، اصلاح فضای درونی روضهٔ رضوی و اهدای یک جفت درِ مرصّع قیمتی برای نصب در آنجا، تعبیهٔ دو پنجره در گنبد بقعه و نقاشی آن به‌منظور تأمین بهتر روشنایی حرم و زدودن آثار دود شمع‌ها و پیه‌سوزها، و طلاکاری ساقهٔ گنبد بوده است. به‌همین‌منظور، شاه‌عباس هنرمندان و صنعتگرانی را برای بازسازی و تعمیر بخش‌های آسیب‌دیدهٔ حرم رضوی در حملهٔ ازبکان به مشهد فرستاد. همچنین، وقف‌نامه‌ای از شاه‌عباس متعلق به سال ۱۰۱۱ق، باقی است که مطابق آن وی زمین‌های محدودهٔ صحن کهنه را با شرایط خاص برای دفن اموات وقف کرده است.
شاه‌عباس، دیگربار در سال ۱۰۱۶ق به مشهد آمد و دستور احداث خیابان مشهد و روان کردن جوی آب خیابان را صادر کرد (منجم یزدی ۳۲۸). انجام برنامه‌های عمرانی شاه‌عباس در حرم رضوی ظاهراً چند سال طول کشیده است؛ زیرا اسکندر منشی همهٔ این اقدامات را ازجمله، توسعهٔ صحن کهنه، احداث خیابان و نهر آن، و نیز تعمیر آرامگاه خواجه‌ربیع و احیای عمارت قدمگاه را در ذیل وقایع سفر سال ۱۰۲۱ق شاه‌عباس به مشهد آورده است. شاه‌عباس همچنین در جمادی‌الثانی ۱۰۲۳، با تنظیم وقف‌نامه‌ای، آب خیابان و متعلقات آن را بر مصارف زائران حرم رضوی وقف کرد.
به‌جز بناها و اقداماتی که به‌طور مستقیم به شاه‌عباس نسبت داده شده، نام وی به‌عنوان واقف در آثار متعددی آمده است. ازجمله نام وی به‌عنوان تقدیم‌کننده، بر روی کتیبه‌های طلای به‌جا مانده از صندوق قدیمی مرقد علی بن موسی الرضا، که به خط علیرضا عباسی نگارش یافته، ترقیم شده است. همچنین بنا به اظهار محمدمحسن مستوفی، ضریح فولادی شاه‌عباسی از آثار وی است. در میان مصاحف و نسخه‌های خطی آستان قدس رضوی نیز، در چندین نسخه از شاه‌عباس به‌عنوان واقف و اهداکننده یاد شده است.
در سفر پیاده از اصفهان به مشهد، ملا جلال‌الدین محمد منجم یزدی، محمدزمان سلطان بایندری، مهتر سلمان دنبلی و میرزا هدایت الله اصفهانی در تمام راه مسافت هر منزل را با طنابی که ۵۰ ذرع اصفهان و هشتاد ذرع شرعی بود، اندازه می‌گرفتند تا معلوم شود از اصفهان تا مشهد چند فرسنگ شرعی است. این فاصله به حساب ملا جلال الدین منجم یزدی، ۱۹۹ فرسنگ و ۸۱ طناب و ۲۵ ذرع شرعی بود. (۱۹۹ فرسنگ حدود ۱۲۴۱/۷ کیلومتر است)

### مازندران

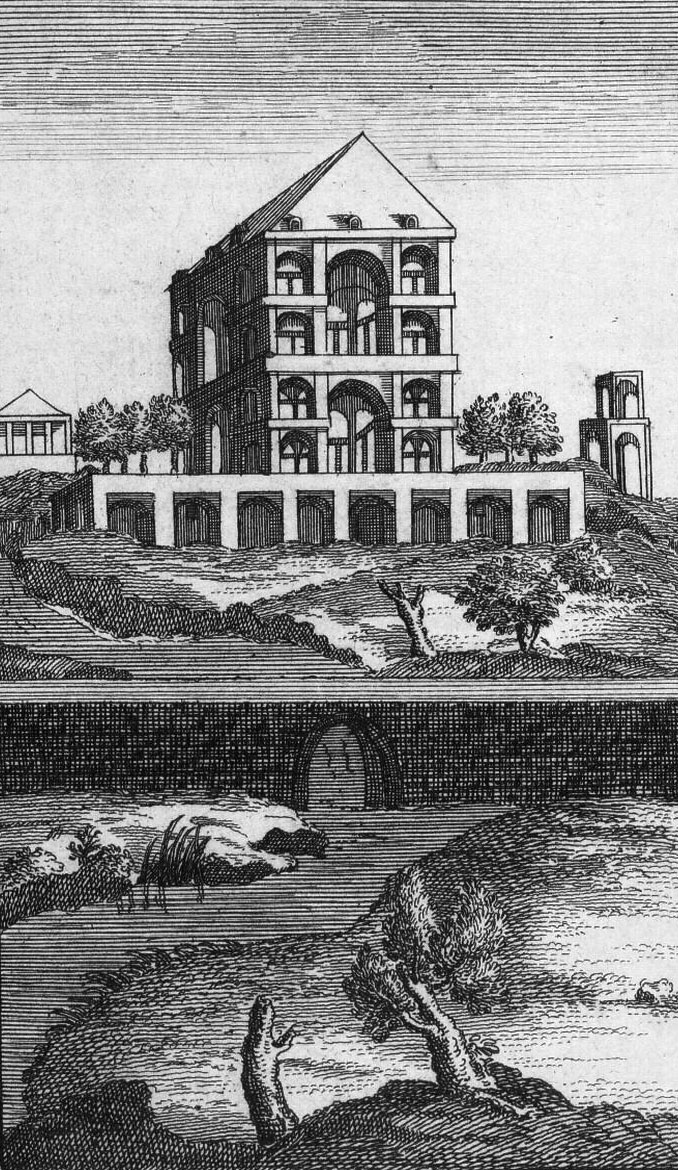
کاخ صفی‌آباد در اشرف‌البلاد اثر ژان شاردن، کاخی که بنیادی‌ترین جای ماندگاری شاه عباس بزرگ در مازندران بود.

شاه عباس بزرگ همیشه به این‌که از سمت مادری مازندرانی بود افتخار می‌ورزید؛ مادر او از اهالی اشرف‌البلاد (بهشهر کنونی) بود. شاه عباس بزرگ در سال ۱۰۳۲ق شهر اشرف‌البلاد (بهشهر کنونی) را گسترش داد و بناهای باغ عباس‌آباد، چشمه عمارت، چهل‌ستون بهشهر، کاخ صفی‌آباد را پایه‌گذاری کرد. در سال ۱۰۳۳ق نیز شهر فرح‌آباد را احداث کرد و آن را مرکز فرمانروایی مازندران کرد. تا پیش از آن، شهر بارفروش (بابل کنونی) مرکز مازندران بود.
شاه عباس از جاجرم در خراسان تا دشت مغان در اردبیل شاهراهی ایجاد کرد تا به‌وسیلهٔ آن، مازندران به رونق سابق خود بازگردد. وی همچنین دیواری عظیم در نزدیکی بندر گز ایجاد کرد تا به‌وسیلهٔ آن مازندران از یورش ترکمن‌ها در آرامش باشد؛ پیترو دلاواله در سفرنامهٔ خویش از فرهنگ و تمدنی در مازندران وصف می‌کند که تا به آن زمان در هیچ‌کجای دنیا نظیر آن را ندیده بود.

### سایر نواحی ایران
وی راه‌ها را ایمن ساخت و همچنین برای تعمیر و احداث راه‌های جدید همت گماشت؛ گرجی‌ها و ارامنه را که در جنگ گرجستان به اسارت گرفته بود اختیار داد تا آزادانه در فرح آباد زندگی کنند و برخی از گرجی‌ها را به اشرف‌البلاد (بهشهر کنونی) روستای گرجی‌محله کوچاند و همچنین در کنار اصفهان زمین به آن‌ها داد و آن‌ها شهر جلفا را ساختند؛ بندر گمبرون را در سال ۱۰۲۳ و جزیرهٔ هرمز را به سال ۱۰۳۱ از تصرف پرتغالی‌ها خارج ساخت.

### اقدامات فرهنگی
او به شعر، نقاشی، موسیقی و معماری توجه داشت؛ و به علما و هنرمندان علاقه می‌ورزید. ملاصدرا، میرداماد، میرفندرسکی، شیخ بهایی و… از فاضلان عهد وی بودند. شاه عباس مردی دین‌دار بود و به‌ویژه به علی بن ابی‌طالب سخت ارادت می‌ورزید، چنان‌که لقب کلب آستان علوی را برای مهر پادشاهی خود برگزیده بود. البته برخی معتقد هستند که این اقدام او، به‌جهت عوام‌فریبی بوده. گفته شده که او نسبت به رعایا و زیردستان خود مهربان بود.

### اقدامات مذهبی

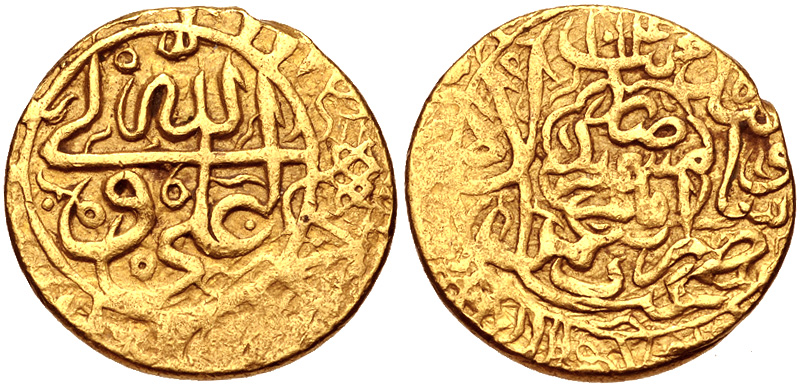
روی سکه اشرفی شاه عباس یکم نوشته شده «بنده شاه ولایت عباس» ضرب مشهد ۱۰۱۴ و روی دیگر آن عبارت «علی ولی‌الله» دیده می‌شود.

شاه عباس بزرگ برخلاف شاه اسماعیل یکم و شاه تهماسب یکم که نسبت به مذهب تعصب شدید داشتند، با پیروان مذاهب با محبت رفتار می‌کرد زیرا او معتقد بود که این امر، باعث دوری از ملت‌های متمدن اروپایی که مسیحی هستند خواهد شد. به همین دلیل درحالی‌که نسبت به ترویج مذهب شیعه و تقویت آن اهتمام داشت، نسبت به مسیحیان اظهار لطف داشت و در موقعی که عثمانی‌ها مسیحیان را مورد شکنجه قرار می‌دادند، او برای آن‌ها در جلفای اصفهان کلیسا ساخت و اجازه داد آداب مذهبی خود را به‌جای بیاورند. علاقهٔ شاه عباس تا آن‌جا رسید که آنتونی شرلی را از طرف خود به سفارت فرستاد و در اعتبارنامه، او را برادر خود معرفی کرد.

### همکاری با تجار اروپایی و نابودی تجار ایران
شاه عباس نخستین کسی بود که بخاطر جلوزدن از رقیب خود عثمانی اقدام به دادن امتیازات تجاری به تجار انگلیسی و هلندی کرد تا اقدام به تجارت محصول ابریشم ایران کنند. او شخصاً با تجار ونیزی و انگلیسی و هلندی معامله می‌کرد و تجارت ایران صرفاً دولتی شد. این شد که تجارت اروپایی رونق گرفت ولی تاجر ایرانی در این دوران مشاهده نمی‌شود. تجارت آزاد در اروپا باعث پیدایش بورژوازی و مرکانتیلیزم شد. مکتب مرکانتیلیزم در اروپا در مدت کوتاهی سیاستهای حمایت از تولید داخلی و حمایت از تجار اروپایی و تسلط بر بازارها را پیش گرفت که فشار بیشتری بر روی ایران از طریق گرفتن امتیازهای انحصاری و گمرکی میاورد و باعث پیدایش اقتصاد صنعتی در اروپا شد. برعکس در ایران صفوی به دلیل سیاستهای تمرکزگرایانه حکومتی طبقه تاجر ایجاد نشد که دنیا را ببیند و نیازهای دنیا را بفهمد و نیز صنعت در شکل صنایع کوچک خانگی برای اقناع بازارهای کوچک داخلی باقی ماند و هیچگاه به شکل شرکتهای بزرگتری در نیامد که ایجاد ثروت و فراوانی پول کند و به رونق خود بیافزاید. نظامهای پولی و بانکی ایجاد نشدند که با گردش پول بازارها و صنایع را رشد دهند. در ایران صفوی به دلیل لجاجت با عثمانی بیش از هزار کیلومتر مرز غرب بسته شد و تجارت زمینی راه ابریشم که در آن دوره پس از سفرهای دریایی پرتقالیها و انگلیسیها رونق کمتری هم پیدا کرده بود تقریباً به‌طور کامل متوقف شد. فقط مسیر محدودی به قفقاز باقی ماند که توسط شاه عباس به انحصار تجار ارمنی درآمد و ایرانیان نقشی در این تجارت ندشتند. این امر ایران را تبدیل به یک بن‌بست کرد که عوارض آن همچنان باقی است.
او با این امتیازات مسیر استعمار منطقه به‌خصوص استعمار هندوستان را نیز برای هلند و انگلستان هموار کرد و سنت امتیازدهی را پایه نهاد که تا اواخر دوره قاجار و امتیاز دارسی تا سده بیستم باقی ماند. برخلاف شاه عباس که بخاطر لجاجت با عثمانی به تُجار اروپایی تسهیلات گمرکی می‌داد اروپاییان این تسهیلات را برای تاجر ایرانی قرار نمی‌دادند. این از دلائل حس تحقیر ملی و افتادن تجارت در دست اروپاییان شد. شاه عباس به شرلی گفته بود که خاک پای حقیرترین مسیحی را به یکی از بزرگان عثمانی ترجیح می‌دهد.
شاه عباس شخصاً با تجار اروپایی معامله می‌کرد به همین دلیل تجارت ایران صرفاً دولتی شد. تجارت اروپا رونق گرفت ولی تاجر ایرانی در این دوره مشاهده نمی‌شود. به دلیل لجاجت با عثمانی مرز غرب بسته شد و مسیر تجارت زمینی راه ابریشم که در آن دوره پس از سفرهای دریایی پرتغالی‌ها و انگلیسی‌ها رونق کمتری هم پیدا کرده بود متوقف شد. مسیر قفقاز نیز توسط شاه عباس به انحصار تُجار ارمنی درآمد.

### سختگیری‌های شاه عباس
شاه عباس پس از نابودی سپاهش به دست گرجی‌های جنگاور در صحرای «مارتقوپی»، مشغول جمع‌آوری سپاه شد و با دویست هزار مرد جنگی به گرجستان لشکر کشید و عده‌ای از گرجی‌ها را قتل‌عام کرد و دویست هزار گرجی را (به‌عنوان اسیر) به داخل ایران کوچانید و مخصوصاً دستور داد که هر یک از این اقوام را به ولایتی که در آن آب و هوا و شرایط زندگی با وطن اصلی آن‌ها شبیه باشد انتقال دهند. (به همین خاطر در ابتدای ورود گرجی‌ها به ایران، آن‌ها را در «مازندران» و مخصوصاً اشرف‌البلاد (بهشهر کنونی) روستای گرجی‌محله که گمان می‌رفت از لحاظ آب و هوایی همانند گرجستان است، سکونت دادند ولی با نامساعد بودن آب و هوا اکثر آنان به شهرستان‌های داخلی ایران روانه شدند).

## تراژدی خانوادگی و مرگ
از پنج پسر شاه عباس، سه پسر از کودکی جان سالم به در بردند.
شاه با ولیعهد، محمد باقر میرزا (متولد ۱۵۸۷؛ در غرب به صفی میرزا معروف است) روابط خوبی داشت. تا اینکه در سال ۱۶۱۴و لشکرکشی به گرجستان، شنید که شاهزاده با فرهاد بیگ چرکس، علیه او توطئه می‌کند. اندکی بعد، شاهزاده در حین شکار، یک گراز با پیش از شاه شکار کرد که نوعی بی‌احترامی به شاه بود. این عمل ظن عباس را تأیید کرد و در غم و اندوه فرورفت. او دیگر به هیچ‌یک از سه پسرش اعتماد نداشت. در سال ۱۶۱۵، تصمیم گرفت راهی جز کشتن شاهزاده ندارد. چرکسی به نام بهبود بیگ دستور را اجرا کرد و شاهزاده در حمامی در شهر رشت به قتل رسید. شاه از اقدام خود پشیمان شد و در اندوه فرورفت.
شاه عباس در سال ۱۶۲۱ به شدت بیمار شد. دومین پسر او محمد خدابنده، گمان کرد که او در بستر مرگ است و به همراه هواداران قزلباش خود آغاز به جشن گرفتن بر تخت سلطنت کرد. اما شاه بهبود یافت و پسرش را با کور کردن تنبیه کرد تا او هرگز تاج و تخت را نگیرد. کور کردن فقط تا حدی موفقیت‌آمیز بود و پیروان شاهزاده قصد داشتند او را به همراه مغول‌ها که از کمک آنها برای سرنگونی شاه عباس و نشاندن محمد بر تاج و تخت استفاده می‌کردند، به خارج از کشور به امن منتقل کنند. اما جریان لو رفت، پیروان شاهزاده اعدام شدند و خود شاهزاده در قلعه الموت زندانی شد، جایی که بعداً توسط جانشین عباس، شاه صفی به قتل رسید.
امام قلی میرزا، سومین و آخرین پسر، سپس ولیعهد شد. شاه عباس او را برای تاج و تخت آراسته کرد، اما به دلایلی در سال ۱۶۲۷ او را نیز کور و در الموت زندانی کرد.
شاه عباس به‌طور غیرمنتظره‌ای، پسر محمد باقر میرزا، سام میرزا را به عنوان وارث برگزید، شخصیتی ظالم و درون‌گرا که گفته می‌شد به خاطر قتل پدرش از پدربزرگش متنفر بود. با این وجود، او در ۱۷ سالگی در سال ۱۶۲۹ با نام شاه صفی جانشین شاه عباس شد. وضعیت سلامتی شاه عباس از سال ۱۶۲۱ به بعد ضعیف بود. او در سال ۱۶۲۹ در کاخ خود در فرح‌آباد در ساحل خزر درگذشت و در کاشان به خاک سپرده شد.

## خانواده

### همسران
- شاهزاده بیگم (مهدعلیا)، دختر مصطفی میرزا پسر شاه تهماسب یکم.
- اُغلان پاشا بیگم، دختر حسین میرزا پسر بهرام میرزا پسر شاه اسماعیل یکم.[۱۷۵]
- شاهدخت تامار آمیلاخوری، دختر فرامرز آمیلاخوری و خواهر عبدالغفار آمیلاخوری.
- فخرجهان بیگم، دختر داویت دوم و خواهر باگرات هفتم حاکم کارتلی.
- شاهدخت مارتا باگراتیونی، دختر داویت دوم حاکم کاختی.
- یاخان بیگم، (۱۶۰۲) دختر خان‌احمد گیلانی و مریم بیگم دختر شاه تهماسب یکم.
- لیلا سلطان بیگم، (تیناتین باگراتیونی) دختر گرگین پنجم حاکم کارتلی بود.
- خواهر شاهوردی خان خورشیدی حاکم لرستان

### پسران
- سلطان صفی میرزا، (۱۲ شوال ۹۹۵ – ۳ محرم ۱۰۲۴ / ۱۵ سپتامبر ۱۵۸۷ – ۲۵ ژانویه ۱۶۱۵) پسر فخرجهان بیگم، او دو پسر داشت؛
  - سلطان سلیمان میرزا از فخرجهان خانم
  - ابونصر سلطان سام میرزا از دلارام خانم
- سلطان حسین میرزا، (۲۱ شعبان ۹۹۷ – ۲۷ شوال ۹۹۹ / ۵ ژوئیه ۱۵۸۸ – ۱۸ اوت ۱۵۹۱)
- سلطان محمد میرزا، (۱۰ شعبان ۱۰۰۶ – ۱۰۴۲ / ۱۸ مارس ۱۵۹۸ – اوت ۱۶۳۲) او یک دختر داشت؛
  - گوهرشاد بیگم، با میرزا علیرضا شیخ‌الاسلام اصفهان ازدواج کرد.
- سلطان اسماعیل میرزا، (۸ ربیع‌الاول ۱۰۱۰ – ۲۹ جمادی‌الثانی ۱۰۲۲ / ۶ سپتامبر ۱۶۰۱ – ۱۶ اوت ۱۶۱۳)
- سلطان امامقلی میرزا، (۷ جمادی‌الثانی ۱۰۱۲ – ۱۰۴۲ / ۱۲ نوامبر ۱۶۰۲ – اوت ۱۶۳۲) او یک پسر داشت؛[۱۷۶]
  - سلطان نجفقلی میرزا (۱۰۳۳ – ۱۰۴۲ / ۱۶۲۳ – اوت ۱۶۳۲)

### دختران
- شاهزاده بیگم (فخرالنساء)، با میرزا محسن رضوی متوالی مشهد ازدواج کرد و سه پسر داشت.
- حوا بیگم، ابتدا با میرزا رضی صدر و در سال ۱۰۲۶ با میرزا رفیع ازدواج کرد و سه پسر داشت.[۱۷۷]
- آغا بیگم (جان آغا)، درسال ۱۰۱۷ با سلطان العلماء آملی مشهور به خلیفه سلطانی ازدواج کرد. او چهار پسر و چهار دختر داشت.[۱۷۸]
- زبیده بیگم، در سال ۱۰۲۰ با عیسی خان صفوی ازدواج کرد و سه پسر و یک دختر داشت.
- شهربانو بیگم، در سال ۱۰۲۳ با میر عبدالعظیم داروغه اصفهان پسر میر حسین خان مازندرانی ازدواج کرد.[۱۷۹]
- ملک‌نسا بیگم، با میرزا جلال‌الدین شهرستانی متولی مشهد ازدواج کرد.[۱۸۰]

## شخصیت و میراث

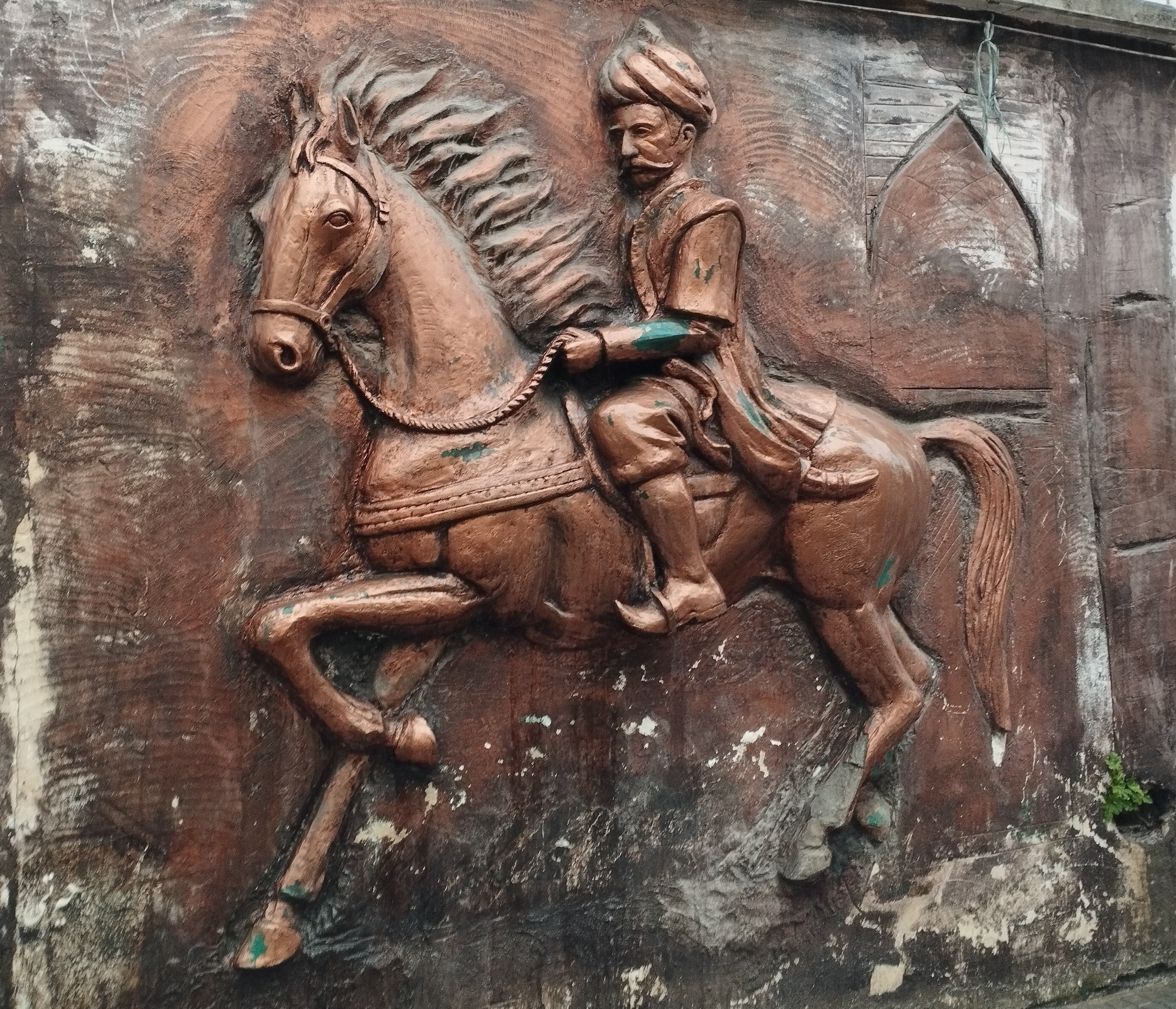
تندیس شاه عباس بزرگ در بهشهر، مازندران، ایران

به عقیدهٔ مورخان مدرن، شخصیت پیچیدهٔ شاه عباس، او را به «مردی متدین و مهربان و در عین حال زیرک و بیرحم، کنجکاو و بصیر و در عین حال نامطمئن و پارانوئید» تبدیل کرد. ناظران اروپایی او را مبارزی ماهر، بی‌باک، با اعتماد به نفس و آگاه می‌دانستند و تحت تأثیر شخصیتش قرار گرفتند. پیترو دلاواله در سال ۱۶۱۸ او را «زیرک و به شدت هشیار و دلیر» توصیف کرد. شاه عباس یکم زبان مادری‌ اش ترکی آذربایجانی بوده و به فارسی نیز تسلط کامل داشته است و معمولاً با لحنی دوستانه صحبت می‌کرد. با این حال، او گاهی به شدت خشمگین و کینه‌توز می‌شد.
به گفته پیترو دلاواله: «او دارای طبیعتی غمگین است و به طوری که من فکر می‌کنم افکار گوناگون نیز به این حالت او کمک می‌کنند. شاید علت اساسی غم عمیق شاه مرگ فرزندش صفی میرزای جوان باشد که همه به لیاقت و فراست او امیدواری زیادی داشتند. شاه پس از این که به او مظنون شد و او را کشت، فهمید که اشتباه بزرگی مرتکب شده است و می‌گویند این پدر غم زده هر روز مدت زیادی به این مناسبت گریه می‌کند. کسانی که به این وضع آشنایی ندارند و فقط شاه را از روی اطوار و حرکات غمگین او قضاوت می‌کنند به این نتیجه می‌رسند که او گرفتار بیماری روحی است. باید اشاره کنم که شاه در درون خود و همچنین به مناسبت افکار رنج آور مربوط به جنگ و غیره بسیار محزون و افسرده است و گرچه در میان مردم کاملاً عکس این رفتار می‌کند و خود را شاد نشان می‌دهد با این حال گاه به گاه روحیه او از خلال حرکات و اطوارش نمایان می‌شود».

شاه عباس شخصی سبزه، قد کوتاه اما عضلانی بود و ریش خود را می‌تراشید و سبیلی بلند داشت. او برخلاف جایگاهش، لباسی ساده می‌پوشید و شمشیر خود را همیشه با خود حمل می‌کرد. عباس به تفریح و نوشیدن شراب علاقه‌مند بود. او به علما و امرای قزلباش اعتماد نداشت، بدین ترتیب به سلطنتی مستبدانه تمایل داشت. به گفتهٔ دلاواله، عباس عقیده داشت که «حاکم لایق باید دشمن را نابود یا مطیع کند یا در غیر اینصورت، خودش در میدان نبرد کشته شود.» او از سیاست‌های امپراتوری اروپا و رخدادهای آن‌جا اطلاع داشت و از راهبرد نظامی فلیپه دوم و مشکلات داخلی اسپانیا انتقاد کرد:
امپراتور باید سرباز باشد و در میدان جنگ شخصاً سپاه خود را هدایت کند… حکمران نمی‌تواند سرنوشت کشورش را به دست وزرا و امرای سپاه بسپارد. چنین پادشاهی بدبخت خواهد شد. مردم اغلب فقط به منفعت خودشان فکر می‌کنند و هیچ دغدغه ای جز کسب ثروت و قدرت و داشتن یک زندگی خوب و راحت ندارند. در نتیجه نمی‌توانند وظایفشان را به خوبی انجام دهند. فرمانروایان باید برای همه الگو باشند.
شاه عباس در سال ۱۰۱۱ قمری که از سفر خراسان به اصفهان بازمی‌گشت، چون به کاشان رسید مردم آنجا با شادی و نشاط فراوان به استقبال وی رفتند و شهر را چراغان کردند. شاه عباس از مشاهده شادی و سرور و احساسات محبت آمیز مردم کاشان به قدری منقلب و متأثر شد که بی‌اختیار گریستن آغاز کرد و آستین لباس سیاه آنتونیو دو گوه آ کشیش کاتولیک را که از طرف فیلیپ سوم پادشاه اسپانیایی به ایران آمده بود گرفت و به گریه گفت: «.... می‌بینی که این مردم چگونه با شادی و سرور از من استقبال می‌کنند؟ من شایسته این همه مهربانی نیستم و هر وقت گناهان بیشمار خود را به یاد می‌آورم، شدت غم و اندوه دلم را از لباس تو نیز سیاه‌تر می‌سازد. ای کاش مرد ساده درویشی بودم و با یک لقمه نان زندگی می‌کردم و پادشاه این سرزمین فراخ و این همه مردم که در کمال بی‌لیاقتی بر آنان حکومت می‌کنم، نمی‌بودم».
تکتاندر فن در یابل از فرستادگان رودلف دوم امپراتور آلمان، که در ماه رجب سال ۱۰۱۲ قمری در شهر تبریز، به حضور شاه عباس رسیده بود. دربارهٔ نخستین برخورد خود با این پادشاه چنین می‌نویسد: «... مرا به قصر شاهی بردند. شاه در میان بزرگان و مشاوران خود روی زمین نشسته بود. چون لباسش از جامه دیگران ساده‌تر و بی پیرایه تر بود و من هم راهنما و مترجمی همراه نداشتم، او را نشناختم و لحظه‌ای متحیر ایستادم. در این حال مرد سالخورده‌ای از ایرانیان دست مرا گرفت و به سوی شاه برد…».
شاه عباس از معدود شاهانی است که در خاطرهٔ جمعی ایرانیان ماندگار شد و سلطنتش گرامی داشته شده است. او را عموماً یکی از بزرگ‌ترین فرمانروایان تاریخ ایران و دومان صفوی دانسته‌اند. دوران سلطنت او با چالش‌هایی مواجه شد که توانست آن‌ها را با موفقیت حل کند؛ سرزمین‌های از دست رفته را بازپس‌گیری و نوسازی کرد و یک دولت مرکزی قدرتمند ایجاد کرد. او در تثبیت جامعه و فرهنگ ملی ایران نیز نقش اساسی داشت. در همان زمان شهرها رونق گرفت، خلاقیت هنری و ادبی ایران و نیز اقتصاد کشور رشد کرد.

### انتقال پایتخت به اصفهان
پس از جنگ با ازبک‌ها در ۱۵۹۸، شاه عباس مراحل انتقال پایتخت از قزوین به اصفهان را آغاز کرد. این شهر در مرکز فلات ایران قرار دارد و پیش‌تر مرکز امپراتوری‌های آل بویه و سلجوقیان بود. انتقال پایتخت از لحاظ اقتصادی، قومیتی و استراتژیک مهم بود؛ بازسازی اصفهان به‌عنوان پایتخت صفوی، به دستاوردهای عباس در دوران سلطنتش جلوه‌ای مادی بخشید. اصفهان در دوران عباس و جانشینانش معرفِ ایران صفوی شد. اروپایی‌های بازدیدکنندهٔ اصفهان از بازآفرینی این شهر شگفت‌زده شدند و شاهد نشانه‌هایی از ایرانی‌تر شدنِ نخبگانِ سیاسیِ صفوی بودند. از آن زمان «اصفهان نصف جهان» اصطلاحی برای معرفی این شهر شد. شاه عباس بناهایی متعددی را در اصفهان ساخت و خودش نیز از معماران این شهر به‌شمار می‌رفت.

## در رسانه
حسن فتحی، کارگردان ایرانی، در سال ۱۳۷۸ خورشیدی مجموعه تلویزیونی روشن‌تر از خاموشی را از زندگی ملاصدرا و شاه عباس صفوی ساخت که محمود پاک‌نیت، در آن، نقش شاه عباس را ایفا نمود.
شهرام اسدی، کارگردان ایرانی، در سال ۱۳۸۲ خورشیدی مجموعه تلویزیونی شیخ بهایی را از زندگی شیخ بهایی ساخت که علی دهکردی، در آن نقش شاه عباس را ایفا نمود.

## نگارخانه

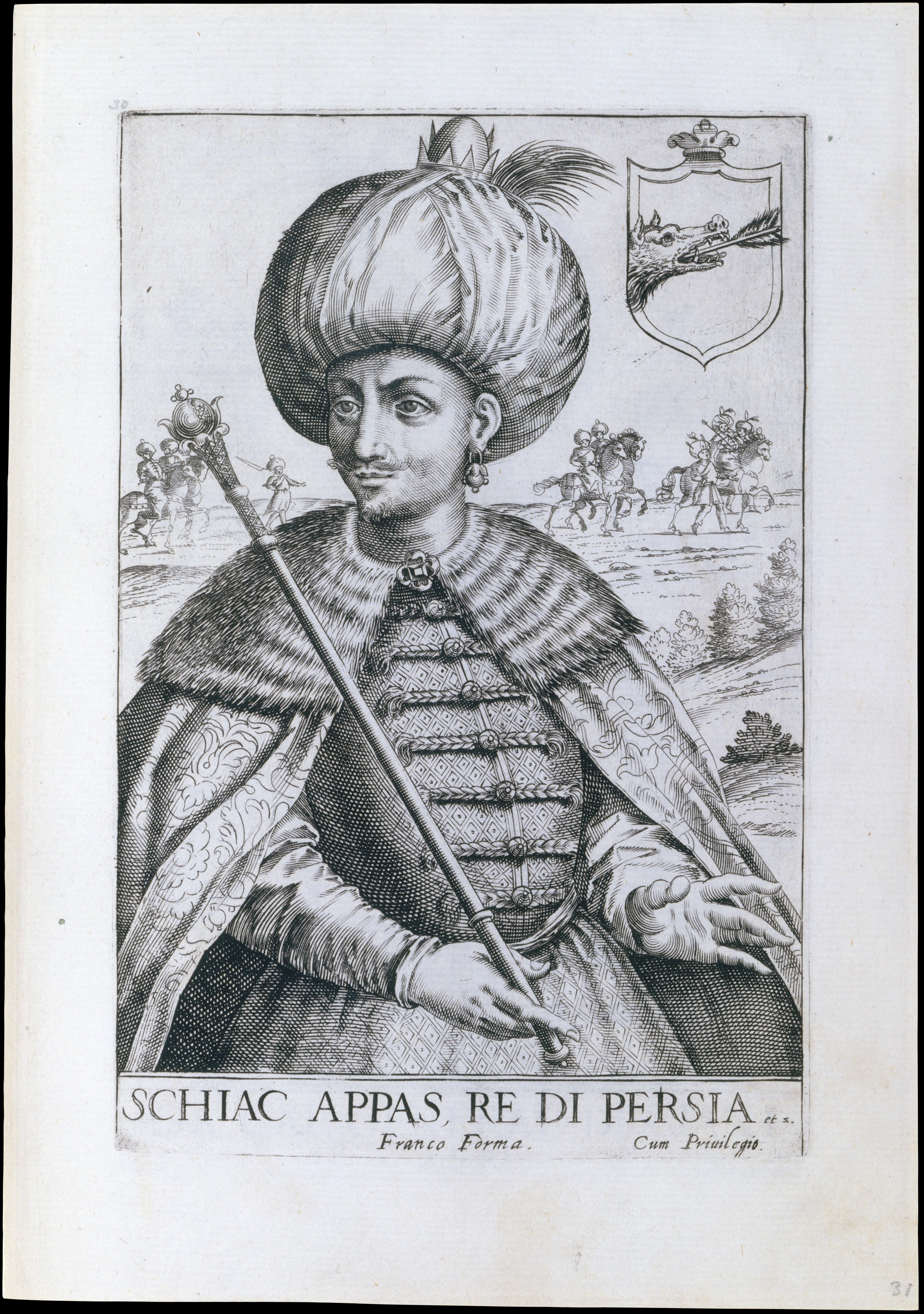
نگاره شاه عباس ۱۵۹۶ میلادی اثر جیاکومو فرانکو.
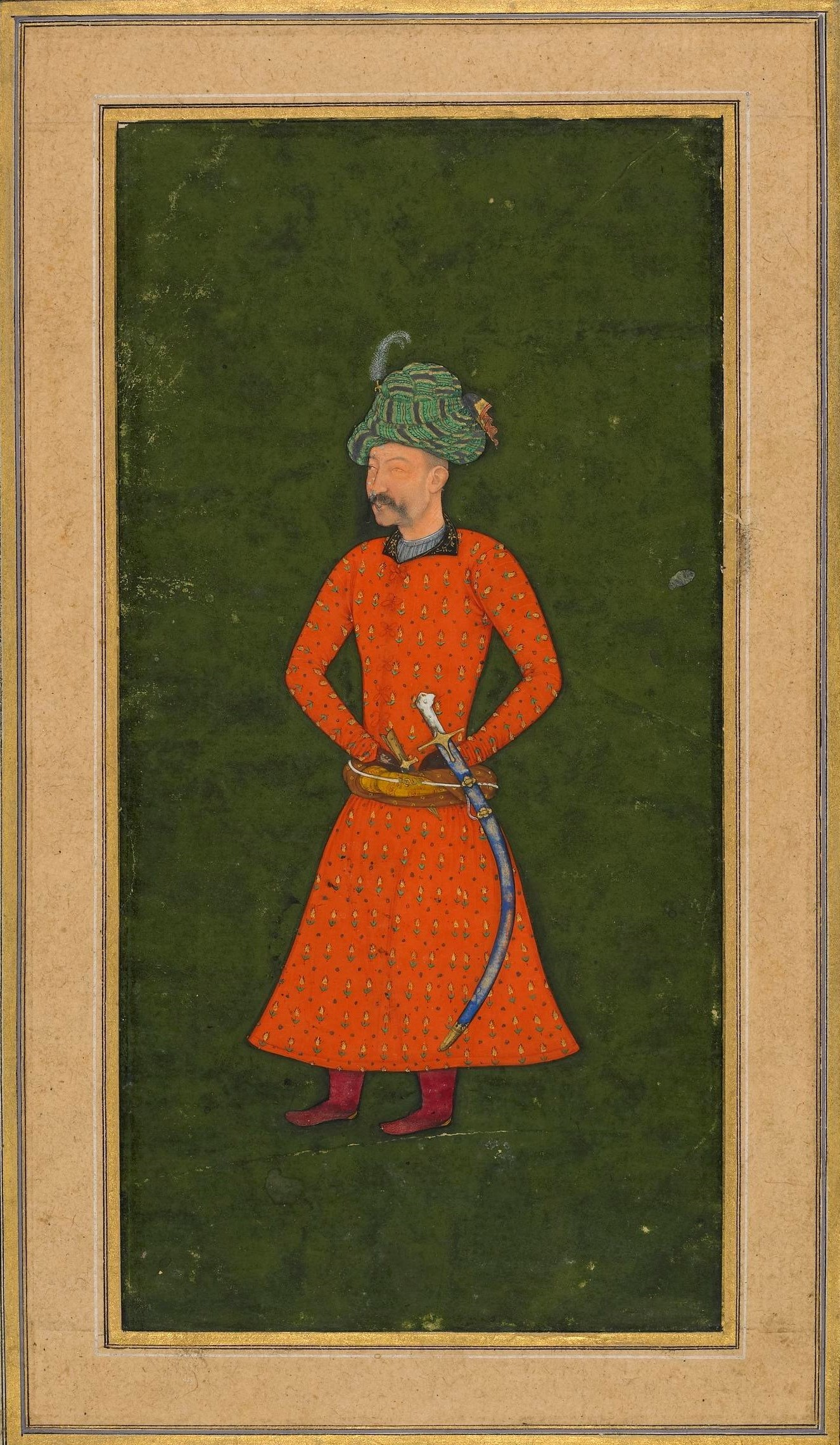
نگاره شاه عباس اثر بشنداس.
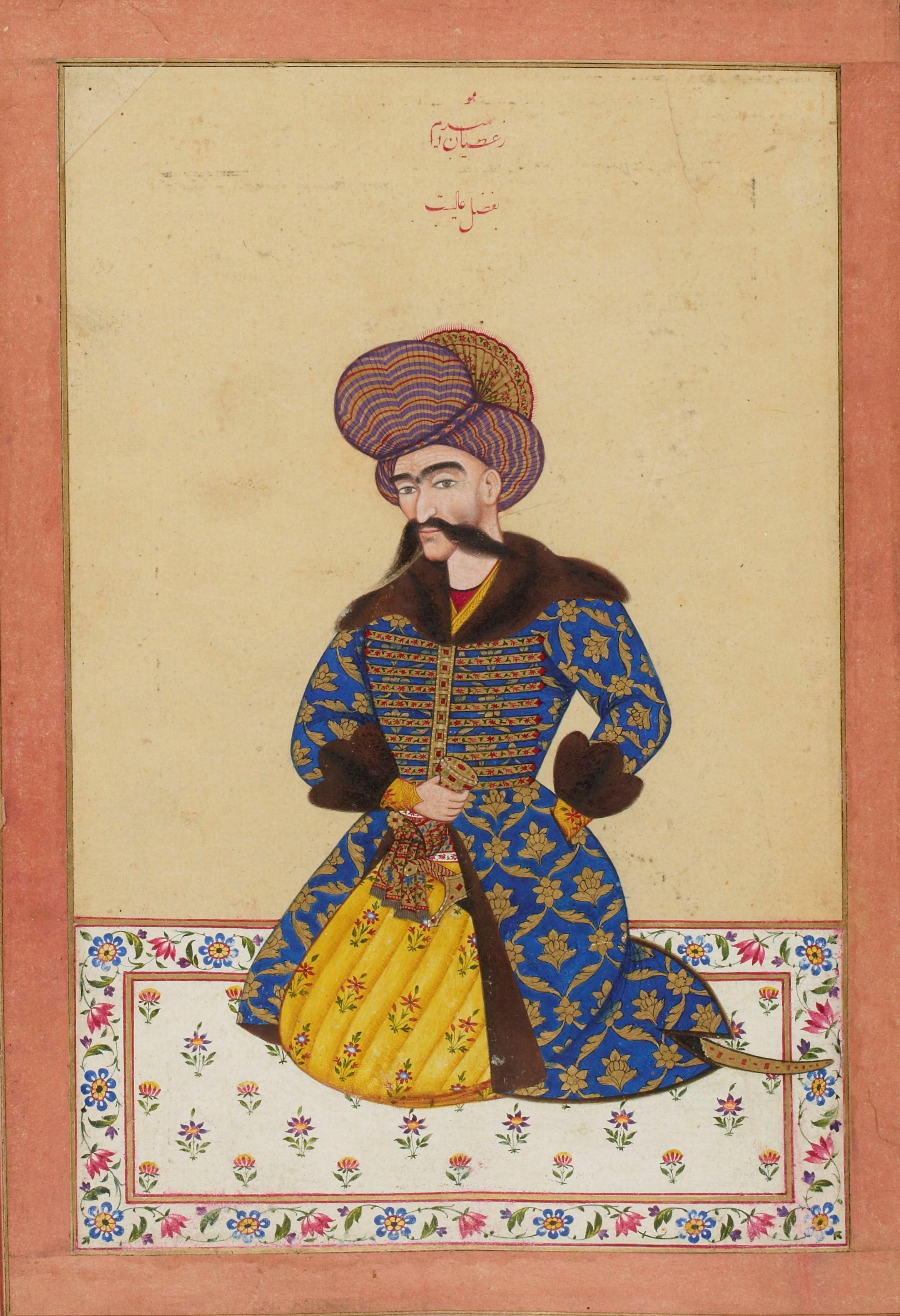
نگاره شاه عباس اثر رضا عباسی.
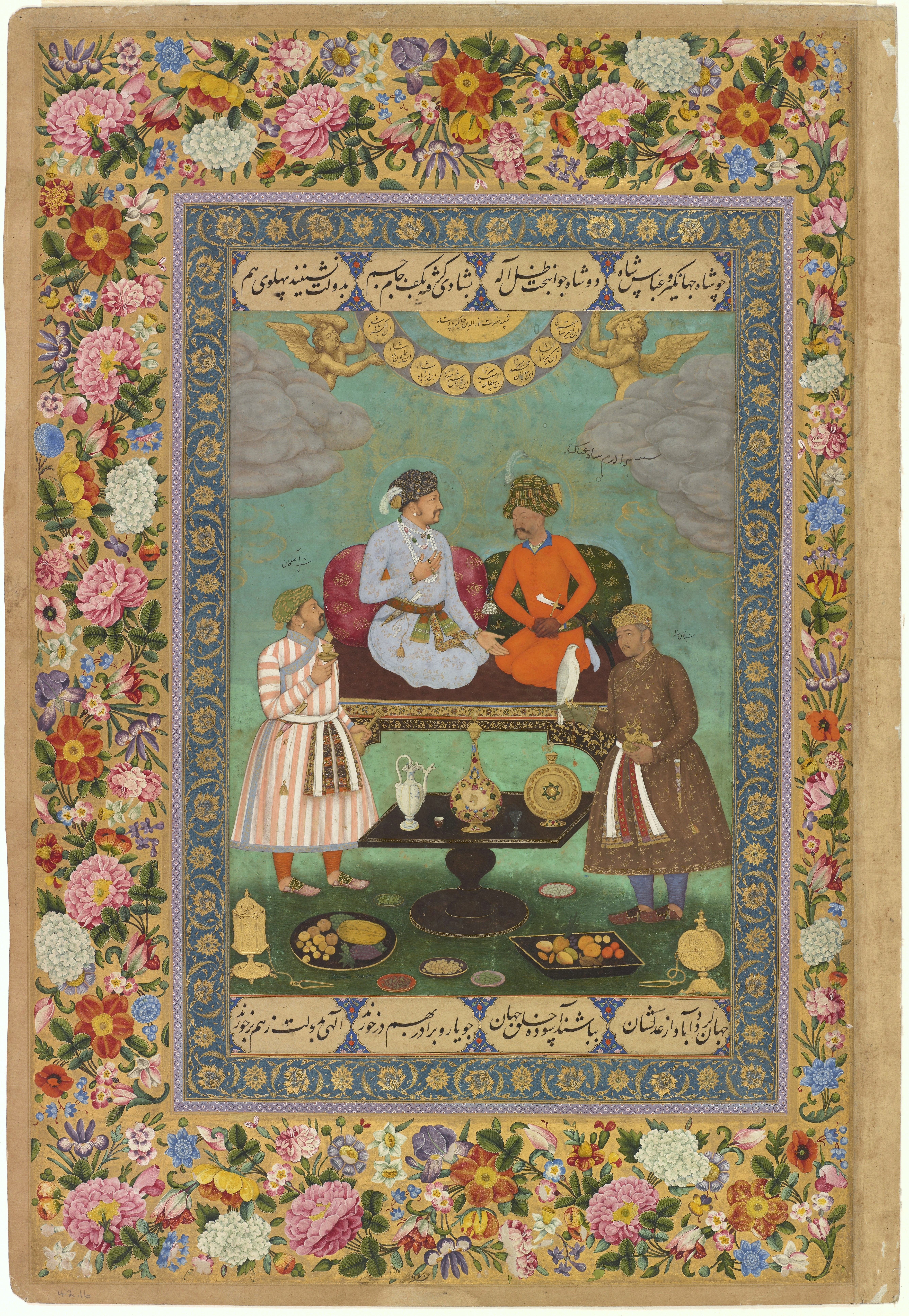
جهانگیرشاه و شاه عباس اثر بشنداس.
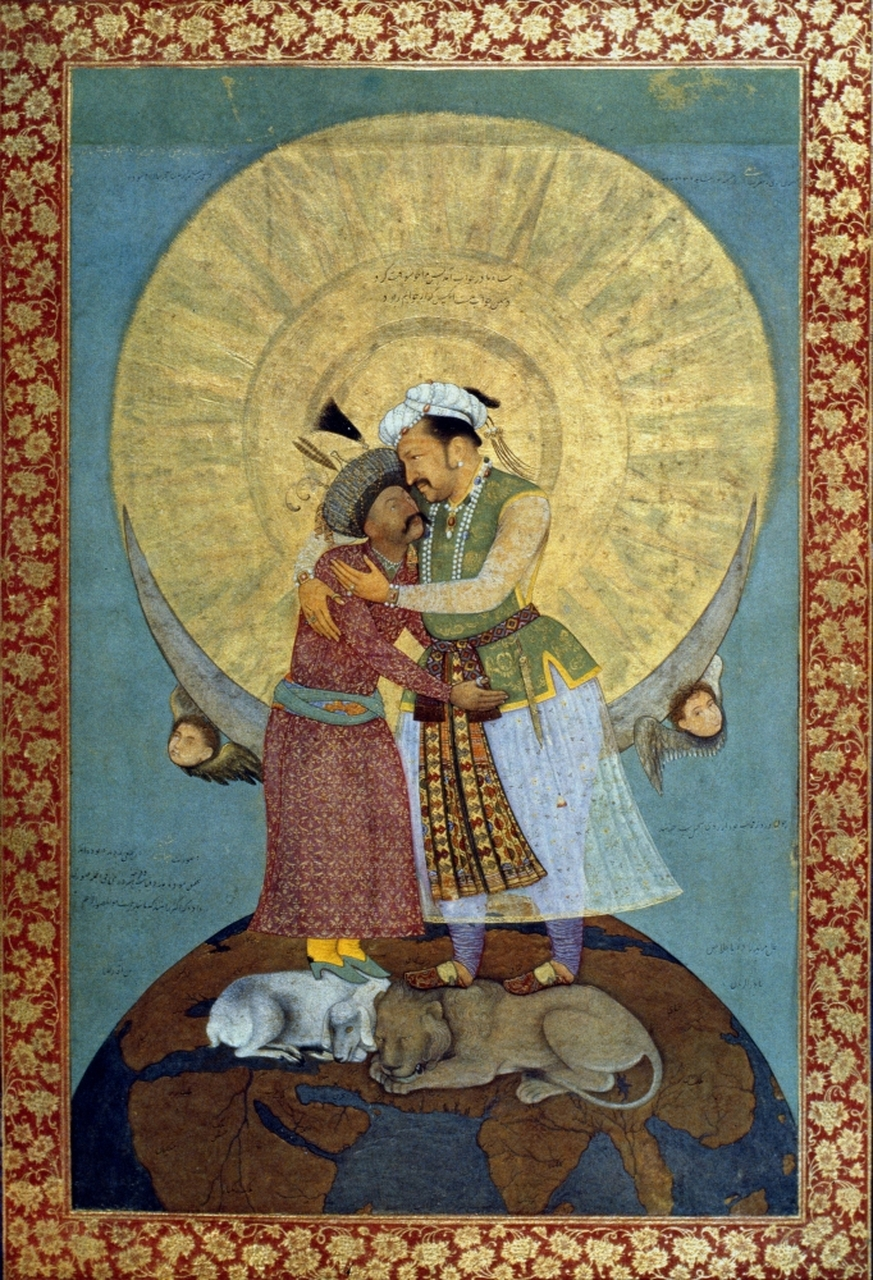
جهانگیرشاه و شاه عباس اثر نادر الزمان.
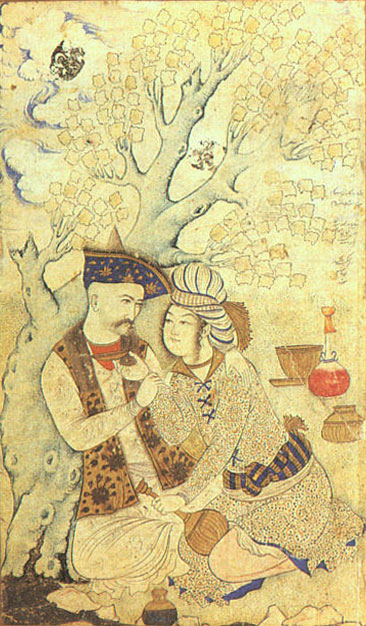
شاه عباس در حال نوازش ساقی اثر محمد قاسم.
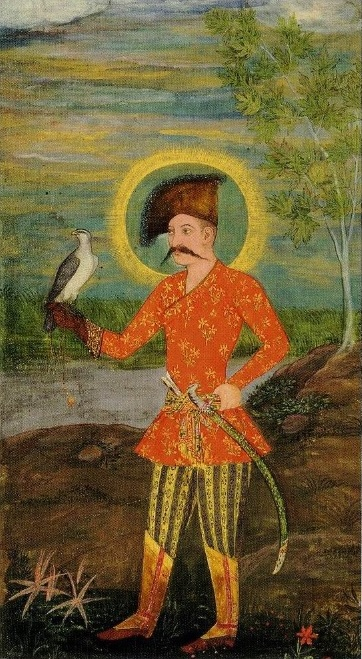
نگاره شاه عباس که یک باز شکاری را در دست دارد.
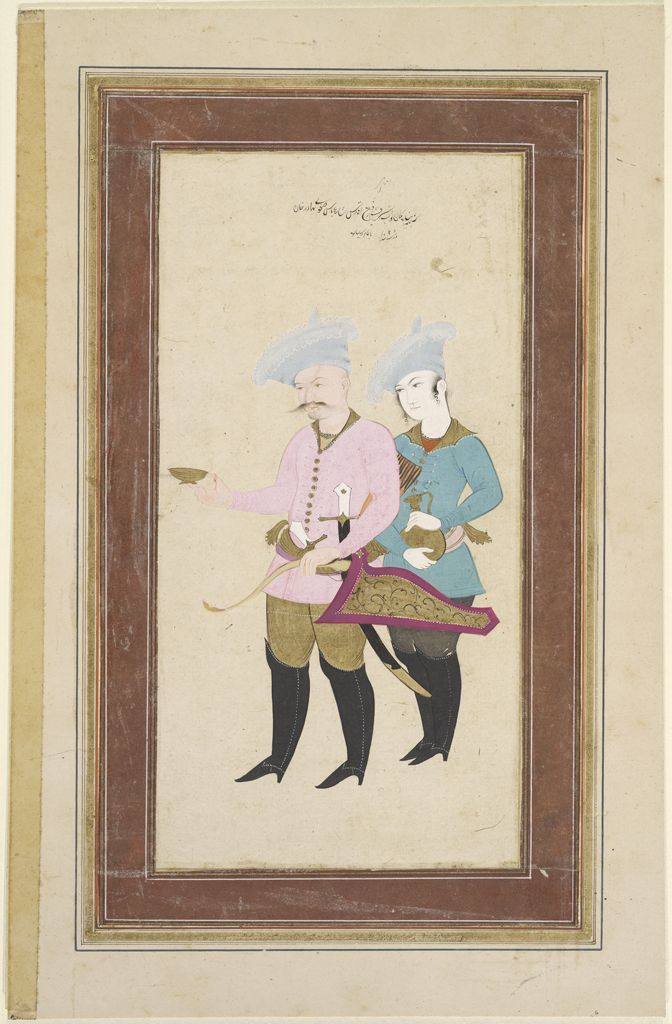
نگاره شاه عباس اثر معین مصور.
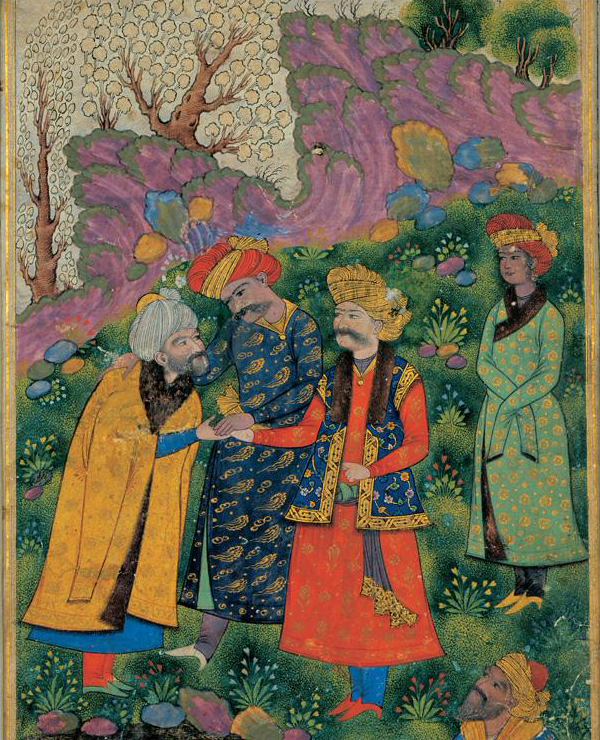
شاه‌عباس یکم و شیخ. مینیاتوری مرقع از سده ۱۷ در موزه رضا عباسی.
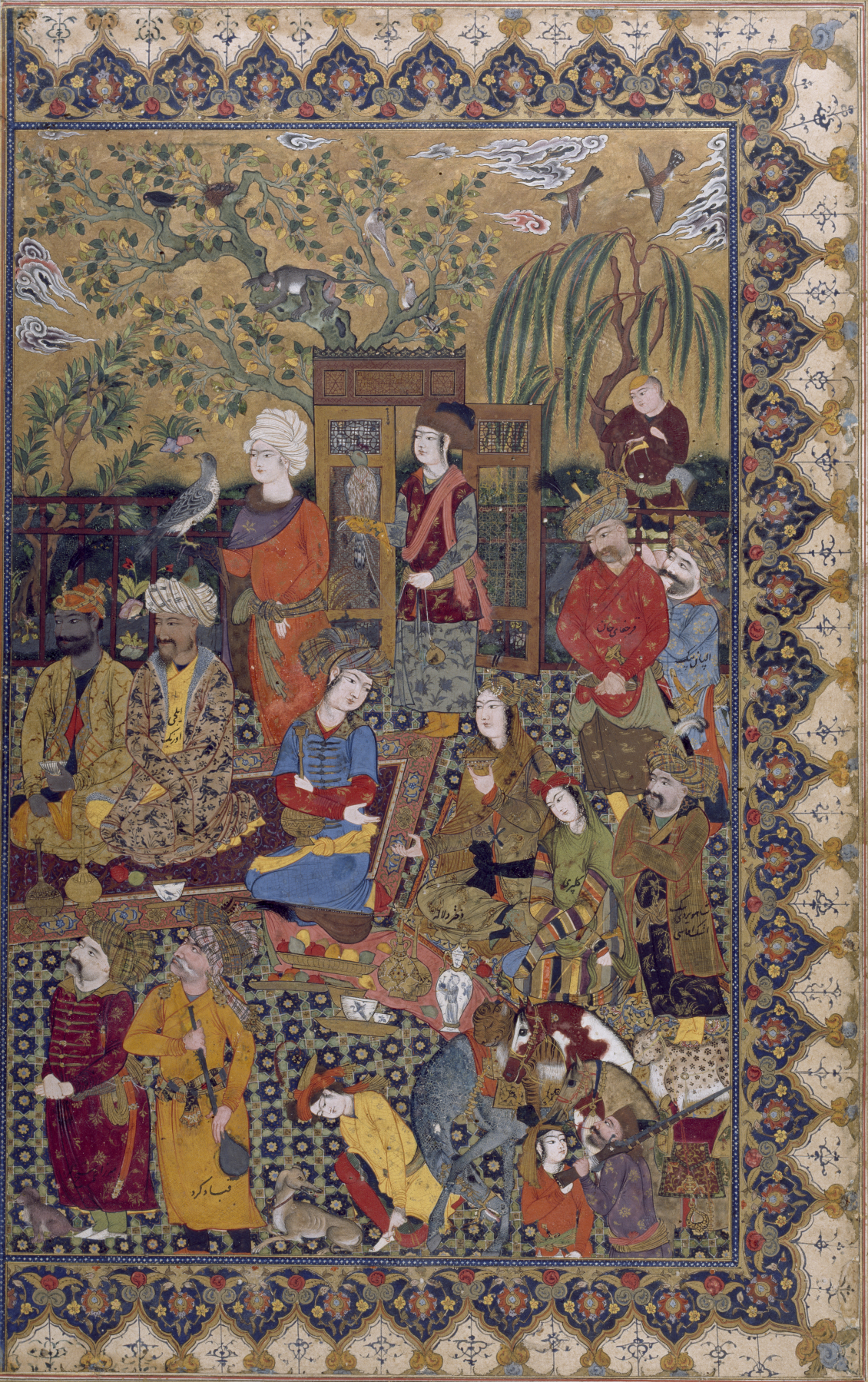
درباریان شاه عباس اول. در این تصویر اشخاصی با نام‌هایی مانند قرچغای خان، قباد کرد و گلپری به تصویر کشیده شده‌اند.
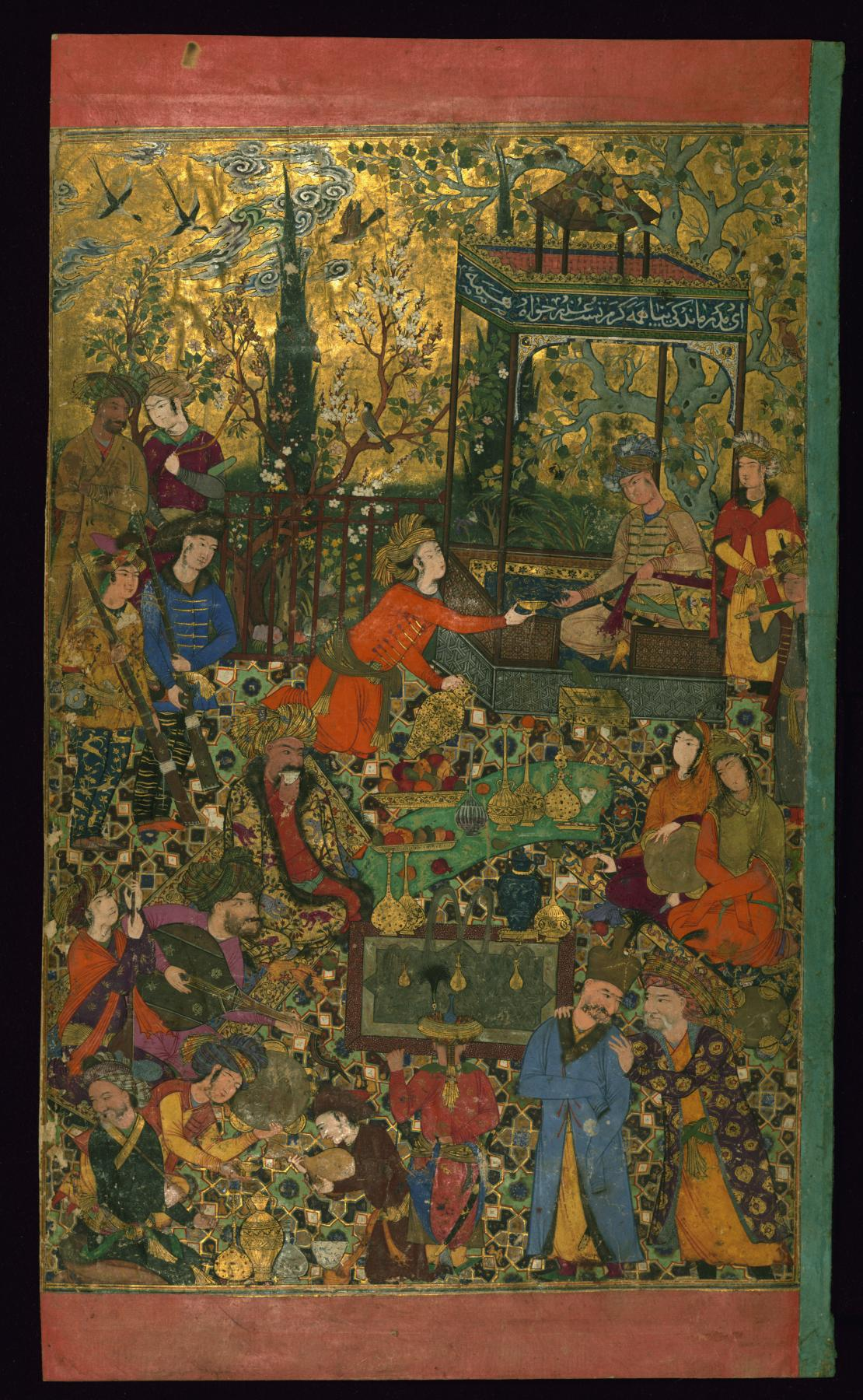
شاه عباس و درباریان.

### انگلیسی
- Amanat, Abbas (2017). Iran: A Modern History. Yale University Press. ISBN 978-0-300-11254-2.
- Asat'iani, Nodar; Bendianachvili, Alexandre (1997). Histoire de la Géorgie [History of Georgia] (به فرانسوی). Paris, France: L'Harmattan. ISBN 2-7384-6186-7. LCCN 98159624.
- Axworthy, Michael (2007). Empire of the Mind: A History of Iran. London, UK: C. Hurst and Co. ISBN 978-1-85065-871-9. LCCN 2008399438.
- Babaie, Sussan;  et al. (2004). Slaves of the Shah: New Elites of Safavid Iran. Library of Middle East History. London, UK: I. B. Tauris. ISBN 978-1-86064-721-5.
- Blow, David (2009). Shah Abbas: The Ruthless King Who Became an Iranian Legend. London, UK: I. B. Tauris. ISBN 978-1-84511-989-8. LCCN 2009464064.
- Bomati, Yves; Nahavandi, Houchang (1998). Shah Abbas, Empereur de Perse: 1587–1629 [Shah Abbas, Emperor of Persia: 1587–1629] (به فرانسوی). Paris, France: Perrin. ISBN 2-2620-1131-1. LCCN 99161812.
- Bosworth, C. E. (1989). "Barda and Barda-Dāri v. Military Slavery in Islamic Iran".  In Yarshater, Ehsan (ed.). Encyclopædia Iranica. Vol. III: Ātaš – Beyhaqi. London, UK: Routledge & Kegan Paul. pp. 774–776. ISBN 0-7100-9090-0. LCCN 84673402. Archived from the original on 17 May 2015. Retrieved 24 May 2015.
- Cole, Juan R. I. (May 1987). "Rival Empires of Trade and Imami Shi'ism in Eastern Arabia, 1300–1800". International Journal of Middle East Studies. Cambridge, UK: Cambridge University Press. 19 (2): 177–203. doi:10.1017/s0020743800031834. ISSN 0020-7438. S2CID 162702326.
- Dale, Stephen Frederic (2010). The Muslim Empires of the Ottomans, Safavids, and Mughals. Cambridge, UK: Cambridge University Press. ISBN 978-0-521-69142-0. LCCN 2010278301.
- Eraly, Abraham (2003) [2000]. The Mughal Throne: The Saga of India's Great Emperors. original title Emperors of the Peacock Throne. London, UK: Weidenfeld & Nicolson. ISBN 1-84212-723-3. LCCN 2005440260.
- Haneda, Masahi (1990). "Čarkas: ii. Under the Safavids".  In Yarshater, Ehsan (ed.). Encyclopædia Iranica. Vol. IV: Bāyjū – Carpets. London, UK: Routledge & Kegan Paul. pp. 818–819. Archived from the original on 17 May 2015. Retrieved 13 September 2014.
- Hoiberg, Dale H., ed. (2010). "Abbas I (Persia)". Encyclopædia Britannica. Vol. I: A-Ak – Bayes (15th ed.). Chicago, IL: Encyclopædia Britannica, Inc. ISBN 978-1-59339-837-8. LCCN 2008934270.
- IBP (2013). Armenia Country Study Guide. Vol. 1: Strategic Information and Developments. International Business Publications. ISBN 978-1-4387-7382-7.
- Jackson, Peter; Lockhart, Lawrence, eds. (1986). The Cambridge History of Iran. Vol. 6: The Timurid and Safavid Periods. Cambridge, UK: Cambridge University Press. ISBN 0-521-20094-6. LCCN 67012845.
- Kacharava, Eka (2011). "Alaverdy Eparchy" (PDF). Friends of Academic Research in Georgia. Archived (PDF) from the original on 18 May 2015. Retrieved 24 May 2015.
- Khanbaghi, Aptin (2006). The Fire, the Star and the Cross: Minority Religions in Medieval and Early Modern Iran. London, UK: I. B. Tauris. ISBN 1-84511-056-0. LCCN 2006296797.
- Kouymjian, Dickran (2004). "1: Armenia From the Fall of the Cilician Kingdom (1375) to the Forced Emigration under Shah Abbas (1604)".  In Hovannisian, Richard G. (ed.). The Armenian People from Ancient to Modern Times. Vol. II: Foreign Dominion to Statehood: The Fifteenth Century to the Twentieth Century. New York, NY: St. Martin's Press. ISBN 1-4039-6422-X. LCCN 2004273378.
- Kremer, William (25 January 2013). "Why Did Men Stop Wearing High Heels?". BBC News Magazine. Archived from the original on 17 August 2014. Retrieved 13 September 2014.
- Lapidus, Ira Marvin (2012). A Global History of Pre-modern Islamic Societies. Cambridge, UK: Cambridge University Press. ISBN 978-0-521-73298-7. LCCN 2011043732.
- Lockhart, Lawrence (1953).  Arberry, Arthur John (ed.). The Legacy of Persia. The Legacy Series. Oxford, UK: Clarendon Press. LCCN 53002314.
- Madelung, W. (1988). "Baduspanids".  In Yarshater, Ehsan (ed.). Encyclopædia Iranica. Vol. III: Ātaš – Bayhaqī. London, UK: Routledge & Kegan Paul. pp. 385–391. ISBN 0-7100-9121-4. LCCN 84673402. Archived from the original on 17 November 2014. Retrieved 13 September 2014.
- Manz, Beatrice; Haneda, Masashi (1990). "Čarkas". Encyclopædia Iranica. London, UK: Routledge & Kegan Paul. pp. 816–819. Archived from the original on 17 May 2015. Retrieved 24 May 2015.
- Matthee, Rudi (2011). Persia in Crisis: Safavid Decline and the Fall of Isfahan. International Library of Iranian Studies. London, UK: I. B. Tauris. ISBN 978-1-84511-745-0.
- Matthee, Rudi (1999). "Farhād Khan Qaramānlū, Rokn-al-Saltana".  In Yarshater, Ehsan (ed.). Encyclopædia Iranica. Vol. IX: Ethé – Fish. London, UK: Routledge & Kegan Paul. ISBN 0-7100-9090-0. LCCN 84673402. Archived from the original on 17 May 2015. Retrieved 24 May 2015.
- Matthee, Rudolph P. (1999a). The Politics of Trade in Safavid Iran: Silk for Silver, 1600–1730. Cambridge, UK: Cambridge University Press. ISBN 0-521-64131-4. LCCN 99012830.
- Mikaberidze, Alexander (2015). Historical Dictionary of Georgia (2 ed.). Rowman & Littlefield. ISBN 978-1-4422-4146-6. Archived from the original on 21 April 2023. Retrieved 8 November 2020.
- Mitchell, Colin P., ed. (2011). New Perspectives on Safavid Iran: Empire and Society. Milton Park, UK: Routledge. ISBN 978-0-415-77462-8. LCCN 2010032352.
- Mitchell, Colin P. (2009). The Practice of Politics in Safavid Iran: Power, Religion and Rhetoric. Persian Studies. London, UK: I. B. Tauris. ISBN 978-0-85771-588-3. LCCN 2010292168.
- Mitchell, Colin P. (2009a). "Ṭahmāsp I". Encyclopædia Iranica. ISSN 2330-4804. Archived from the original on 17 May 2015. Retrieved 12 May 2015.
- Monshi, Eskandar Beg (1978). Tārīk̲-e ʻālamārā-ye ʻAbbāsī [The History of Shah 'Abbas the Great]. Persian Heritage (به عربی و انگلیسی). Translated by Savory, Roger M. Boulder, CO: Westview Press. ISBN 0-89158-296-7. LCCN 78020663.
- Newman, Andrew J. (2006). Safavid Iran: Rebirth of a Persian Empire. Library of Middle East History. London, UK: I. B. Tauris. ISBN 1-86064-667-0.
- Parizi, Mohammad-Ebrahim Bastani (2000). "Ganj-ʿAlī Khan".  In Yarshater, Ehsan (ed.). Encyclopædia Iranica. Vol. X: Fisheries – Gindaros. London, UK: Routledge & Kegan Paul. pp. 284–285. ISBN 0-7100-9090-0. LCCN 84673402. Archived from the original on 17 May 2015. Retrieved 24 May 2015.
- Quinn, Sholeh (2015). Shah Abbas: The King who Refashioned Iran. Oneworld Publications. ISBN 978-1-78074-568-8.
- Roemer, H. R. (1986). "5: The Safavid Period".  In Jackson, Peter; Lockhart, Lawrence (eds.). The Cambridge History of Iran. Vol. 6: The Timurid and Safavid Periods. Cambridge, UK: Cambridge University Press. ISBN 0-521-20094-6. LCCN 67012845.
- Saslow, James M. (1999). "Asia and Islam: Ancient Cultures, Modern Conflicts". Pictures and Passions: A History of Homosexuality in the Visual Arts. New York, NY: Viking. ISBN 0-670-85953-2. LCCN 99019960.
- Savory, Roger M. (1983). "'Abbās (I)".  In Yarshater, Ehsan (ed.). Encyclopædia Iranica. Vol. I: Āb - Anāhid. London, UK: Routledge & Kegan Paul. pp. 71–75. ISBN 0-7100-9090-0. LCCN 84673402. Archived from the original on 7 May 2015. Retrieved 24 May 2015.
- Savory, Roger M. (1980). Iran under the Safavids. Cambridge, UK: Cambridge University Press. ISBN 0-521-22483-7. LCCN 78073817.
- Savory, R.M. (2012). "Ḥamza Mīrzā". The Encyclopaedia of Islam, New Edition (12 vols.). Leiden: E. J. Brill.
- Savory, R.N. (1985). "ʿAlī-Qolī Khan Šāmlū". Archived copy. Encyclopaedia Iranica, Vol. I, Fasc. 8. pp. 875–876. Archived from the original on 14 October 2022. Retrieved 5 September 2022.{{cite encyclopedia}}:  نگهداری یادکرد:عنوان آرشیو به جای عنوان (link)
- Savory, R. M. (1982). "ʿAbbas I".  In Yarshater, Ehsan (ed.). Encyclopædia Iranica, Online Edition. Encyclopædia Iranica Foundation.
- Rahimlu, Yusof (2015). "ʿAbbās I".  In Madelung, Wilferd; Daftary, Farhad (eds.). Encyclopaedia Islamica Online. Brill Online. ISSN 1875-9831.
- Simpson, Marianna S. (1997). "Ebrāhīm Mīrzā". Encyclopædia Iranica, online edition. New York. Archived from the original on 18 May 2022. Retrieved 5 September 2022.
- Shakespeare, William (1863).  Clark, William George; Wright, William Aldis (eds.). The Works of William Shakespeare. Vol. III. Cambridge, UK: Macmillan and Company. LCCN 20000243. Archived from the original on 19 November 2015. Retrieved 24 May 2015.
- Starkey, Paul (2010). "Tawfīq Yūsuf Awwād (1911–1989)".  In Allen, Roger (ed.). Essays in Arabic Literary Biography. Vol. 3: 1850–1950. Wiesbaden, Germany: Otto Harrassowitz. ISBN 978-3-447-06141-4. ISSN 0938-9024. LCCN 2010359879.
- Streusand, Douglas E. (2011). Islamic Gunpowder Empires: Ottomans, Safavids, and Mughals. Boulder, CO: Westview Press. ISBN 978-0-8133-1359-7. LCCN 2010024984.[نیازمند بازبینی منبع]
- Sykes, Ella Constance (1910). Persia and its People. New York, NY: The Macmillan Company. LCCN 10001477.
- Thorne, John O., ed. (1984). "Abbas I". Chambers Biographical Dictionary. Edinburgh, UK: Chambers Harrap. ISBN 0-550-18022-2. LCCN 2010367095.
- Wallbank, Thomas Walter (1992) [1942]. Civilization Past & Present (7th ed.). New York, NY: HarperCollins. ISBN 0-673-38867-0. LCCN 91025406.
- Wilson, Richard (March 2010). "When Golden Time Convents: Twelfth Night and Shakespeare's Eastern Promise". Shakespeare. Routledge. 6 (2): 209–226. doi:10.1080/17450911003790331. ISSN 1745-0918. S2CID 191598902.

## برای مطالعهٔ بیشتر
- ناظری، اسداله (۵ آبان ۱۳۹۵). «مختصری از تولد و نسب شاه عباس». روزنامه سراسری سایه.
- جعفری، محمد؛ حنیف، محمد (۱۴ فروردین ۱۳۹۹). «شاه عباس». دائرةالمعارف بزرگ اسلامی. مرکز دائرةالمعارف بزرگ اسلامی.